# Svenska mästerskapen i friidrott
Svenska mästerskapen i friidrott avgörs årligen sedan premiäråret 1896. Från början arrangerades mästerskapen endast för herrar, men från och med 1927 (31 juli 1927 i Lidköping) hålls även tävlingar för damer.

## Svenska mästare Herrar

### 1896
Plats: Helsingborg 7–9 augusti
- 100 m: Harald Andersson-Arbin, IS Lyckans Soldater – 10,8
- 1 500 m: Paul Pehrsson, Örgryte IS – 4.57,4
- 10 000 m: Paul Pehrsson, Örgryte IS – 38.20,8
- 110 m häck: Harald Andersson-Arbin, IS Lyckans Soldater – 19,0
- Höjd: Nils Ericsson, Örgryte IS – 1,58
- Stav: Erik Öhrling, Gais – 2,56
- Längd: Harald Andersson-Arbin, IS Lyckans Soldater – 6,03
- Kula, båda händer sammanlagt: Carl E. Helgesson, Örgryte IS – 18,28
- Diskus, bästa hand: Carl E. Helgesson, Örgryte IS – 29,70
- Slägga: Carl E. Helgesson, Örgryte IS – 27,30
- Spjut, båda händer sammanlagt: Harald Andersson-Arbin, IS Lyckans Soldater – 61,90

### 1897
Plats: Balders Hage, Göteborg
- 100 m: Ernst Hellqvist, Alingsås IF – 11,4
- 1 500 m: Paul Pehrsson, Örgryte IS – 4.54,4
- 10 000 m: Magnus Eriksson, Gais – 44.26,2
- 110 m häck: Alfred Svensson, Örgryte IS – 17,2
- Höjd: Yngve Berglin, IS Lyckans Soldater – 1,70
- Stav: Oscar Odén, Örgryte IS – 2,70
- Längd: John Fenton, IS Lyckans Soldater – 5,54
- Kula, båda händer sammanlagt: Gustaf Söderström, Djurgårdens IF – 19,57
- Diskus, bästa hand: Carl E. Helgesson, Örgryte IS – 33,70
- Slägga: Carl E. Helgesson, Örgryte IS – 26,73
- Spjut, båda händer sammanlagt: Harald Andersson-Arbin, IS Lyckans Soldater – 67,05

### 1898
Plats: Ladugårdsgärdet, Stockholm
- 100 m: Alfred Svensson, Örgryte IS – 11,4
- 500 m: Erik Wiklund, Gefle IF – 1.10,8
- 1 500 m: Erik Wiklund, Gefle IF – 4.32,4
- 10 000 m: Erik Wiklund, Gefle IF – 37.33,6
- 110 m häck: Lennart Schånberg, Stockholms AF – 16,4
- Höjd: Axel Bonthron, Norrköpings GF – 1,69
- Stav: Oscar Odén, Örgryte IS – 2,60
- Längd: Axel Wallander, Gais – 5,26
- Kula, båda händer sammanlagt: Gustaf Söderström, Djurgårdens IF – 20,52
- Diskus, bästa hand: Gustaf Söderström, Djurgårdens IF – 34,52
- Slägga: Carl E. Helgesson, Örgryte IS – 28,55
- Spjut, båda händer sammanlagt: Harald Andersson-Arbin, IS Lyckans Soldater – 60,94
- Femkamp: Carl E. Helgesson, Örgryte IS

### 1899
Plats: Balders Hage, Göteborg
- 100 m: Isaac Westergren, IFK Gävle – 11,6
- 1 500 m: Erik Wiklund, Gefle IF – 4.21,6
- 10 000 m: Ernst Fast, Sundbybergs IK – 35.25,4
- 110 m häck: Gustaf Rundberg, IK Stockholm – 19,0
- Höjd: Axel Bonthron, Norrköpings GF – 1,68
- Stav: Eric Lemming, IS Lyckans Soldater – 2,90
- Längd: Helge Söderbom, IFK Gävle – 5,73
- Kula, båda händer sammanlagt: Carl Hjalmar Westerlund, Sundbybergs IK – 20,09
- Diskus, bästa hand: Otto Nilsson, Gais – 32,84
- Slägga: Carl E. Helgesson, Örgryte IS – 27,77
- Spjut, båda händer sammanlagt: Eric Lemming, IS Lyckans Soldater – 76,90

### 1900
Plats: Lindarängen, Stockholm
- 100 m: Carl Ljung, AIK – 12,2
- 500 m: Kristian Hellström, IF Sleipner – 1.09,8
- 1 500 m: Kristian Hellström, IF Sleipner – 4.28,6
- 10 000 m: Edward Johansson, IF Stockholm – 34.47,8
- 110 m häck: Helge Söderbom, IFK Gävle – 18,0
- Stafett 4 x 100 m: AIK (Oscar Wallentin, Fritz Carlsson, Gunnar Stenberg, Herman Juhlin) - 52,2
- Höjd: Frans Frise, Örgryte IS – 1,61
- Stav: Karl-Gustaf Staaf, Djurgårdens IF – 2,91
- Längd: Helge Söderbom, IFK Gävle – 5,66
- Tresteg: Helge Söderbom, IFK Gävle – 11,61
- Kula, båda händer sammanlagt: Carl Hjalmar Westerlund, Sundbybergs IK – 19,83
- Diskus, båda händer sammanlagt: Gustaf Söderström, Djurgårdens IF – 61,14
- Slägga: Carl Sandberg, Göteborgs AK – 37,90
- Spjut, båda händer sammanlagt: Frans Frise, Örgryte IS – 60,09
- Femkamp: Karl Gustaf Staaf, Djurgårdens IF

### 1901
Plats: Balders Hage, Göteborg
- 100 m: Algot Friman, IFK Stockholm – 11,8
- 1 500 m: Kristian Hellström, IF Sleipner – 4.21,4
- 10 000 m: Axel Paulsen, IF Sparta, Danmark – 34.25,0
- 110 m häck: Johannes Jensen, Kristiania IF, Norge – 17,6
- Stafett 4 x 100 m: AIK (AIK (Gunnar Stenberg, Fritz Carlsson, Gunnar Malmqvist, Herman Juhlin) - 50,2
- Höjd: Lennart Rosengren, Jönköpings AIF – 1,65
- Stav: Otto Haug, Kristiania IF, Norge – 3,05
- Längd: Johannes Jensen, Kristiania IF, Norge – 5,94
- Tresteg: Haakon Blystad, IK Tjalve Kristiania, Norge – 12,54
- Kula, båda händer sammanlagt: Carl Hjalmar Westerlund, Sundbybergs IK – 21,18
- Diskus, båda händer sammanlagt: Otto Nilsson, Örgryte IS – 62,52
- Slägga: Carl Sandberg, IS Lyckans Soldater – 30,53
- Spjut, båda händer sammanlagt: Otto Nilsson, Örgryte IS – 74,97

### 1902
Plats: Stadsparksvallen, Jönköping 30–31 augusti 
- 100 m: Knut Lindberg, Örgryte IS – 12,0
- 1 500 m: Ingen tävling
- 10 000 m: Kristian Hellström, IF Sleipner – 35.58,0
- 110 m häck: Herman Rundberg, IF Stockholm – 18,6
- Stafett 4 x 100 m: Göteborgs IF (Emanuel Pettersson, Fritz Pettersson, Hugo Noring, Axel Zachsrisson) - 50,4
- Höjd: Frans Frise, Örgryte IS – 1,66
- Stav: Bruno Söderström, IFK Stockholm – 3,40
- Längd: Frans Frise, Örgryte IS – 6,26
- Tresteg: Frans Frise, Örgryte IS – 13,33
- Kula, båda händer sammanlagt: Otto Nilsson, Örgryte IS – 21,30
- Diskus, båda händer sammanlagt: Otto Nilsson, Örgryte IS – 62,52
- Slägga: Carl Sandberg, IS Lyckans Soldater – 37,90
- Spjut, båda händer sammanlagt: Eric Lemming, IS Lyckans Soldater – 84,99

### 1903
- 100 m: Erik Andersson, Örgryte IS – 12,0
- 1 500 m: Harald Eiserman, IS Lyckans Soldater – 4.27,6
- 10 000 m: Otto Larsen, Arbeidernes IK, Danmark – 36.13,2
- 110 m häck: Oscar Lemming, IS Lyckans Soldater – 17,6
- Stafett 4 x 100 m: Örgryte IS (Knut Lindberg, Emil Andersson, Gustaf Bergström, Frans Frise) - 50,8
- Höjd: Carl Holmberg, IFK Malmö – 1,75
- Stav: Gustaf Bergström, Örgryte IS – 3,00
- Längd: Frans Frise, Örgryte IS – 5,77
- Tresteg: Carl Holmberg, IFK Malmö – 12,38
- Kula, båda händer sammanlagt: Otto Nilsson, Örgryte IS – 21,39
- Diskus, båda händer sammanlagt: Eric Lemming, IS Lyckans Soldater – 59,87
- Slägga: Carl Sandberg, IS Lyckans Soldater – 36,05
- Spjut, båda händer sammanlagt: Eric Lemming, IS Lyckans Soldater – 72,08

### 1904
- 100 m: Knut Lindberg, Örgryte IS – 11,8
- 400 m: Hjalmar Mellander, IFK Halmstad – 55,4
- 1 500 m: Ingen tävling.
- 10 000 m: Ernst Fast, Stockholms SK – 32.56,0
- 110 m häck: Oscar Lemming, IS Lyckans Soldater – 16,4
- Stafett 4 x 100 m: Örgryte IS (Knut Lindberg, Robert Olsson, Erik Bergström, Emil Andersson) - 50,0
- Höjd: Nils Hartzell, IFK Norrköping – 1,70
- Stav: Bruno Söderström, IFK Stockholm – 3,15
- Längd: Hjalmar Mellander, IFK Halmstad – 6,21
- Tresteg: Victor Johansson, Stockholms IS – 12,48
- Kula, båda händer sammanlagt: Eric Lemming, IS Lyckans Soldater – 21,30
- Diskus, båda händer sammanlagt: Carl Jahnzon, Djurgårdens IF – 61,02
- Slägga: Eric Lemming, IS Lyckans Soldater – 35,45
- Spjut, båda händer sammanlagt: Eric Lemming, IS Lyckans Soldater – 85,63

### 1905
Plats: Helsingborg
- 100 m: Knut Lindberg, Örgryte IS – 11,6
- 400 m: Carl Hammarlund, IFK Kristianstad – 55,0
- 1 500 m: Edward Dahl, Sundbybergs IK – 4.31,6
- 10 000 m: Edward Dahl, Sundbybergs IK – 35.02,0
- 110 m häck: Birger Ljungberg, IF Sleipner – 17,0
- Stafett 4 x 100 m: AIK (Axel Ljung, Herman Lindqvist, Fritz Carlsson, Carl Ljung) - 50,0
- Höjd: Anders Bovin, Jönköpings AIF – 1,70
- Stav: Ivar Hansson, IS Göta – 2,99
- Längd: Henrik Palmborg, Lunds Realskolas IF – 6,15
- Tresteg: Henrik Palmborg, Lunds Realskolas IF – 12,62
- Kula, båda händer sammanlagt: Eric Lemming, IS Lyckans Soldater – 22,54
- Diskus, båda händer sammanlagt: Carl Jahnzon, Djurgårdens IF – 57,57
- Slägga: Eric Lemming, IS Lyckans Soldater – 38,95
- Spjut, båda händer sammanlagt: Eric Lemming, IS Lyckans Soldater – 86,37

### 1906
Plats: Idrottsparken, Norrköping
- 100 m: Knut Lindberg, Örgryte IS – 11,2
- 400 m: Carl-Axel Torén, AIK – 54,9
- 1 500 m: Edward Dahl, Sundbybergs IK – 4.24,0
- 10 000 m: John Svanberg, Fredrikshofs IF – 34.10,2
- 110 m häck: Paul Lidvall, IFK Stockholm – 17,0
- Stafett 4 x 100 m: AIK (Axel Ljung, Erik Frick, Fritz Carlsson, Herman Lindqvist) - 48,2
- Höjd: Karl Sandqvist, IF Swithiod – 1,73
- Stav: Bruno Söderström, IFK Stockholm – 3,10
- Längd: Karl Sandqvist, IF Swithiod – 6,05
- Tresteg: Karl Fryksdahl, IK Atle – 12,72
- Kula, båda händer sammanlagt: Otto Nilsson, Örgryte IS – 22,16
- Diskus, båda händer sammanlagt: Otto Nilsson, Örgryte IS – 65,78
- Slägga: Albin Pettersson, Örgryte IS – 33,26
- Spjut, båda händer sammanlagt: Otto Nilsson, Örgryte IS – 82,62

### 1907
- 100 m: Knut Lindberg, Örgryte IS – 11,0
- 400 m: Knut Stenborg, IS Lyckans Soldater – 52,8
- 1 500 m: John Svanberg, Fredrikshofs IF – 4.20,6
- 10 000 m: John Svanberg, Fredrikshofs IF – 33.07,8
- 110 m häck: Knut Lindberg, Örgryte IS – 16,6
- Stafett 4 x 100 m: Örgryte IS (Knut Lindberg, Ivan Möller, Folke Borg, Eric Thorsell) - 48,2
- Höjd: Hugo Wieslander, Växjö Läroverks IF – 1,70
- Stav: Bruno Söderström, IFK Stockholm – 3,30
- Längd: Knut Stenborg, IS Lyckans Soldater – 6,34
- Tresteg: Karl Fryksdahl, IK Atle – 13,63
- Kula, båda händer sammanlagt: Otto Nilsson, Örgryte IS – 23,21
- Diskus, båda händer sammanlagt: Eric Lemming, IS Lyckans Soldater – 65,28
- Slägga: Eric Lemming, IS Lyckans Soldater – 38,81
- Spjut, båda händer sammanlagt: Eric Lemming, IS Lyckans Soldater – 88,42

### 1908
- 100 m: Knut Lindberg, Örgryte IS – 11,4
- 200 m: Knut Lindberg, Örgryte IS – 23,8
- 400 m: Sven Låftman, IFK Karlstad – 52,8
- 800 m: Edward Dahl, Sundbybergs IK – 2.06,0
- 1 500 m: Anton Nilsson, Fredrikshofs IF – 4.17,4
- 10 000 m: Axel Wiegandt, Mariebergs IK – 34.24,5
- 110 m häck: Knut Lindberg, Örgryte IS – 16,5
- Stafett 4 x 100 m: Örgryte IS (Knut Lindberg, Harald Amberntson, Otto Orstadius, Eric Thorsell) - 46,6
- Höjd: Axel Hedenlund, IK Borås – 1,73
- Stav: Gustav Adolf Dahn, IS Halmia – 3,22
- Längd: Carl Silfverstrand, Djurgårdens IF – 6,45
- Tresteg: Otto Orstadius, Örgryte IS – 13,10
- Kula, båda händer sammanlagt: Eric Lemming, IS Lyckans Soldater – 22,39
- Diskus, båda händer sammanlagt: Eric Lemming, IS Lyckans Soldater – 68,51
- Slägga: Eric Lemming, IS Lyckans Soldater – 41,27
- Spjut, båda händer sammanlagt: Eric Lemming, IS Lyckans Soldater – 89,28

### 1909
- 100 m: Knut Lindberg, Örgryte IS – 10,8
- 200 m: Knut Lindberg, Örgryte IS – 23,2
- 400 m: Knut Stenborg, AIK – 52,6
- 800 m: Ernst Wide, IK Göta – 1.58,8
- 1 500 m: Ernst Wide, IK Göta – 4.08,8
- 10 000 m: Bror Fock, Vänersborgs IF – 33.11,6
- 110 m häck: Knut Lindberg, Örgryte IS – 16,8
- Stafett 4 x 100 m: Örgryte IS (Knut Lindberg, Ivan Möller, Harald Amberntsen, Eric Thorsell) - 48,4
- Höjd: Ivan Möller, Örgryte IS – 1,70
- Stav: Bertil Uggla, IFK Stockholm – 3,55
- Längd: Viktor Beijbom, IFK Eskilstuna – 6,55
- Tresteg: Gustaf Nordén, IFK Norrköping – 14,12
- Kula, båda händer sammanlagt: Eric Lemming, IS Lyckans Soldater – 22,97
- Diskus, båda händer sammanlagt: Otto Nilsson, Örgryte IS – 68,00
- Slägga: Eric Lemming, IS Lyckans Soldater – 45,52
- Spjut, båda händer sammanlagt: Eric Lemming, IS Lyckans Soldater – 90,04
- Femkamp: Carl Brodde, Malmö AI – 14
- Tiokamp: Hugo Wieslander, IFK Stockholm – 7 032,01

### 1910
- 100 m: Viktor Beijbom, IFK Eskilstuna – 11,2
- 200 m: Erik Lindholm, AIK – 23,0
- 400 m: Erik Lindholm, AIK – 51,1
- 800 m: Ernst Wide, IK Göta – 1.58,2
- 1 500 m: Ernst Wide, IK Göta – 4.05,1
- 10 000 m: Bror Fock, AIK – 33.42,4
- Maraton: Sigfrid "Sigge" Jacobsson, IFK Stockholm – 2:46.59
- 110 m häck: Ivan Möller, Örgryte IS – 16,5
- Stafett 4 x 100 m: Örgryte IS (Filip Almqvist, Leif Sörvik, Knut Stenborg, Ivan Möller) - 46,7
- Höjd: Sten Hagander, AIK – 1,80
- Stav: Claes Gille, Gefle IF – 3,40
- Längd: Knut Stenborg, Örgryte IS – 6,60
- Tresteg: Sten Hagander, AIK – 14,07
- Kula, båda händer sammanlagt: Einar Nilsson, Djurgårdens IF – 22,54
- Diskus, båda händer sammanlagt: Carl Johan Lind, Jönköpings IS – 66,42
- Slägga: Arvid Åberg, IFK Norrköping – 38,52
- Spjut, båda händer sammanlagt: Sten Hagander, AIK – 84,93
- Femkamp: Hugo Wieslander, IFK Stockholm – 10
- Tiokamp: Skotte Jacobsson, IFK Malmö – 6 582,51

### 1911
Plats: Stadsparksvallen, Jönköping, Femkamp i Gävle
- 100 m: Knut Lindberg, Örgryte IS – 11,1
- 200 m: Ivan Möller, Örgryte IS – 23,6
- 400 m: Knut Stenborg, Örgryte IS – 53,3
- 800 m: Ernst Wide, IK Göta – 2.04,8
- 1 500 m: Ernst Wide, IK Göta – 4.10,4
- 10 000 m: Klas Lundström, IK Göta – 34.41,0
- Maraton: Gustaf Törnros, Fredrikshofs IF – 2:44.35
- 110 m häck: Ivan Möller, Örgryte IS – 16,4
- Stafett 4 x 100 m: Örgryte IS (Knut Lindberg, Ivan Möller, Knut Stenborg, Allan Botvidsson) - 46,0
- Höjd: Karl Axel Kullerstrand, IFK Stockholm – 1,75
- Stav: Bertil Uggla, IFK Stockholm – 3,50
- Längd: Gustaf Holmqvist, IFK Borås – 6,52
- Tresteg: Sten Hagander, AIK – 13,47
- Kula, båda händer sammanlagt: Einar Nilsson, Djurgårdens IF – 23,64
- Diskus, båda händer sammanlagt: Einar Nilsson, Djurgårdens IF – 71,12
- Slägga: Arvid Åberg, IFK Norrköping – 45,18
- Spjut, båda händer sammanlagt: Eric Lemming, IS Lyckans Soldater – 91,45
- Femkamp: Hugo Wieslander, IFK Stockholm – 6
- Tiokamp: Erik Kugelberg, IFK Norrköping – 6 379,56

### 1912
Plats: Stockholms stadion
- 100 m: Knut Lindberg, Örgryte IS – 10,9
- 200 m: Knut Lindberg, Örgryte IS – 22,6
- 400 m: Erik Lindholm, AIK – 54,0
- 800 m: John Zander, Mariebergs IK – 2.04,4
- 1 500 m: Ernst Wide, IK Göta – 4.14,3
- 10 000 m: Bror Fock, Vänersborgs IF – 32.12,1
- Maraton: Gustaf Törnros, Fredrikshofs IF – 2:31.44
- 110 m häck: Ivan Möller, Örgryte IS – 16,1
- Stafett 4 x 100 m: Örgryte IS (Knut Stenborg, Gustaf Spjuth, Ivan Möller, Knut Lindberg) - 45,2
- Stafett 4 x 400 m: AIK (Thomas Lundqvist, Eric Schörling, Paul Zerling, Erik Lindholm) - 3.38,8
- Höjd: Gösta Hallberg, Örgryte IS – 1,80
- Stav: Bertil Uggla, IFK Stockholm – 3,82
- Längd: Georg Åberg, IFK Norrköping – 7,15
- Tresteg: Gustaf "Topsy" Lindblom, IFK Norrköping – 14,15
- Kula, båda händer sammanlagt: Einar Nilsson, Djurgårdens IF – 23,98
- Diskus, båda händer sammanlagt: Einar Nilsson, Djurgårdens IF – 71,39
- Slägga: Nils Linde, Örgryte IS – 44,72
- Spjut, båda händer sammanlagt: Eric Lemming, IS Lyckans Soldater – 94,07
- Femkamp: Gustaf "Gösse" Holmér, Upsala Studenters IF – 7
- Tiokamp: Charles Lomberg, IS Lyckans Soldater – 6 895,04

### 1913
- 100 m: Charles Luther, IFK Göteborg – 11,2
- 200 m: Thure Persson, Malmö Läroverks IF – 23,0
- 400 m: Erik Frisell, Malmö AI – 52,1
- 800 m: John Zander, Mariebergs IK – 2.01,4
- 1 500 m: John Zander, Mariebergs IK – 4.18,2
- 10 000 m: Bror Modigh, Köpings IF – 33.46,0
- Maraton: Runar Öhman, IK Göta – 2:35.59
- 110 m häck: Gustaf "Gösse" Holmér, IFK Linköping – 16,2
- Stafett 4 x 100 m: AIK (Eric Schörling, Paul Zerling, Thomas Lundqvist, O. Ragnar Ekberg) - 45,7
- Stafett 4 x 400 m: Ingen tävling
- Höjd: Hans Jagenburg, Skara Läroverks IF – 1,83
- Stav: Claes Gille, Gefle IF – 3,75
- Längd: Georg Åberg, Örgryte IS – 6,70
- Tresteg: Eric Almlöf, Djurgårdens IF – 14,25
- Kula, båda händer sammanlagt: Einar Nilsson, Djurgårdens IF – 26,03
- Diskus, båda händer sammanlagt: Oskar Andersson-Zallhagen, Westermalms IF – 76,05
- Slägga: Nils Linde, Örgryte IS – 46,39
- Spjut, båda händer sammanlagt: Yngve Häckner, IFK Linköping – 99,76
- Femkamp: Gustaf "Gösse" Holmér, IFK Linköping – 10
- Tiokamp: Gustaf "Gösse" Holmér, IFK Linköping – 7 222,08

### 1914
- 100 m: Thure Persson, IFK Stockholm – 11,8
- 200 m: Thure Persson, IFK Stockholm – 23,0
- 400 m: Nils Sundell, IFK Stockholm – 53,1
- 800 m: Ernst Wide, IK Göta – 2.09,8
- 1 500 m: Ernst Wide, IK Göta – 4.20,8
- 10 000 m: Runar Öhman, IK Göta – 33.48,9
- Maraton: Rudolf Wåhlin, Djurgårdens IF – 2:44.44
- 110 m häck: Torvald Norling, Malmö AI – 16,6
- 3 000 m hinder: Anton Klingborg, Södermalms IK – 9.56,4
- Stafett 4 x 100 m: IFK Stockholm (Karl Ludvig Böttiger, Thure Persson, Åke Westfelt, Nils Sundell) - 45,8
- Stafett 4 x 400 m: IFK Stockholm (Nils Georgii, Thure Persson, Anatole Bolin, Nils Sundell) - 3.42,0
- Höjd: Ivar Reimers, Mariebergs IK – 1,75
- Stav: Claes Gille, Gefle IF – 3,60
- Längd: Patrik Olsson, IFK Malmö – 6,61
- Tresteg: Eric Almlöf, Djurgårdens IF – 14,03
- Kula, båda händer sammanlagt: Einar Nilsson, Djurgårdens IF – 23,35
- Diskus, båda händer sammanlagt: Oskar Andersson-Zallhagen, Westermalms IF – 75,79
- Slägga: Nils Linde, Örgryte IS – 44,95
- Spjut, båda händer sammanlagt: Yngve Häckner, IFK Linköping – 101,66
- Vikt: Carl Jahnzon, Djurgårdens IF – 8,86
- Femkamp: Inge Lindholm, IFK Karlstad – 14
- Tiokamp: Nils Jansson, IF Thor – 5 988,585

### 1915
Plats: Gävle
- 100 m: Charles Luther, Örgryte IS – 11,3
- 200 m: Inge Lindholm, IFK Uppsala – 23,6
- 400 m: Hugo Löjdkvist, IK Göta – 52,6
- 800 m: Anatole Bolin, IFK Stockholm – 1.59,2
- 1 500 m: John Zander, Mariebergs IK – 4.08,8
- 10 000 m: Runar Öhman, IK Göta – 32.30,6
- Maraton: John Westberg, Södermalms IK – 2:41.06
- 110 m häck: Paul Zerling, AIK – 16,0
- 400 m häck: Paul Zerling, AIK – 58,6
- 3 000 m hinder: John Zander, Mariebergs IK – 10.06,6
- Stafett 4 x 100 m: IFK Uppsala (Ephraim Levin, Ernst Traung, Inge Lindholm, Olle Ottander) - 44,9
- Stafett 4 x 400 m: IK Göta (Bror Hasselhuhn, Herbert Stråberg, Hugo Löjdqvist, Ernst Wide) - 3.31,4
- Höjd: Richard G:son Sjöberg, IFK Stockholm – 1,80
- Stav: Manne Nilsson, SoIK Hellas – 3,70
- Längd: Georg Åberg, Örgryte IS – 6,89
- Tresteg: Ivar Sahlin, IFK Sundsvall – 14,02
- Kula, båda händer sammanlagt: Eric Lemming, IS Lyckans Soldater – 23,60
- Diskus, båda händer sammanlagt: Oskar Andersson-Zallhagen, Westermalms IF – 76,06
- Slägga: Robert Olsson, Örgryte IS – 46,71
- Spjut, båda händer sammanlagt: Erik Blomqvist, Kronobergs IK – 98,23
- Vikt: Emanuel Strömberg, Gävle SGF – 9,72
- Femkamp: Gustaf "Gösse" Holmér, IFK Stockholm – 12
- Tiokamp: Einar Albinsson, IF Thor – 7 224,645

### 1916
Plats: Malmö IP 27 augusti
- 100 m: John Larsson, Mariebergs IK – 11,0
- 200 m: John Larsson, Mariebergs IK – 22,6
- 400 m: Nils Georgi, IFK Stockholm – 51,8
- 800 m: Anatole Bolin, IFK Stockholm – 1.58,1
- 1 500 m: John Zander, Mariebergs IK – 4.06,2
- 10 000 m: Sture Lagerman, IF Gothia – 32.55,2
- Maraton: Oscar Björk, Södermalms IK – 2:35.51
- 110 m häck: Ephraim Levin, Mariebergs IK – 15,9
- 400 m häck: Torvald Norling, Malmö AI – 58,7
- 3 000 m hinder: Ingen tävling 1916 - 1935
- Stafett 4 x 100 m: Mariebergs IK (Ephraim Levin, John Lilja, Inge Lindholm, John Larsson) - 43,5
- Stafett 4 x 400 m: Fredrikshofs IF (Thure Persson, Erik Kjellström, Tor Österlund, Erik Silfverstrand) - 3.30,6
- Höjd: Karl-Axel Kullerstrand, IFK Stockholm – 1,80
- Stav: Claes Gille, Gefle IF – 3,80
- Längd: Inge Lindholm, Mariebergs IK – 6,81
- Tresteg: Ephraim Levin, Mariebergs IK – 14,71
- Kula, båda händer sammanlagt: Bertil Jansson, KFUM Örebro – 23,87
- Diskus: båda händer sammanlagt: Oskar Andersson-Zallhagen, Westermalms IF – 77,77
- Slägga: Robert Olsson, Örgryte IS – 45,53
- Spjut: båda händer sammanlagt: Erik Blomqvist, Kronobergs IK – 103,61
- Vikt: Emanuel Strömberg, Gävle SGF – 10,01
- Femkamp: Nils Jansson, IF Thor – 8
- Tiokamp: Nils Jansson, IF Thor – 7 205,99

### 1917
Plats: Stockholms stadion
- 100 m: Agne Holmström, Fredrikshofs IF – 11,5
- 200 m: Agne Holmström, Fredrikshofs IF – 23,0
- 400 m: Fabian Biörck, Jönköpings AIK – 51,2
- 800 m: Ragnar Melén, Fredrikshofs IF – 1.58,4
- 1 500 m: John Zander, Mariebergs IK – 3.57,6
- 5 000 m: John Zander, Mariebergs IK – 14.59,6
- 10 000 m: Gustaf Linderholm, Fredrikshofs IF – 32.28,0
- Maraton: Gustav Kinn, IF Thor – 2:35.18
- 110 m häck: Ephraim Levin, Mariebergs IK – 16,4
- 400 m häck: Sven Malm, SoIK Hellas – 57,4
- 3 000 m hinder: Ingen tävling 1916 - 1935
- Stafett 4 x 100 m: Fredrikshofs IF (Emanuel Berg, Erik Eriksson, Thure Persson, Agne Holmström) - 44,3
- Stafett 4 x 400 m: Fredrikshofs IF (Emil Kjellström, Thure Persson, Erik Silfverstrand, Ragnar Melén) - 3.28,4
- Höjd: Karl-Axel Kullerstrand, IFK Stockholm – 1,80
- Stav: Carl Hårleman, IFK Falun – 3,80
- Längd: Kurt Enhörning, IFK Stockholm – 6,64
- Tresteg: Folke Jansson, Jönköpings AIK – 14,25
- Kula: båda händer sammanlagt: Eric Lemming, Örgryte IS – 24,33
- Diskus: båda händer sammanlagt: Oskar Andersson-Zallhagen, Westermalms IF – 79,22
- Slägga: Robert Olsson, Örgryte IS – 46,40
- Spjut: båda händer sammanlagt: Yngve Häckner, Örebro SK – 99,93
- Vikt: Robert Olsson, Örgryte IS – 9,70
- Femkamp: Gustaf "Gösse" Holmér, Upsala Studenters IF – 14
- Tiokamp: Gustaf "Gösse" Holmér, Upsala Studenters IF – 6 973,845
- Mästerskapsstandaret: Fredrikshofs IF

### 1918
Plats: Stockholms stadion 17–18 augusti
- 100 m: Nils Engdahl, Järva IS – 11,3
- 200 m: Nils Engdahl, Järva IS – 22,7
- 400 m: Anatole Bolin, IFK Stockholm – 50,1
- 800 m: Anatole Bolin, IFK Stockholm – 1.54,9
- 1 500 m: John Zander, Mariebergs IK – 3.59,9
- 5 000 m: John Zander, Mariebergs IK – 14.57,5
- 10 000 m: Eric Backman, IFK Göteborg – 31.13,7
- Maraton: Runar Öhman, IK Göta – 2:38.10
- 110 m häck: Ephraim Levin, Mariebergs IK – 15,4
- 400 m häck: Ragnar Melén, Fredrikshofs IF – 58,0
- 3 000 m hinder: Ingen tävling 1916 - 1935
- Stafett 4 x 100 m: Örgryte IS (Henrik Andersson, Charles Luther, Henrik Berntsson, David Bergstrand) - 44,9
- Stafett 4 x 400 m: Fredrikshofs IF (Agne Holmström, Oscar Sundling, Erik Silfverstrand, Ragnar Melén) - 3.28,8
- Höjd: Georg Högström, IF Göta – 1,86
- Stav: Georg Högström, IF Göta – 3,50
- Längd: William Pettersson-Björneman, Kalmar IS – 6,89
- Tresteg: Sven Runström, IF Göta – 14,10
- Kula, båda händer sammanlagt: Bertil Jansson, Örebro SK – 25,30
- Diskus, båda händer sammanlagt: Oskar Andersson-Zallhagen, Westermalms IF – 79,04
- Slägga: Carl-Johan "Massa" Lindh, IF Göta – 46,83
- Spjut, båda händer sammanlagt: Yngve Häckner, Kronobergs IK – 108,86
- Vikt: Carl-Johan "Massa" Lindh, IF Göta – 9,93
- Femkamp Nils Jansson, IF Thor – 3 905,54525
- Tiokamp Gustaf "Gösse" Holmér, Uppsala Studenters IF – 6 941,25
- Mästerskapsstandaret: Fredrikshofs IF

### 1919
Plats: Tingvalla IP, Karlstad
- 100 m: Nils Sandström, SoIK Hellas – 10,9
- 200 m: Nils Engdahl, Järva IS – 22,7
- 400 m: Nils Engdahl, Järva IS – 49,1
- 800 m: Sven Lundgren, IK Göta – 2.00,9
- 1 500 m: Sven Lundgren, IK Göta – 4.05,5
- 5 000 m: Rudolf Falk, IK Göta – 15.37,2
- 10 000 m: Eric Backman, IFK Göteborg – 32.05,9
- Maraton: Gustav Kinn, IK Göta – 2:43.53
- 110 m häck: Göran Hultin, IFK Gävle – 16,1
- 400 m häck: Göran Hultin, IFK Gävle – 56,4
- 3 000 m hinder: Ingen tävling 1916 - 1935
- Stafett 4 x 100 m: SoIK Hellas (Hagbard Andersson, Sven Malm, Eric Schörling, Nils Sandström) - 43,5
- Stafett 4 x 400 m: SoIK Hellas (Hagbard Andersson, Nils Sandström, Sven Malm, Eric Schörling) - 3.30,8
- Höjd: Bo Ekelund, IFK Malmö – 1,86
- Stav: Georg Högström, IF Göta – 3,70[3]
- Längd: William Pettersson-Björneman, IFK Malmö – 7,06
- Tresteg: Folke Jansson, Örgryte IS – 14,71
- Kula, båda händer sammanlagt: Bertil Jansson, Örebro SK – 25,54
- Diskus, båda händer sammanlagt: Oskar Andersson-Zallhagen, Kronobergs IK – 75,91
- Slägga: Carl-Johan Lind, IF Göta – 46,38[3]
- Spjut, båda händer sammanlagt: Hugo Lillier, Mariebergs IK – 106,74
- Vikt: Carl-Johan Lind, IF Göta – 10,10[3]
- Femkamp Carl-Axel Christiernsson, Kronobergs IK – 3 705,015
- Tiokamp Gustaf "Gösse" Holmér, Uppsala Studenters IF – 7 599,695

### 1920
Plats: Stockholms stadion
- 100 m: Nils Sandström, SoIK Hellas – 11,1
- 200 m: Nils Engdahl, Järva IS – 22,4
- 400 m: Nils Engdahl, Järva IS – 49,4
- 800 m: Sven Lundgren, IK Göta – 1.57,5
- 1 500 m: Sven Lundgren, IK Göta – 4.08,1
- 5 000 m: Eric Backman, IFK Tidaholm – 15.10,9
- 10 000 m: Eric Backman, IFK Tidaholm – 32.14,0
- Maraton: Gustav Kinn, IF Thor – 2:56.47
- 110 m häck: Carl-Axel Christiernsson, Kronobergs IK – 16,1
- 400 m häck: Carl-Axel Christiernsson, Kronobergs IK – 56,7
- 3 000 m hinder: Ingen tävling 1916 - 1935
- Stafett 4 x 100 m: SoIK Hellas (Martin Johansson, Sven Malm, Eric Schörling, Nils Sandström) - 44,5
- Stafett 4 x 400 m: SoIK Hellas (Georg Larsson, Nils Sandström, Curt Branting, Sven Malm) - 3.28,0
- Höjd: Bo Ekelund, IFK Malmö – 1,83
- Stav: Ernfrid Rydberg, Gefle IF – 3,70
- Längd: William Pettersson-Björneman, IFK Malmö – 7,11
- Tresteg: Folke Jansson, Örgryte IS – 14,75
- Kula, båda händer sammanlagt: Bertil Jansson, Örebro SK – 26,79
- Diskus, båda händer sammanlagt: Oskar Andersson-Zallhagen, Kronobergs IK – 77,48
- Slägga: Carl-Johan "Massa" Lindh, IF Göta – 45,80
- Spjut, båda händer sammanlagt: Gunnar Lindström, Malmö AI – 107,25
- Vikt: Robert Wielander, Örgryte IS – 10,14
- Femkamp Gustaf "Gösse" Holmér, IFK Oskarshamn – 3 715,380
- Tiokamp Evert Nilsson, IFK Oskarshamn – 7 880,880
- Mästerskapsstandaret: Fredrikshofs IF

### 1921
Plats: Stockholms stadion
- 100 m: John Lilja, Mariebergs IK – 10,8
- 200 m: John Lilja, Mariebergs IK – 22,0
- 400 m: Gustaf Weijnarth, IFK Eskilstuna – 49,8
- 800 m: Sven Lundgren, IK Göta – 1.57,1
- 1 500 m: Sven Lundgren, IK Göta – 4.02,2
- 5 000 m: Eric Backman, IFK Tidaholm – 15.10,8
- 10 000 m: Emanuel Lundström, Fredrikshofs IF – 32.36,0
- Maraton: Gustav Kinn, IF Thor – 2:36.52
- 110 m häck: Carl-Axel Christiernsson, Kronobergs IK – 15,8
- 400 m häck: Carl-Axel Christiernsson, Kronobergs IK – 55,2
- 3 000 m hinder: Ingen tävling 1916 - 1935
- Stafett 4 x 100 m: SoIK Hellas (Martin Johansson, Georg Larsson, Sven Malm, Nils Sandström) - 43,5
- Stafett 4 x 400 m: SoIK Hellas (Georg Lindström, Nils Sandström, Sven Malm, Georg Larsson) - 3.23,7
- Höjd: Harry Johansson, Kronobergs IK – 1,83
- Stav: Lars Tirén, Infanterivolentärskolan – 3,90
- Längd: Erik Abrahamsson, Södertälje SK – 7,04
- Tresteg: Folke Jansson, Örgryte IS – 14,54
- Kula, båda händer sammanlagt: Bertil Jansson, Örebro SK – 27,32
- Diskus, båda händer sammanlagt: Oskar Andersson-Zallhagen, Kronobergs IK – 79,32
- Slägga: Carl-Johan "Massa" Lindh, IF Göta – 50,05
- Spjut, båda händer sammanlagt: Gunnar Lindström, Malmö AI – 103,31
- Vikt: Carl-Johan "Massa" Lindh, IF Göta – 11,15
- Femkamp Evert Nilsson, IFK Oskarshamn – 4 238,3
- Tiokamp Erik Gyllenstolpe, Gefle SGF – 8 199,10

### 1922
Plats: Stockholms stadion
- 100 m: Nils Engdahl, Järva IS – 11,0
- 200 m: Nils Engdahl, Järva IS – 21,8
- 400 m: Nils Engdahl, Järva IS – 49,7
- 800 m: Erik Hultin, Örgryte IS – 2.01,1
- 1 500 m: Edvin Wide, IF Linnéa – 4.03,5
- 5 000 m: Eric Backman, IFK Tidaholm – 15.09,3
- 10 000 m: Eric Backman, IFK Tidaholm – 32.27,5
- Maraton: Gustav Kinn, IF Thor – 2:45.35
- 110 m häck: Carl-Axel Christiernsson, Kronobergs IK – 15,8
- 400 m häck: Carl-Axel Christiernsson, Kronobergs IK – 56,6
- 3 000 m hinder: Ingen tävling 1916 - 1935
- Stafett 4 x 100 m: Malmö AI (Erik Lindvall, Helge Wulff, Curt Wiberg, Wille Svensson) - 43,9
- Stafett 4 x 400 m: SoIK Hellas lag 1 (Georg Larsson, Gustaf Weijnarth, Sven Malm, Nils Sandström) - 3.26,2
- Höjd: Hans Jagenburg, Örgryte IS – 1,85
- Stav: Ernfrid Rydberg, Gefle IF – 3,80
- Längd: Erik Abrahamsson, Södertälje SK – 7,02
- Tresteg: Folke Jansson, Örgryte IS – 14,45
- Kula, båda händer sammanlagt: Bertil Jansson, Örebro SK – 26,86
- Diskus, båda händer sammanlagt: Oskar Andersson-Zallhagen, Kronobergs IK – 80,31
- Slägga: Carl-Johan "Massa" Lindh, IF Göta – 47,67
- Spjut, båda händer sammanlagt: Erik Blomqvist, Kronobergs IK – 111,16
- Vikt: Carl-Johan "Massa" Lindh, IF Göta – 11,44
- Femkamp Evert Nilsson, Kronobergs IK – 3 468,405
- Tiokamp Bertil Ohlson, Upsala Studenters IF – 6 685,165
- Mästerskapsstandaret: Örgryte IS

### 1923
Plats: Stockholms Stadion 18–19 augusti - Femkamp i Uppsala 10 juni, Tiokamp i Halmstad 26 augusti
- 100 m: Nils Engdahl, Järva IS – 11,1
- 200 m: Nils Engdahl, Järva IS – 22,5
- 400 m: Nils Engdahl, Järva IS – 49,3
- 800 m: Sven Lundgren, IK Göta – 1.54,7
- 1 500 m: Edvin Wide, IF Linnéa – 3.56,7
- 5 000 m: Edvin Wide, IF Linnéa – 14.44,1
- 10 000 m: Eric Backman, IFK Tidaholm – 32.40,7
- Maraton: William Grüner, Fredrikshofs IF – 2:43.36
- 110 m häck: Sten Pettersson, IK Göta – 15,4
- 400 m häck: Sten Pettersson, IK Göta – 56,9
- 3 000 m hinder: Ingen tävling 1916 - 1935
- Stafett 4 x 100 m: Malmö AI (Erik Lindvall, Helge Wulff, Curt Wiberg, Wille Svensson) - 43,9
- Stafett 4 x 400 m: IK Göta (John Lundqvist, Sven Lundgren, Curt Branting, Erik Sundblad) - 3.23,2
- Höjd: Harry Johansson, Kronobergs IK – 1,80
- Stav: Johan Mattsson, Malmö AI – 3,60
- Längd: Erik Abrahamsson, Södertälje SK – 6,86
- Tresteg: Folke Jansson, Örgryte IS – 14,42
- Kula, båda händer sammanlagt: Bertil Jansson, Örebro SK – 26,43
- Diskus, båda händer sammanlagt: Allan Eriksson, Mariestads AIF – 82,06
- Slägga: Carl-Johan "Massa" Lindh, IF Göta – 48,23
- Spjut, båda händer sammanlagt: Erik Blomqvist, Kronobergs IK – 106,52
- Vikt: Carl-Johan "Massa" Lindh, IF Göta – 10,82
- Femkamp Evert Nilsson, IFK Halmstad – 3 586,455
- Tiokamp Evert Nilsson, IFK Halmstad – 6 967,880

### 1924
Plats: Stockholms stadion 16–17 augusti - Femkamp 21 juli, Maraton och Tiokamp 31 augusti
- 100 m: Nils Engdahl, Järva IS – 10,8
- 200 m: Nils Engdahl, Järva IS – 22,0
- 400 m: Nils Engdahl, Järva IS – 48,2
- 800 m: Artur Svensson, Finspångs IK – 1.55,2
- 1 500 m: Sven Lundgren, IK Göta – 4.05,1
- 5 000 m: Edvin Wide, IF Linnéa – 15.09,2
- 10 000 m: Sidon Ebeling, IS Halmia – 32.19,4
- Maraton: Gustav Kinn, IF Thor – 2:30.31
- 110 m häck: Sten Pettersson, IK Göta – 15,2
- 400 m häck: Carl-Axel Christiernsson, Kronobergs IK – 56,3
- 3 000 m hinder: Ingen tävling 1916 - 1935
- Stafett 4 x 100 m: LUGI (Johan Stein, Helge Wulff, Nils Lindqvist, Gustaf Dalén) - 43,1
- Stafett 4 x 400 m: SoIK Hellas (Georg Lindström, Georg Werner, Gustaf Weijnarth, Erik Byléhn) - 3.21,1
- Höjd: Helge Jansson, Eksjö GIK – 1,88
- Stav: Ernfrid Rydberg, Gefle IF – 3,60
- Längd: William Björneman, IFK Norrköping – 7,18
- Tresteg: Folke Jansson, Örgryte IS – 14,40
- Kula, bästa hand: Bertil Jansson, Örebro SK – 14,11
- Diskus, båda händer sammanlagt: Allan Eriksson, IF Elfsborg – 79,98
- Diskus, bästa hand: Bertil Lüning, IK Göta – 42,92
- Slägga: Carl-Johan "Massa" Lindh, IF Göta – 50,06
- Spjut, båda händer sammanlagt: Gunnar Lindström, Eksjö GIK – 107,21
- Spjut, bästa hand: Gunnar Lindström, Eksjö GIK – 63,90
- Vikt: Carl-Johan "Massa" Lindh, IF Göta – 11,29
- Femkamp Georg Johansson-Brandius, IK Göta – 3 199,140
- Tiokamp Bertil Fastén, IF Thor – 6 708,775

### 1925
Plats: Stockholms stadion 23 augusti - Stafett, tiokamp och maraton i Norrköping 2 augusti, Femkamp i Hälsingborg 28 juni
- 100 m: Sten Pettersson, IK Göta – 11,1
- 200 m: Sten Pettersson, IK Göta – 22,2
- 400 m: Erik Byléhn, SoIK Hellas – 49,6
- 800 m: Erik Byléhn, SoIK Hellas – 1.54,5
- 1 500 m: Folke Eriksson, UoIF Matteus-Pojkarna – 4.04,3
- 5 000 m: Nils Eklöf, Finspångs IK – 15.10,1
- 10 000 m: Eric Stenfeldt, Västerviks IF – 31.27,9
- Maraton: Gustav Kinn, IF Thor – 2:33.36
- 110 m häck: Sten Pettersson, IK Göta – 15,5
- 400 m häck: Sten Pettersson, IK Göta – 55,3
- Stafett 4 x 100 m: IK Göta (Georg Johansson-Brandius, Filip Ahlm, Curt Branting, Sten Pettersson) - 43,7
- Stafett 4 x 400 m: IK Göta (Albin Strömbom, Rolf Johansson, Sten Pettersson, Curt Branting) - 3.24,8
- Stafett 4 x 1 500 m: IF Linnéa (Helge Adamsson, Gunnar Fosselius, Gösta Fosselius, Edvin Wide) - 16.37,0
- Höjd: Karl Österberg, IK Viljan – 1,90
- Stav: Henry Lindblad, Linköpings AIK – 3,65
- Längd: Olle Hallberg, IF Castor – 6,98
- Tresteg: John Öberg, Södertälje IF – 14,40
- Kula, båda händer sammankagt: Bertil Jansson, Örebro SK – 26,65
- Kula, bästa hand: Bertil Jansson, Örebro SK – 14,11
- Diskus, båda händer sammanlagt: Allan Eriksson, IF Elfsborg – 81,68
- Diskus, bästa hand: Bertil Lüning, IK Göta – 41,95
- Slägga: Ossian Skiöld, IFK Eskilstuna – 50,35
- Spjut, båda händer sammanlagt: Erik Blomqvist, Kronobergs IK – 106,84
- Spjut, bästa hand: Erik Blomqvist, Kronobergs IK – 60,56
- Vikt: Carl-Johan "Massa" Lindh, IF Göta – 10,90
- Femkamp Bertil Fastén, IF Thor – 3 675,730
- Tiokamp Evert Nilsson, IFK Halmstad – 7 406,465

### 1926
Plats: Stockholms stadion 21–22 augusti - Stafett, tiokamp och maraton i Göteborg 31 juli-1 augusti, Femkamp i Falun 27 juni
- 100 m: Sten Pettersson, IK Göta – 10,7
- 200 m: Tor Österdahl, Kronobergs IK – 22,3
- 400 m: Gunnar Fosselius, IF Linnéa – 49,7
- 800 m: Rudolf Johansson, IK Göta – 1.56,7
- 1 500 m: Edvin Wide, IF Linnéa – 4.02,0
- 5 000 m: Edvin Wide, IF Linnéa – 15.08,0
- 10 000 m: Eric Stenfeldt, Västerviks IF – 32.26,4
- Maraton: Gustav Kinn, IF Thor – 2:39.12
- 110 m häck: Sten Pettersson, IK Göta – 14,9
- 400 m häck: Sten Pettersson, IK Göta – 55,2
- Stafett 4 x 100 m: IF Linnéa (Gösta Fosselius, Gunnar Fosselius, Curt Branting, Erik Rönningsberg) - 43,6
- Stafett 4 x 400 m: IK Göta (Algot Åkerdahl, Albin Strömbom, Rudolf Johansson, Sten Pettersson) - 3.23,9
- Stafett 4 x 1 500 m: Fredrikshofs IF (Martin Elmblad, Ragnar Magnusson, Thure Karlsson, Nils Eklöf) - 16.45,5
- Höjd: Ivan Nilsson, Landala IF – 1,90
- Stav: Hans Simonsson, IK Göta – 3,60
- Längd: Olle Hallberg, IF Castor – 7,10
- Tresteg: Gustaf Nilsson, IF Linnéa – 14,36
- Kula: Bertil Jansson, Örebro SK – 14,10
- Diskus: Bertil Lüning, IK Göta – 42,30
- Slägga: Ossian Skiöld, IFK Eskilstuna – 50,97
- Spjut: Gunnar Lindström, Eksjö GIK – 61,70
- Vikt: Carl-Johan "Massa" Lindh, IF Göta – 11,09
- Femkamp Bertil Fastén, IF Thor – 3 653,955
- Tiokamp Evert Nilsson, IFK Halmstad – 7 398,300
- Mästerskapsstandaret: IF Linnéa

### 1927
Plats: Stockholms stadion 20–21 augusti - Stafett, tiokamp och maraton i Uppsala 30–31 juli, Femkamp i Ulricehamn 3 juli
- 100 m: Henrik Sjöström, Ystads IF – 10,8
- 200 m: Sten Pettersson, IK Göta – 22,1
- 400 m: Nils Engdahl, Järva IS – 50,2
- 800 m: Artur Svensson, Finspångs IK – 1.56,2
- 1 500 m: Gunnar Sjögren, IF Linnéa – 4.00,6
- 5 000 m: Nils Eklöf, Finspångs IK – 14.52,4
- 10 000 m: Bror Öhrn, IFK Borås – 31.58,6
- Maraton: Robert Ohlsson, IFK Göteborg – 2:43.35
- 110 m häck: Eric Wennström, Westermalms IF – 15,3
- 400 m häck: Sten Pettersson, IK Göta – 56,1
- 3 000 m hinder: Ingen tävling 1916 - 1935
- Stafett 4 x 100 m: IK Göta (Sven André, Sten Hammargren, Filip Ahlm, Sten Pettersson) - 43,7
- Stafett 4 x 400 m: Järva IS (Nils Molin, Erik Enström, Erik Lindqvist, Nils Engdahl) - 3.21,6
- Stafett 4 x 1 500 m: IF Linnéa (Eskil Wallin, Helge Adamsson, Ernst Serrander, Gunnar Sjögren) - 16.38,7
- Höjd: Bertil Nilsson, IK Viljan – 1,85
- Stav: Eric Nilsson, Gefle IF – 3,70
- Längd: Olle Hallberg, IF Castor – 7,47
- Tresteg: Gustaf Nilsson, IF Linnéa – 14,47
- Kula: Bertil Jansson, Örebro SK – 13,94
- Diskus: Bertil Fastén, IF Thor – 42,10
- Slägga: Ossian Skiöld, IFK Eskilstuna – 51,43
- Spjut: Gunnar Lindström, Eksjö GIK – 61,31
- Vikt: Carl-Johan "Massa" Lindh, IF Göta – 11,20
- Femkamp Bertil Fastén, IF Thor – 3 677,895
- Tiokamp Sven Lundgren, Gefle IF – 6 990,965
- Mästerskapsstandaret: IF Linnéa

### 1928
Plats: Stockholms stadion 26–27 augusti - Stafett, tiokamp och maraton i Örebro 1 juli
- 100 m: Henrik Sjöström, IFK Malmö – 11,0
- 200 m: Sten Pettersson, IK Göta – 21,9
- 400 m: Sten Pettersson, IK Göta – 49,7
- 800 m: Erik Byléhn, SoIK Hellas – 1.56,8
- 1 500 m: Edvin Wide, IF Linnéa – 4.00,2
- 5 000 m: Bror Öhrn, IFK Borås – 15.26,2
- 10 000 m: Jean-Gunnar Lindgren, IFK Borås – 32.30,1
- Maraton: Gustav Kinn, IF Thor – 2:38.30
- 110 m häck: Albert Andersson, Fredrikshofs IF – 15,7
- 400 m häck: Sten Pettersson, IK Göta – 56,1
- 3 000 m hinder: Ingen tävling 1916 - 1935
- Stafett 4 x 100 m: IFK Malmö (Waldo Bengtsson, Henrik Sjöström, Gösta Barne, Björn Kugelberg) - 43,0
- Stafett 4 x 400 m: IK Göta (Sven André, Filip Ahlm, Sten Hammargren, Sten Pettersson) - 3.27,7
- Stafett 4 x 1 500 m: Fredrikshofs IF (Ragnar Magnusson, Nils Eklöf, Thure Karlsson, Folke Eriksson) - 17.12,8
- Höjd: Nils Hultcrantz, Mariebergs IK – 1,90
- Stav: Henry Lindblad, Krononbergs IK – 4,00
- Längd: Olle Hallberg, IF Castor – 7,19
- Tresteg: Josef Svensson, IF Elfsborg – 14,13
- Kula: Bertil Jansson, Örebro SK – 14,20
- Diskus: Anton Karlsson, IF Thor – 43,66
- Slägga: Ossian Skiöld, IFK Eskilstuna – 51,85
- Spjut: Erik Lundqvist, IFK Grängesberg – 67,39
- Vikt: Ossian Skiöld, IFK Eskilstuna – 11,07
- Femkamp Sven Lundgren, Gefle IF – 3 772,475
- Tiokamp Helge Jansson, Göteborgs Polismäns IF – 7 234,445
- Mästerskapsstandaret: IK Göta 22 poäng

### 1929
Plats: Stockholms stadion 17–18 augusti - Stafett, tiokamp och maraton i Gävle 27–28 juli, Femkamp i Östersund 30 juni
- 100 m: Gunnar Sköld, IFK Enskede – 11,0
- 200 m: Gunnar Sköld, IFK Enskede – 22,1
- 400 m: Sten Hammargren, IK Göta – 49,8
- 800 m: Birger Kraft, IK Mode – 1.55,0
- 1 500 m: Bror Öhrn, IFK Borås – 4.00,4
- 5 000 m: Jean-Gunnar Lindgren, IFK Borås – 15.03,4
- 10 000 m: Jean-Gunnar Lindgren, IFK Borås – 32.19,4
- Maraton: Gustav Kinn, IF Thor – 2:46.35
- 110 m häck: Eric Wennström, Westermalms IF – 14,9
- 400 m häck: Sten Pettersson, IK Göta – 55,2
- 3 000 m hinder: Ingen tävling 1916 - 1935
- Stafett 4 x 100 m: IK Göta (Sven André, Sten Hammargren, Filip Ahlm, Erik Lindqvist) - 43,1
- Stafett 4 x 400 m: IK Göta (Alvar Åkerdahl, Erik Lindqvist, Sven André, Sten Hammargren) - 3.23,4
- Stafett 4 x 1 500 m: IFK Borås (Bror Larsson, Otto Brundin, Jean-Gunnar Lindgren, Bror Öhrn) - 16.25,6
- Höjd: Ivan Nilsson, IK Göta – 1,88
- Stav: Eric Nilsson, Gefle IF – 3,90
- Längd: Olle Hallberg, IF Castor – 7,32
- Tresteg: Josef Svensson, IF Elfsborg – 14,48
- Kula: Bertil Jansson, Örebro SK – 13,83
- Diskus: Folke Andersson, Malmö AI – 42,65
- Slägga: Ossian Skiöld, IFK Eskilstuna – 49,82
- Spjut: Erik Blomqvist, Kronobergs IK – 59,23
- Vikt: Gunnar Jansson, IFK Eskilstuna – 11,00
- Femkamp Sven Strandh, Malmö AI – 3 879,725
- Tiokamp Sven Strandh, Malmö AI – 7 129,720
- Mästerskapsstandaret: IFK Borås 22 poäng

### 1930
Plats: Stockholms stadion 23–24 augusti - Stafett, tiokamp och maraton i Malmö 2–3 augusti, Femkamp i Södertälje 29 juni
- 100 m: Hans Eriksson, Örgryte IS – 10,9
- 200 m: Sten Hammargren, IK Göta – 22,3
- 400 m: Sten Hammargren, IK Göta – 50,4
- 800 m: Birger Kraft, IK Mode – 1.56,6
- 1 500 m: Karl-Gustav Dahlström, IK Göta – 4.07,6
- 5 000 m: Ragnar Magnusson, Fredrikshofs IF – 15.07,4
- 10 000 m: Jean-Gunnar Lindgren, IFK Borås – 31.59,6
- Maraton: Sture Andersson, Malmö AI – 2:37.14,8
- 110 m häck: Sten Pettersson, IK Göta – 15,3
- 400 m häck: Sten Pettersson, IK Göta – 55,0
- 3 000 m hinder: Ingen tävling 1916 - 1935
- Stafett 4 x 100 m: IK Göta (Erik Lindqvist, Sten Pettersson, Filip Ahlm, Sten Hammargren) - 42,9
- Stafett 4 x 400 m: IK Göta (Filip Ahlm, Alvar Åkerdahl, Erik Lindqvist, Sten Pettersson) - 3.22,6
- Stafett 4 x 1 500 m: IK Göta (Alvar Åkerdahl, Harry Kellerman, Karl-Gustaf Dahlström, Gunnar Sjögren) - 16.26,8
- Höjd: Ivan Nilsson, IK Göta – 1,88
- Stav: Henry Lindblad, ISkK NK – 4,00
- Längd: Olle Hallberg, IF Castor – 7,26
- Tresteg: Josef Svensson, IF Elfsborg – 14,16
- Kula: Samuel Norrby, SoIK Hellas – 13,86
- Diskus: Anton Karlsson, IF Thor – 45,16
- Slägga: Ossian Skiöld, IFK Eskilstuna – 49,44
- Spjut: Harry Forsman, Kronobergs IK – 61,14
- Vikt: Gunnar Jansson, IFK Eskilstuna – 11,26
- Femkamp Thure Mannerfeldt, Kronobergs IK – 3 528,050
- Tiokamp Helge Jansson, Göteborgs Polismäns IF – 7 539,425
- Mästerskapsstandaret: IK Göta 37 poäng

### 1931
Plats: Stockholms stadion 15–16 augusti - Stafett, tiokamp och maraton i Göteborg 25–26 juli, Femkamp i Malmö 4 juli
- 100 m: Björn Kugelberg, IFK Malmö – 11,0
- 200 m: Björn Kugelberg, IFK Malmö – 22,2
- 400 m: Gustaf Ericson, Örgryte IS – 49,2
- 800 m: Karl-Gustaf Björk, IFK Göteborg – 1.57,6
- 1 500 m: Eric Ny, IK Mode – 3.58,8
- 5 000 m: Jean-Gunnar Lindgren, IFK Borås – 15.03,4
- 10 000 m: Jean-Gunnar Lindgren, IK Mode – 31.52,0
- Maraton: Simon Lundgren, Gävle SGF – 2.40.22
- 110 m häck: Eric Wennström, Westermalms IF – 15,0
- 400 m häck: Kell Areskoug, Örgryte IS – 55,0
- 3 000 m hinder: Ingen tävling 1916 - 1935
- Stafett 4 x 100 m: IK Göta (Tage Wallén, Erik Lindqvis, Filip Ahlm, Carl Johan Thorsell) - 43,2
- Stafett 4 x 400 m: Örgryte IS (Allan Norin, Gustaf Ericson, Sven Strömberg, Kell Areskoug) - 3.21,2
- Stafett 4 x 1 500 m: IK Mode (Harry Hasselström, Jean-Gunnar Lindgren, Birger Kraft, Erik Ny) - 16.36,2
- Höjd: Bengt Gate, SoIK Hellas – 1,88
- Stav: Henry Lindblad, ISkK NK – 3,95
- Längd: Elvir Sörensson, Ystads IF – 7,04
- Tresteg: Tord Dahlgren, IFK Malmö – 14,20
- Kula: Samuel Norrby, SoIK Hellas – 14,14
- Diskus: Folke Andersson, Malmö Polismäns GIF – 44,60
- Slägga: Gunnar Jansson, IFK Eskilstuna – 49,60
- Spjut: Harry Forsman, Kronobergs IK – 58,83
- Vikt: Gunnar Jansson, IFK Eskilstuna – 11,13
- Femkamp Thure Mannerfeldt, Kronobergs IK – 3 818,190
- Tiokamp Leif Dahlgren, IFK Malmö – 7 181,175
- Mästerskapsstandaret: IFK Malmö 24 poäng

### 1932
Plats: Stockholms stadion 27–28 augusti - Stafett, tiokamp och maraton i Södertälje 31 juli–1 augusti, Femkamp i Jönköping 3 juli
- 100 m: Roland Mentzer, Örgryte IS – 11,1
- 200 m: Roland Mentzer, Örgryte IS – 22,1
- 400 m: Björn Kugelberg, IFK Malmö – 49,6
- 800 m: Pelle Pihl, IK Göta – 1.55,8
- 1 500 m: Alfons Holmgren, IF Elfsborg – 4.04,2
- 5 000 m: Ragnar Magnusson, Fredrikshofs IF – 15.05,4
- 10 000 m: Ragnar Magnusson, Fredrikshofs IF – 31.56,4
- Maraton: Thore Enochsson, Frösö IF – 2.29.33
- 110 m häck: Sven Lundgren, Gefle IF – 15,5
- 400 m häck: Jacob Lindahl, SoIK Hellas – 55,6
- 3 000 m hinder: Ingen tävling 1916 - 1935
- Stafett 4 x 100 m: Örgryte IS (Allan Norin, Sven Strömberg, Hans Eriksson, Roland Mentzer) - 43,0
- Stafett 4 x 400 m: Örgryte IS (Roland Mentzer, Hans Eriksson, Sven Strömberg, Gustaf Ericson) - 3.22,2
- Stafett 4 x 1 500 m: SoIK Hellas (Georg Johansson, Stig Holmin, Allen Widman, Bo Hallman) - 16.24,4 (sv.rek)
- Höjd: Bengt Gate, SoIK Hellas – 1,85
- Stav: Bo Ljungberg, Malmö AI – 3,85
- Längd: Olle Hallberg, IF Castor – 7,12
- Tresteg: Bo Ljungberg, Malmö AI – 14,33
- Kula: Samuel Norrby, SoIK Hellas – 14,08
- Diskus: Harald Andersson, IK Heros – 47,23
- Slägga: Oscar Malmbrandt, Brandkårens IK – 49,69
- Spjut: Harry Forsman, Kronobergs IK – 60,92
- Vikt: Sigurd Lindqvist, IF Göta – 16,05
- Femkamp Leif Dahlgren, IFK Malmö – 3 842,165
- Tiokamp Leif Dahlgren, IFK Malmö – 7 692,715 (sv-rek)
- Mästerskapsstandaret: IFK Malmö

### 1933
Plats: Stockholms stadion 26–27 augusti - Stafett, tiokamp och maraton i Borås 29–30 juli, Femkamp i Hälsingborg 2 juli
- 100 m: Roland Mentzer, Örgryte IS – 10,9
- 200 m: Roland Mentzer, Örgryte IS – 22,5
- 400 m: Sven Strömberg, Örgryte IS – 49,0
- 800 m: Arne Larsson, Rindö SK – 1.53,2
- 1 500 m: Alfons Holmgren, IF Elfsborg – 3.58,2
- 5 000 m: Ragnar Magnusson, Fredrikshofs IF – 14.43,8
- 10 000 m: Jean-Gunnar Lindgren, IFK Borås – 31.38,4
- Maraton: Thore Enochsson, Fredrikshofs IF – 2.19.12
- 110 m häck: Sten Pettersson, IK Göta – 15,1
- 400 m häck: Kell Areskoug, Örgryte IS – 53,6
- 3 000 m hinder: Ingen tävling 1916 - 1935
- Stafett 4 x 100 m: IK Göta (Manne Franzén, Sten Pettersson, Filip Ahlm, Carl Johan Thorsell) - 43,8
- Stafett 4 x 400 m: IK Göta (Pelle Pihl, Thorsten Johansson, Sten Pettersson, Bertil von Wachenfeldt) - 3.22,8
- Stafett 4 x 1 500 m: IK Mode (Harry Hasselström, Erik Kronberg, Birger Kraft, Erik Ny) - 16.32,0
- Höjd: Kurt Lundqvist, Redbergslids IK – 1,88
- Stav: Henry Lindblad, ISkK NK – 4,00
- Längd: Erik Svensson, Falkenbergs IK – 7,24
- Tresteg: Erik Svensson, Falkenbergs IK – 15,18
- Kula: Samuel Norrby, SoIK Hellas – 15,05
- Diskus: Harald Andersson, IFK Falun – 47,03
- Slägga: Gunnar Jansson, IFK Eskilstuna – 50,17
- Spjut: Wiking Strömquist, Sävsjö IK – 64,36
- Vikt: Gunnar Jansson, IFK Eskilstuna – 17,48 (sv.rek)
- Femkamp Leif Dahlgren, IFK Malmö – 3 746,165
- Tiokamp Leif Dahlgren, IFK Malmö – 7 811,835
- Mästerskapsstandaret: Örgryte IS

### 1934
Plats: Stockholms stadion 18–19 augusti - Stafett, tiokamp och maraton i Eskilstuna 28–29 juli, Femkamp i Ystad 1 juli
- 100 m: Lennart Strandberg, Malmö AI – 11,0
- 200 m: Lennart Strandberg, Malmö AI – 22,2
- 400 m: Sven Strömberg, Örgryte IS – 48,6
- 800 m: Erik Wennberg, Malmö AI – 1.54,4
- 1 500 m: Olle Pettersson, IK Ymer – 3.57,0
- 5 000 m: Jean-Gunnar Lindgren, IFK Borås – 14.43,6
- 10 000 m: Jean-Gunnar Lindgren, IFK Borås – 31.18,4
- Maraton: Henry Palmé, Fredrikshofs IF – 2.34.32
- 110 m häck: Håkan Lidman, Örgryte IS – 15,1
- 400 m häck: Leif Dahlgren, IFK Malmö – 55,2
- 3 000 m hinder: Ingen tävling 1916 - 1935
- Stafett 4 x 100 m: Malmö AI (Lennart Lindgren, Folke Andersson, Lennart Strandberg, Waldemar Åsberg) - 43,2
- Stafett 4 x 400 m: Örgryte IS (Ivan Lidholm, Gudmund Carlander, Sven Strömberg, Gustaf Ericson) - 3.22,4
- Stafett 4 x 1 500 m: IK Mode (Erik Kronberg, Harry Ahlm, Birger Kraft, Erik Ny) - 16.19,0 (sv.rek)
- Höjd: Nils Bergström, SoIK Hellas – 1,91
- Stav: Bo Ljungberg, Malmö AI – 4,00
- Längd: Olle Hallberg, IF Castor – 6,94
- Tresteg: Bo Ljungberg, Malmö AI – 14,73
- Kula: Samuel Norrby, SoIK Hellas – 15,08
- Diskus: Harald Andersson, IFK Falun – 50,44 (sv.rek)
- Slägga: Gunnar Jansson, IFK Eskilstuna – 50,83
- Spjut: Lennart Atterwall, Klippans BoIF – 62,38
- Vikt: Gunnar Jansson, IFK Eskilstuna – 17,52
- Femkamp Sigurd Thomasson, Ystads IF – 3 822,345
- Tiokamp Leif Dahlgren, IFK Malmö – 7 496,150

### 1935
Plats: Stockholms stadion 24–25 augusti - Stafett, tiokamp och maraton i Örebro 27–28 juli, Femkamp i Sundsvall 7 juli
- 100 m: Lennart Strandberg, Malmö AI – 10,7
- 200 m: Lennart Strandberg, Malmö AI – 21,5
- 400 m: Bertil von Wachenfeldt, IK Göta – 49,0
- 800 m: Erik Wennberg, Malmö AI – 1.55,9
- 1 500 m: Lennart Nilsson, Örgryte IS – 3.59,8
- 5 000 m: Henry Kälarne, SoIK Hellas – 14.44,6
- 10 000 m: Jean-Gunnar Lindgren, Linköpings AIK – 31.51,6
- Maraton: Henry Palmé, Fredrikshofs IF – 2.29.50
- 110 m häck: Håkan Lidman, Örgryte IS – 14,7
- 400 m häck: Kell Areskoug, Örgryte IS – 53,8
- 3 000 m hinder: Ingen tävling 1916 - 1935
- Stafett 4 x 100 m: Malmö AI (Gunnar Wiking, Lennart Lindgren, Folke Andersson, Lennart Strandberg) - 43,5
- Stafett 4 x 400 m: Malmö AI (Göte Andersson, Lennart Strandberg, Rickard Claesson, Erik Wennberg) - 3.21,4
- Stafett 4 x 1 500 m: IK Mode (Harry Hasselström, Harry Ahlm, Erik Kronberg, Arne Lönnström) - 16.52,2
- Höjd: Kurt Lundqvist, Redbergslids IK – 1,90
- Stav: Bertil Gustavsson, Gammalstorps GIF – 4,00
- Längd: Åke Stenqvist, IK Mode – 7,22
- Tresteg: Bo Ljungberg, Malmö AI – 14,49
- Kula: Gunnar Bergh, IF Elfsborg – 15,20
- Diskus: Harald Andersson, IFK Falun – 50,70
- Slägga: Gunnar Jansson, IFK Eskilstuna – 51,25
- Spjut: Lennart Atterwall, IFK Knislinge – 65,95
- Vikt: Gunnar Jansson, IFK Eskilstuna – 17,05
- Femkamp Leif Dahlgren, IFK Malmö – 3 299
- Tiokamp Olle Bexell, IFK Luleå – 6 954

### 1936
Plats: Stockholms stadion 29–30 augusti - Stafett, tiokamp och maraton i Malmö 18–19 juli, Femkamp i Sigtuna 28 juni
- 100 m: Lennart Strandberg, Malmö AI – 10,7
- 200 m: Lennart Strandberg, Malmö AI – 21,6
- 400 m: Olle Danielsson, Westermalms IF – 48,2
- 800 m: Eric Ny, IK Mode – 1.52,3
- 1 500 m: Henry Kälarne, SoIK Hellas – 3.57,0
- 5 000 m: Åke Spångert, Spånga IS – 14.57,8
- 10 000 m: Jean-Gunnar Lindgren, IFK Eskilstuna – 31.39,0
- Maraton: Henry Palmé, Fredrikshofs IF – 2.33.09
- 110 m häck: Håkan Lidman, Örgryte IS – 14,6
- 400 m häck: Kell Areskoug, Örgryte IS – 54,3
- 3000 m hinder: Lars Larsson, IFK Lidingö – 9,14,6
- Stafett 4 x 100 m: Malmö AI lag 1 (Lennart Lindgren, Irving Ternström, Folke Andersson, Lennart Strandberg) - 42,3
- Stafett 4 x 400 m: Malmö AI (Göte Andersson, Per-Olof Edfeldt, Rickard Claesson, Erik Wennberg) - 3.20,7
- Stafett 4 x 1 500 m: SoIK Hellas (Bo Hallman, Stig Holmén, Bror Hellström, Henry Kälarne) - 16.18,0 (sv.rek)
- Höjd: Kurt Lundqvist, Redbergslids IK – 1,93
- Stav: Henry Lindblad, ISkK NK – 4,00
- Längd: Åke Stenqvist, IK Mode – 7,18
- Tresteg: Verner Göransson, Laholms IF – 14,58
- Kula: Gunnar Bergh, Göteborgs Polismäns IF – 14,98
- Diskus: Åke Hedvall, Västerfärnebo AIF – 50,16
- Slägga: Fred Warngård, Malmö AI – 52,05
- Spjut: Robert Tegstedt, IFK Borås – 62,11
- Vikt: Fred Warngård, Malmö AI – 16,59
- Femkamp Leif Dahlgren, SoIK Hellas – 3 442 (sv.rek)
- Tiokamp Olle Bexell, IFK Luleå – 6 596
- Mästerskapsstandaret: Malmö AI 37 poäng

### 1937
Plats: Göteborg 28–29 augusti - Stafett, tiokamp och 10 000m i Norrköping 24–25 juli, Femkamp i Malmö 4 juli
- 100 m: Lennart Strandberg, Malmö AI – 10,8
- 200 m: Lennart Strandberg, Malmö AI – 22,0
- 400 m: Olle Danielsson, Westermalms IF – 49,1
- 800 m: Bertil Andersson, IFK Ronneby – 1.54,6
- 1 500 m: Lennart Nilsson, Örgryte IS – 3.54,2
- 5 000 m: Henry Kälarne, Brandkårens IK – 14.51,0
- 10 000 m: Henning Sundesson, Umedalens IF – 31.58,8
- Maraton: Henry Palmé, Fredrikshofs IF – 2.30.38
- 110 m häck: Håkan Lidman, Örgryte IS – 14,9
- 400 m häck: Kell Areskoug, Örgryte IS – 54,5
- 3000 m hinder: Lars Larsson, IFK Lidingö – 9,21,6
- Stafett 4 x 100 m: Malmö AI (Lennart Lindgren, Börje Nordström, Folke Andersson, Lennart Strandberg) - 42,9
- Stafett 4 x 400 m: Malmö AI (Lars Nilsson, Lennart Strandberg, Rickard Claesson, Per-Olof Edfeldt) - 3.19,2 (sv.rek)
- Stafett 4 x 1 500 m: IFK Göteborg (Gustaf Sandström, Erik Clark, Rolf Johansson, Rune Johansson) - 16.27,6
- Höjd: Kurt Lundqvist, Redbergslids IK – 1,98
- Stav: Henry Lindblad, ISkK NK – 4,10
- Längd: Åke Stenqvist, IK Mode – 7,28
- Tresteg: Lennart Agnred, IFK Hälsingborg – 14,71
- Kula: Gunnar Bergh, Göteborgs Polismäns IF – 14,78
- Diskus: Gunnar Bergh, Göteborgs Polismäns IF – 48,65
- Slägga: Gunnar Jansson, IFK Eskilstuna – 50,85
- Spjut: Lennart Atterwall, Malmö AI – 69,74
- Vikt: Gunnar Jansson, IFK Eskilstuna – 17,39
- Femkamp Lennart Atterwall, Malmö AI – 3 492 (sv.rek)
- Tiokamp Olle Bexell, IK Mode – 7 337 (sv.rek)
- Mästerskapsstandaret: Malmö AI 33 poäng

### 1938
Plats: Stockholm stadion 13–14 augusti - Stafett, tiokamp och 10 000m i Sandviken 23–24 juli, Femkamp i Nässjö 3 juli, maraton i Krylbo 31 juli
- 100 m: Lennart Strandberg, Malmö AI – 10,7
- 200 m: Lennart Strandberg, Malmö AI – 21,6
- 400 m: Bertil von Wachenfeldt, IK Göta – 48,3
- 800 m: Lennart Nilsson, Örgryte IS – 1.56,1
- 1 500 m: Åke Spångert, Brandkårens IK – 3.53,0
- 5 000 m: Henry Kälarne, Brandkårens IK – 14.46,2
- 10 000 m: Thore Tillman, IF Thor – 31.29,8
- Maraton: Henry Palmé, Fredrikshofs IF – 2.32.31
- 110 m häck: Håkan Lidman, Örgryte IS – 14,9
- 400 m häck: Kell Areskoug, Örgryte IS – 54,3
- 3000 m hinder: Lars Larsson, IFK Lidingö – 9,21,2
- Stafett 4 x 100 m: Malmö AI (Ivar Nilsson, Lars Nerup, Lennart Lindgren, Lennart Strandberg) - 42,5
- Stafett 4 x 400 m: Malmö AI (Lennart Lindgren, Bertil Olsson, Rickard Claesson, Lars Nilsson) - 3.20,0
- Stafett 4 x 1 500 m: Brandkårens IK (Nils Persson, Hugo Karlén, Henry Kälarne, Åke Spångert) - 16.11,2
- Höjd: Kurt Lundqvist, Redbergslids IK – 1,96
- Stav: Nils Wästberg, Strands IF – 3,90
- Längd: Åke Stenqvist, IK Mode – 7,30
- Tresteg: Lennart Agnred, GF Idrott – 14,79
- Kula: Gunnar Bergh, Göteborgs Polismäns IF – 15,63
- Diskus: Gunnar Bergh, Göteborgs Polismäns IF – 50,43
- Slägga: Fred Warngård, Malmö AI – 51,67
- Spjut: Lennart Atterwall, IFK Vendelsö – 65,16
- Vikt: Gunnar Jansson, IFK Eskilstuna – 17,26
- Femkamp Olle Bexell, IK Mode – 3 285
- Tiokamp Olle Bexell, IK Mode – 6 558

### 1939
Plats: Stockholms stadion okänt datum - Stafett och tiokamp i Örebro 22–23 juli, Femkamp och 10 000 m i Fagersta 2 juli, Maraton i Eksjö 30 juli
- 100 m: Lennart Lindgren, Malmö AI – 10,9
- 200 m: Lennart Strandberg, Malmö AI – 21,6
- 400 m: Per Edfeldt, SoIK Hellas – 48,3
- 800 m: Bertil Andersson, IFK Ronneby – 1.53,5
- 1 500 m: Åke Spångert, Brandkårens IK – 3.55,6
- 5 000 m: Henry Kälarne, Brandkårens IK – 14.43,2
- 10 000 m: Thore Tillman, Fagersta AIK – 31.27,6
- Maraton: Henry Palmé, Fredrikshofs IF – 2.33.14
- 110 m häck: Håkan Lidman, Örgryte IS – 14,2
- 400 m häck: Kell Areskoug, Örgryte IS – 53,8
- 3000 m hinder: Lars Larsson, IFK Lidingö – 9,13,8
- Stafett 4 x 100 m: Stockholms Studenters IF (Anders Lindberger, Nils Frössling, David Hedman, Gösta Ek) - 43,1
- Stafett 4 x 400 m: Malmö AI (Lars Nilsson, Bertil Olsson, Lennart Strandberg, Erik Wennberg) - 3.22,4
- Stafett 4 x 1 500 m: Örgryte IS (Lennart Nilsson, Bengt Hamrén, Karl-Johan Börjesson, Arne Andersson) - 15.56,2 (sv.rek)
- Höjd: Åke Ödmark, UoIF Matteus-Pojkarna – 1,99
- Stav: Nils Wästberg, Strands IF – 4,00
- Längd: Stig Håkansson, IF Göta – 7,26
- Tresteg: Lennart Agnred, Örgryte IS – 14,93
- Kula: Gunnar Bergh, Göteborgs Polismäns IF – 14,66
- Diskus: Gunnar Bergh, Göteborgs Polismäns IF – 49,07
- Slägga: Göran Backlund, Norrköpings AIS – 52,64
- Spjut: Lennart Atterwall, IFK Vendelsö – 68,56
- Vikt: Fred Warngård, Malmö AI – 16,01
- Femkamp Per Edfeldt, SoIK Hellas – 3 117
- Tiokamp Bengt Hjulström, IFK Nora – 6 463

### 1940
Plats: Stockholms Stadion 24–25 augusti - Femkamp och 10 000m i Norrköping 30 juni, Tiokamp och stafetter i Malmö 27–28 juli, Maraton i Hofors 18 augusti
- 100 m: Lennart Strandberg, Malmö AI – 11,0
- 200 m:Lennart Strandberg, Malmö AI – 22,2
- 400 m:Sven Ljunggren, IFK Linköping – 49,4
- 800 m: Lennart Nilsson, Örgryte IS – 1,54,4
- 1500 m: Henry Kälarne, Brandkårens IK – 3,52,4
- 5000 m: Bror Hellström, Brandkårens IK – 14,40,2
- 10 000 m: Bror Hellström, Brandkårens IK – 32,08,4
- Maraton: Henry Palmé, Fredrikshofs IF – 2.31,10
- 110 m häck: Håkan Lidman, Örgryte IS – 14,5
- 400 m häck: Sixten Larsson, IFK Borås – 53,9
- 3 000 m hinder: Lars Larsson, IFK Lidingö – 9,14,2
- Stafett 4 x 100 m: IF Sleipner (K.A. Ceder, Stig Håkansson, Klemming, Åke Stenqvist) – 43,8
- Stafett 4 x 400 m: Örgryte IS (Lennart Nilsson, Erik Röding, Feldt, C.H. Gustafsson) – 3,20,2
- Stafett 4 x 1500 m: Brandkårens IK (Hugo Karlén, Henry Kälarne, Bror Hellström, Åke Spångert) – 16,13,4
- Höjd: Åke Ödmark, UIF Matteus-Pojkarna – 191
- Stav: Bertil Gustavsson, Gammalstorps GIF – 4,00
- Längd: Åke Stenqvist, IF Sleipner – 7,18
- Tresteg: Åke Hallgren, Hälleforsnäs IF – 14,84
- Kula: Gunnar Bergh, Göteborgs Polismäns IF – 15,05
- Diskus: Gunnar Bergh, Göteborgs Polismäns IF – 48,39
- Slägga: Göran Backlund, Norrköpings AIS – 51,86
- Spjut: Lennart Atterwall, SoIK Hellas – 66,06
- Femkamp Åke Stenqvist, IF Sleipner – 3271
- Tiokamp Lennart Atterwall, SoIK Hellas – 6268

### 1941
Plats: Stockholms Stadion 9–10 augusti - Femkamp och 10 000 m i Södertälje 29 juni, stafetter och Tiokamp i Göteborg 2–3 augusti, Maraton i Visby 17 augusti
- 100 m: Lennart Strandberg, Malmö AI – 10,7
- 200 m: Lennart Strandberg, Malmö AI – 22,2
- 400 m: Sven Ljunggren, IFK Linköping – 48,9
- 800 m: Sven Malmberg, Westermalms IF – 1,51,5
- 1500 m: Gunder Hägg, Gefle IF – 3,47,6 (v-rek)
- 5000 m: Bror Hellström, Brandkårens IK – 14,33,4
- 10 000m: Gösta Östbrink, IFK Norrköping – 30,45,2
- Maraton: Henry Palmé, Fredrikshofs IF – 2. 32,30
- 110 m häck: Håkan Lidman, Örgryte IS – 14,3
- 400 m häck: Sixten Larsson, IFK Borås – 52,9
- 3 000 m hinder: Erik Arwidsson, Gefle IF – 9,12,4
- Stafett 4 x 100 m: Örgryte IS (Åke Högström, Ivan Lidholm, Henning Nilsson, Håkan Lidman) – 42,7
- Stafett 4 x 400 m: Örgryte IS (John Martinsson, Erik Röding, Arne Andersson, Lennart Nilsson) – 3,19,6
- Stafett 4 x 1500 m: Brandkårens IK – 3,19,6 (Åke Spångert, Hugo Karlén, Henry Kälarne, Bror Hellström) – 16,13,4 (världsrekord)
- Höjd: Assar Duregård, IF Elfsborg – 192
- Stav: Bertil Gustafsson, Gammalstorps GIF – 4,10
- Längd: Åke Stenqvist, IF Sleipner – 7,22
- Tresteg: Åke Hallgren, IF Sleipner – 14,66
- Kula: Gunnar Bergh, Göteborgs Polismäns IF – 14,58
- Diskus: Gunnar Bergh, Göteborgs Polismäns IF – 47,65
- Slägga: Bo Ericson, IFK Göteborg – 51,60
- Spjut: Lennart Atterwall, Färila IF – 65,12
- Femkamp Åke Stenqvist, IF Sleipner – 3260
- Tiokamp Lennart Lundberg, Stockholms Studenters IF – 6535

### 1942
Plats: Stockholms Stadion 15–16 augusti - Femkamp och 10 000 m i Gävle 28 juni, stafetter och Tiokamp i Västerås 1–2 augusti, Maraton i Östersund 23 augusti
- 100 m: Lennart Strandberg, Malmö AI – 10,8
- 200 m: Lennart Strandberg, Malmö AI – 21,8
- 400 m: Karl-Erik Franzén, IFK Sävsjö – 48,6
- 800 m: Bertil Andersson, IFK Ronneby – 1.51,9
- 1500 m: Åke Spångert, Brandkårens IK – 3.50,6
- 5000 m: Bror Hellström, Brandkårens IK – 14.25,4
- 10 000m: Gösta Pettersson, Stockholms Spårvägars GIF – 30.29,8
- Maraton: Henry Palmé, Fredrikshofs IF – 2.25.37
- 110 m häck: Håkan Lidman, Örgryte IS – 14,3
- 400 m häck: Sixten Larsson, IK Vikingen – 53,0
- 3 000 m hinder: Erik Arwidsson, Gefle IF – 9.04,8
- Stafett 4 x 100 m: Malmö AI (Heinz Becher, Ivar Nilsson, Lennart Lindgren, Lennart Strandberg) – 42,9
- Stafett 4 x 400 m: SoIK Hellas (Sten Ohlsson, Sven Ljunggren, Per-Olof Edfeldt, Åke Högström)

– 3.18,6 (sv.rek)
- Stafett 4 x 1500 m: Örgryte IS (Rolf Johansson, Arne Andersson, R. Kristiansson, Lennart Nilsson) – 15.52,4
- Höjd: Erik Lifh, Västerås SK – 192
- Stav: Hugo Ohlsson, Malungs IF – 4,00
- Längd: Åke Stenqvist, IF Sleipner – 7,27
- Tresteg: Sune Axelsson, Ulricehamns IF – 14,82
- Kula: Gunnar Bergh, Göteborgs Polismäns IF – 14,49
- Diskus: Erik Westlin, IFK Norrköping – 46,48
- Slägga: Bo Ericson, IFK Göteborg – 55,07
- Spjut: Sven Eriksson, Dala-Floda IF – 68,39
- Femkamp Åke Stenqvist, IF Sleipner – 3403
- Tiokamp Göran Waxberg, Stockholms Studenters IF – 6496

### 1943
Plats: Stockholms Stadion 14–15 augusti, Maraton i Krylbo 24 augusti
- 100 m: Lennart Strandberg, Malmö AI – 11,1
- 200 m: Lennart Strandberg, Malmö AI – 22,3
- 400 m: Sven Ljunggren, SoIK Hellas – 48,5
- 800 m: Hans Liljekvist, IF Göta – 1.52,6
- 1500 m: Arne Andersson, Örgryte IS – 3.50,4
- 5000 m: Åke Durkfeldt, Wedewågs IF – 14,33,4
- 10 000m: Gunnar Bratt, Stockholms Spårvägars GIF – 30.56,6
- Maraton: Olle Larsson, Sollefteå GIF – 2.32.10
- 110 m häck: Håkan Lidman, Örgryte IS – 14,5
- 400 m häck: Sixten Larsson, IFK Borås– 53,4
- 3 000 m hinder: Erik Elmsäter, I5 Östersund – 9.09,8
- Stafett 4 x 100 m: Malmö AI (Heinz Becher, Börje Rendin, Ivar Nilsson, Lennart Strandberg) – 42,6
- Stafett 4 x 400 m: SoIK Hellas (Sten Ohlsson, Sven Ljunggren, Gösta Håkansson, Carl-Henrik Gustafsson)

– 3,16,0 
- Stafett 4 x 1500 m: Örgryte IS (Evert Nyberg, Rolf Johansson, Lennart Nilsson, Arne Andersson) – 15.59,0
- Höjd: Herman Kristoffersson, IK Heros – 190
- Stav: Olle Sundqvist, IFK Södertälje – 4,00
- Längd: Lennart Eliaeson, IK Mode – 7,21
- Tresteg: Bertil Johnson, IK Vikingen – 15,04
- Kula: Herbert Willny, SoIK Hellas – 15,06
- Diskus: Gunnar Bergh, Göteborgs Polismäns IF – 47,81
- Slägga: Bo Ericson, IFK Göteborg – 55,10
- Spjut: Sven Eriksson, Dala-Floda IF – 72,15
- Femkamp Göran Waxberg, Stockholms Studenters IF –
- Tiokamp Göran Waxberg, Stockholms Studenters IF – 7008
- Mästerskapsstandaret: Örgryte IS

### 1944
Plats: Stockholms Stadion 19–20 augusti - Femkamp och 10 000 m i Malmö 2 juli, Stafetter och Tiokamp i Örebro 22–23 juli
- 100 m: Stig Håkansson, IF Göta – 10,8
- 200 m: Lennart Strandberg, Malmö AI – 22,1
- 400 m: Anders Sjögren, IK Mode– 48,4
- 800 m: Hans Liljekvist, IF Göta – 1.51,5
- 1500 m: Arne Andersson, SoIK Hellas – 3.49,6
- 5000 m: Gunder Hägg, Malmö AI – 14.32,2
- 10 000m: Thore Tillman, Fagersta AIK – 30.34,4
- Maraton: Henry Palmé, Fredrikshofs IF – 2.27.38
- 110 m häck: Håkan Lidman, IK Göta – 14,5
- 400 m häck: Sixten Larsson, IFK Borås– 53,2
- 3 000 m hinder: Erik Elmsäter, I5 Östersund – 9.02,0
- Stafett 4 x 100 m: Malmö AI (Ivan Holmström, Ivar Nilsson, Börje Rendin, Lennart Strandberg) – 43,0
- Stafett 4 x 400 m: SoIK Hellas (Sten Ohlsson, Sven Ljunggren, Olle Ljunggren, Arne Andersson)

– 3.17,2 
- Stafett 4 x 1500 m: SoIK Hellas (Arne Andersson, Olle Ljunggren, Allan Svensson, Edvard Roxne) – 16.02,0
- Höjd: Herman Kristoffersson, IK Heros – 192
- Stav: Olle Sundqvist, IFK Södertälje – 3,90
- Längd: Stig Håkansson, IF Göta – 7,28
- Tresteg: Eric Hellstrand, Ulricehamns IF – 14,93
- Kula: Herbert Willny, SoIK Hellas – 14,82
- Diskus: Gunnar Bergh, Göteborgs Polismäns IF – 45,25
- Slägga: Bo Ericson, IFK Göteborg – 52,46
- Spjut: Sven Eriksson, Dala-Floda IF – 69,96
- Femkamp Göran Waxberg, Stockholms Studenters IF – 3574
- Tiokamp Göran Waxberg, Stockholms Studenters IF – 6900
- Mästerskapsstandaret: Malmö AI 20p

### 1945
Plats: Stockholms Stadion 10–12 augusti, Tiokamp i Norrköping, Maraton i Halmstad 26 augusti
- 100 m: Lennart Strandberg, Malmö AI – 10,7
- 200 m: Lennart Strandberg, Malmö AI – 21,7
- 400 m: Anders Sjögren, IK Mode– 48,2
- 800 m: Hans Liljekvist, IF Göta – 1.51,4
- 1500 m: Lennart Strand, Malmö AI – 3.47,6
- 5000 m: Gunder Hägg, Malmö AI – 14.29,0
- 10 000m: Gösta Jacobson, Malmö AI – 30.50,0
- Maraton: Gösta Leandersson, KFUM Borås – 2.35,01
- 110 m häck: Håkan Lidman, Rydboholms SK – 14,4
- 400 m häck: Alf Westman, Stockholms Studenters IF – 53,9
- 3 000 m hinder: Erik Elmsäter, Dalregementet – 9.08,8
- Stafett 4 x 100 m:
- Stafett 4 x 400 m: SoIK Hellas (Sten Ohlsson, Sven Ljunggren, Olle Ljunggren, Arne Andersson)

– 3.16,8 
- Stafett 4 x 1500 m: Malmö AI (Sven Stridsberg, Gösta Jacobsson, Lennart Strand, Gunder Hägg) – 15.38,6

- Höjd: Assar Duregård, Skara IF – 196
- Stav: Olle Sundqvist, IFK Södertälje – 4,00
- Längd: Stig Håkansson, IF Göta – 7,17
- Tresteg: Åke Hallgren, IF Sleipner – 14,95
- Kula: Herbert Willny, SoIK Hellas – 15,04
- Diskus: Arne Hellberg, Solna IF – 46,09
- Slägga: Bo Ericson, IF Göta – 53,81
- Spjut: Sven Eriksson, Dala-Floda IF – 67,28
- Femkamp Göran Waxberg, Stockholms Studenters IF –
- Tiokamp Göran Waxberg, Stockholms Studenters IF – 6714

### 1946
Plats: Stockholms Stadion Tiokamp i Göteborg, Maraton i Sundsvall 14 juli
- 100 m: Stig Håkansson, IF Göta – 10,8
- 200 m: Stig Danielsson, Örgryte IS – 22,2
- 400 m: Sven-Erik Nolinge, Södertälje IF – 48,5
- 800 m: Rune Gustafsson, Wärnamo SK – 1.50,6
- 1500 m: Lennart Strand, Malmö AI – 3.48,2
- 5000 m: Evert Nyberg, Örgryte IS – 14.30,8
- 10 000m: Thore Tillman, Fagersta AIK – 30.52,8
- Maraton: Erik Jonsson, Dala-Floda IF – 2.26,48
- 110 m häck: Gösta Risberg, Örgryte IS – 15,2
- 400 m häck: Rune Larsson, UoIF Matteuspojkarna – 53,1
- 3 000 m hinder: Erik Elmsäter, I13 Falun – 9.15,4
- Stafett 4 x 100 m: Malmö AI (Ivan Holmström, Ivar Nilsson, Börje Rendin, Lennart Strandberg) – 42,9
- Stafett 4 x 400 m: SoIK Hellas
- Stafett 4 x 1500 m:
- Höjd: Anton Bolinder, IFK Östersund – 198
- Stav: Allan Lindberg, Fagersta AIK – 4,10
- Längd: Olle Laessker, Gävle SGF – 7,27
- Tresteg: Arne Åhman, Nordingrå SK – 15,10
- Kula: Roland Nilsson, F11 IF Nyköping – 15,69
- Diskus: Erik Westlin, IFK Norrköping – 46,81
- Slägga: Erik Johansson, Malmö AI – 55,92
- Spjut: Lennart Atterwall, Malmö AI – 68,10
- Femkamp Per Eriksson,
- Tiokamp Erik Andersson, Äppelvikens SK – 7039
- Mästerskapsstandaret Örgryte IS 28p

### 1947
Plats: Stockholms Stadion Tiokamp i Karlstad, Maraton i Stockholm 6 juli
- 100 m: Lennart Strandberg, Malmö AI – 10,9
- 200 m: Knut Lundqvist, IK Mode – 22,1
- 400 m: Rune Larsson, UoIF Matteuspojkarna – 48,4
- 800 m: Olle Ljunggren, Örgryte IS – 1.50,1
- 1500 m: Lennart Strand, Malmö AI – 3.49,6
- 5000 m: Bertil Albertsson, Upsala IF – 14.32,6
- 10 000m: Valter Nyström, Sandvikens GK – 30.38,0
- Maraton: Gustav Östling, Hälsinge regemente – 2.10.55 (felaktig banlängd)
- 110 m häck: Håkan Lidman, Rydboholms SK – 14,7
- 400 m häck: Rune Larsson, UoIF Matteuspojkarna – 53,1
- 3 000 m hinder: Thore Sjöstrand, Bellevue IK – 9.05,0
- Stafett 4 x 100 m: Malmö AI (Ivan Holmström, Bengt Palm, Börje Rendin, Lennart Strandberg) – 42,4
- Stafett 4 x 400 m:
- Stafett 4 x 1500 m:
- Höjd: Ragnar Björk Jönköpings AIF – 195
- Stav: Hugo Göllors-Ohlsson, Malungs IF – 4,05
- Längd: Olle Laessker, Gävle SGF – 7,17
- Tresteg: Arne Åhman, Nordingrå SK – 15,26
- Kula: Roland Nilsson, F11 IF Nyköping – 15,93
- Diskus: Uno Fransson, Örgryte IS – 48,00
- Slägga: Bo Ericson, Örgryte IS – 54,34
- Spjut: Gunnar Pettersson, IFK Växjö – 66,43
- Femkamp Per Eriksson, Ljusne AIK
- Tiokamp Erik Andersson, Äppelvikens SK – 6841

### 1948
Plats: Stafett i Malmö 17-18 augusti, Stora SM på Stockholms Stadion 20-22 augusti, Tiokamp i Köping 4-5 september, Maraton i Karlskoga 5 september
- 100 m: Rune Gustavsson, Lidköpings IS – 10,9
- 200 m: Lars-Erik Wolfbrandt, Örebro SK – 22,5
- 400 m: Rune Larsson, UoIF Matteuspojkarna – 48,0
- 800 m: Ingvar Bengtsson, Gefle IF – 1.51,2
- 1500 m: Henry Eriksson, Gefle IF – 3.49,0
- 5000 m: Erik Ahldén, Bellevue IK – 14.25,8
- 10 000m: Bertil Albertsson, Upsala IF – 30.26,4
- Maraton: Gösta Leandersson, IFK Östersund – 2.31.12
- 110 m häck: Håkan Lidman, Rydboholms SK – 14,7
- 400 m häck: Rune Larsson, UoIF Matteutspojkarna – 53,9
- 3 000 m hinder: Thore Sjöstrand, Bellevue IK – 9.07,4
- Stafett 4 x 100 m: IF Göta (Karl-Erik Frödin, Inge Nilsson, Olle Sandén, Åke Pagård) - 43,2
- Stafett 4 x 400 m: UoIF Matteuspojkarna (Bengt Lennander, Sven-Erik Hedin, Karl-Gunnar Egefur, Rune Larsson) - 3.18,2
- Stafett 4 x 1500 m: IF Göta (Gösta Westin, Rudolf Eriksson, Lars-Emil Georgson, Hans Liljekvist) - 15.56,2
- Höjd: Anton Bolinder, IFK Östersund – 192
- Stav: Ragnar Lundberg, IFK Södertälje – 4,20
- Längd: Gustaf Strand, IFK Växjö – 7,24
- Tresteg: Lennart Moberg, SoIK Hellas– 15,10
- Kula: Roland Nilsson, F11 IF Nyköping – 16,24
- Diskus: Erik Fransson, Örgryte IS – 47,23
- Slägga: Bo Ericson, Örgryte IS – 53,99
- Femkamp Per Eriksson, Ljusne AIK - 3255
- Tiokamp Per Eriksson, Ljusne AIK – 6662

### 1949
Plats: Stockholms Stadion Stafetter och Tiokamp i Gävle, Maraton i Kungsbacka 19 juni
- 100 m: Åke Johansson, IK Göta – 11,0
- 200 m: Lars-Erik Wolfbrandt, Örebro SK – 22,4
- 400 m: Lars-Erik Wolfbrandt, Örebro SK – 48,4
- 800 m: Ingvar Bengtsson, Gefle IF – 1.52,6
- 1500 m: Lennart Strand, Malmö AI – 3.45,2
- 5000 m: Bertil Albertsson, Upsala IF – 14.29,2
- 10 000m: Valter Nyström, Sandvikens GK – 31.18,6
- Maraton: Gösta Leandersson, IFK Östersund – 2.40,38
- 110 m häck: Ragnar Lundberg, IFK Södertälje – 15,0
- 400 m häck: Rune Larsson, UoIF Matteuspojkarna – 53,5
- 3 000 m hinder: Curt Söderberg, Turebergs IF – 9.04,4
- Stafett 4 x 100 m:
- Stafett 4 x 400 m:
- Stafett 4 x 1500 m: Gefle IF (Ingvar Bengtsson, Olle Åberg, Gösta Bergkvist, Henry Eriksson) – 15.30,2 (v-rek)
- Höjd: Rune Reiz, IFK Karlskrona – 195
- Stav: Ragnar Lundberg, IFK Södertälje – 4,27
- Längd: Sven Melin, Alvesta GoIF – 7,13
- Tresteg: Lennart Moberg, SoIK Hellas– 15,12
- Kula: Roland Nilsson, Westermalms IF – 15,77
- Diskus: Bengt Wikner, Mälarhöjdens IK – 46,60
- Slägga: Bo Ericson, Örgryte IS – 54,38
- Slägga: Stig Oldén, Malmö AI – 68,84
- Femkamp Åke Ullsten, Kramfors IK
- Tiokamp Kjell Tånnander, Ystads IF – 6364

### 1950
Plats: Stockholms Stadion Tiokamp i Stockholm, Maraton i Sala 15 juli
- 100 m: Leif Christersson, Eksjö Södra IF – 11,0
- 200 m: Stig Danielsson, IK Heim – 22,0
- 400 m: Lars-Erik Wolfbrandt, Örebro SK – 48,2
- 800 m: Ingvar Bengtsson, Gefle IF – 1.51,3
- 1500 m: Lennart Strand, Malmö AI – 3.47,0
- 5000 m: Bertil Karlsson, IF Linnéa – 14.31,6
- 10000 m: Bertil Albertsson, Upsala IF – 30.32,0
- Maraton: Gösta Leandersson, Vålådalens SK – 2.38.33
- 110 m häck: Ragnar Lundberg, IFK Södertälje – 14,7
- 400 m häck: Rune Larsson, UoIF Matteuspojkarna – 53,2
- 3 000 m hinder: Curt Söderberg, Turebergs IF – 9.00,0
- Stafett 4 x 100 m: Malmö AI (Göte Kjellberg, Lennart Kjell, Bengt Palm, Lennart Strandberg) – 42,6
- Stafett 4 x 400 m: UoIF Matteuspojkarna
- Stafett 4 x 1500 m: Malmö AI (Sven Stridsberg, Bertil Ljungkvist, Gunnar Karlsson, Lennart Strand) – 15.58,8
- Höjd: Arne Åhman, Nordingrå SK – 193
- Stav: Ragnar Lundberg, IFK Södertälje – 4,30
- Längd: Sven Melin, Alvesta GoIF – 6,95
- Tresteg: Lennart Moberg, IFK Södertälje – 14,82
- Kula: Gösta Arvidsson, Falköpings AIK – 15,51
- Diskus: Algot Friberg, Bellevue IK – 47,49
- Slägga: Bo Ericson, Örgryte IS – 50,56
- Spjut: Per-Arne Berglund, IF Start – 69,02
- Femkamp Lennart Svensson, Varbergs GIF –
- Tiokamp Göran Widenfelt, Örgryte IS – 6574

### 1951
Plats: Stockholms Stadion Tiokamp i Borås, Maraton i Halmstad 8 juli
- 100 m: Kjell Ahlm, Heleneholms IF – 10,8
- 200 m: Leif Christersson, Eksjö Södra IF – 22,0
- 400 m: Gösta Brännström, Skellefteå AIK – 48,2
- 800 m: Tore Sten, IS Göta, Hälsingborg – 1.53,1
- 1500 m: Olle Åberg, Gefle IF – 3.50,8
- 5000 m: Bertil Albertsson, Upsala IF – 14.29,4
- 10 000m: Valter Nyström, Sandvikens GK – 30.28,2
- Maraton: Gustav Jansson, IF Viking – 2.31.33
- 110 m häck: Ragnar Lundberg, IFK Södertälje – 14,8
- 400 m häck: Rune Larsson, UoIF Matteuspojkarna – 53,3
- 3 000 m hinder: Gunnar Karlsson, Malmö AI – 9.08,0
- Stafett 4 x 100 m: Malmö AI (Göte Kjellberg, Lennart Kjell, Bengt Palm, Lennart Strandberg) – 42,7
- Stafett 4 x 400 m:
- Stafett 4 x 1500 m: Gefle IF
- Höjd: Nils-Bertil Nevrup, Malmö AI – 190
- Stav: Ragnar Lundberg, IFK Södertälje – 4,20
- Längd: Karl-Erik Israelsson, IF Ulvarna – 7,23
- Tresteg: Lennart Moberg, IFK Södertälje – 14,82
- Kula: Gösta Arvidsson, Falköpings AIK – 15,26
- Diskus: Algot Friberg, Bellevue IK – 47,69
- Slägga: Bo Ericson, Örgryte IS – 53,58
- Spjut: Per-Arne Berglund, IF Start – 70,81
- Femkamp Per Eriksson, Arbrå IK –
- Tiokamp Kjell Tånnander, Malmö AI – 6596

### 1952
Plats: Stockholms Stadion 23–24 augusti, Tiokamp i Göteborg, Maraton i Södertälje 15 juni
- 100 m: Per-Owe Trollsås, Näldens IF – 10,9
- 200 m: Bo Åhlén, UoIF Matteuspojkarna – 22,0
- 400 m: Tage Ekfeldt, Örebro SK – 47,6
- 800 m: Tage Ekfeldt, Örebro SK – 1.51,4
- 1500 m: Ingvar Ericsson, Brandkårens IK – 3.47,8
- 5000 m: Bertil Albertsson, Upsala IF – 14.15,0
- 10000 m: Bertil Karlsson, IF Linnéa – 30.25,2
- Maraton: Gustav Jansson, IF Viking – 2.29.02
- 110 m häck: Karl-Erik Israelsson, IF Ulvarna – 14,8
- 400 m häck: Lars Ylander, Turebergs IF – 52,2
- 3 000 m hinder: Gunnar Karlsson-Tjörnebo, IFK Växjö – 9.00,8
- Stafett 4 x 100 m: Malmö AI (Göte Kjellberg, Kaj Månsson, Bengt Palm, Lennart Strandberg) – 42,9
- Stafett 4 x 400 m: Örebro SK
- Stafett 4 x 1500 m: Gefle IF (Alex Nordin, Nils Toft, Sune Karlsson, Olle Åberg) –
- Höjd: Arne Ljungqvist, Westermalms IF – 196
- Stav: Ragnar Lundberg, IFK Södertälje – 4,20
- Längd: Jan Magnusson, Gefle IF – 7,20
- Tresteg: Roger Norman, Västerås IK – 15,21
- Kula: Roland Nilsson, Westermalms IF – 16,40
- Diskus: Roland Nilsson, Westermalms IF – 52,19
- Slägga: Allan Ringström, Brännans IF – 52,33
- Spjut: Per-Arne Berglund, IF Start – 69,39
- Femkamp Per Eriksson, Arbrå IK –
- Tiokamp Göran Widenfelt, Örgryte IS – 6734

### 1953
Plats: Stockholms Stadion Tiokamp i Malmö, Maraton i Falköping 14 juni
- 100 m: Per-Owe Trollsås, Bromma IF – 10,7
- 200 m: Jan Carlsson, IFK Göteborg – 21,9
- 400 m: Gösta Brännström, Skellefteå AIK – 47,7
- 800 m: Tage Ekfeldt, Örebro SK – 1.50,2
- 1500 m: Sune Karlsson, Gefle IF – 3.45,6
- 5000 m: Bertil Albertsson, Upsala IF – 14.31,4
- 10000 m: Thomas Nilsson, IFK Halmstad – 31.02,8
- Maraton: Gustav Jansson, IF Viking – 2.27.04
- 110 m häck: Ragnar Lundberg, IFK Södertälje – 14,7
- 400 m häck: Lars Ylander, Bromma IF – 52,9
- 3 000 m hinder: Curt Söderberg, Turebergs IF – 8.58,0
- Stafett 4 x 100 m: Malmö AI (Göte Kjellberg, Lennart Kjell, Bengt Palm, Kaj Månsson) – 42,4
- Stafett 4 x 400 m: Örebro SK
- Stafett 4 x 1500 m: Gefle IF Arne Andersson, Nils Toft, Karl-Birger Jonsson, Sune Karlsson) –
- Höjd: Bengt Nilsson, Westermalms IF – 201
- Stav: Ragnar Lundberg, IFK Södertälje – 4,20
- Längd: Jan Magnusson, Gefle IF – 7,23
- Tresteg: Roger Norman, Västerås IK – 14,94
- Kula: Thage Sönegård, Lidköpings IS – 14,92
- Diskus: Lars Arvidsson, Örebro SK – 49,31
- Slägga: Allan Ringström, Sundbybergs IK – 53,00
- Spjut: Otto Bengtsson, IFK Knislinge – 68,54
- Femkamp Per Eriksson, Arbrå IK –
- Tiokamp Per Eriksson, Arbrå IK – 6444
- Mästerskapsstandaret: Örebro SK

### 1954
Plats: Stockholms Stadion Tiokamp i Arbrå, Maraton i Karlstad 18 juli
- 100 m: Jan Carlsson, IFK Göteborg – 11,0
- 200 m: Jan Carlsson, IFK Göteborg – 21,4
- 400 m: Lars-Erik Wolfbrandt, Örebro SK – 48,3
- 800 m: Hans Ring, Bellevue IK – 1.52,0
- 1500 m: Ingvar Ericsson, Brandkårens IK – 3.53,4
- 5000 m: Karl Lundh, IFK Mora – 14.28,8
- 10000 m: Bertil Albertsson, Upsala IF – 30.20,2
- Maraton: Bengt Rehnvall, IF Start – 2.27.39
- 110 m häck: Kenneth Johansson, Sävedalens AIK – 14,8
- 400 m häck: Sven-Olov Eriksson, IK Heros – 52,6
- 3 000 m hinder: Curt Söderberg, Turebergs IF – 8.52,8
- Stafett 4 x 100 m: Malmö AI (Göte Kjellberg, Björn Malmroos, Bengt Palm, Kaj Månsson) – 41,9
- Stafett 4 x 400 m:
- Stafett 4 x 1500 m: Gefle IF (Dan Waern, Lennart Dilén, Nils Toft, Sune Karlsson) –
- Höjd: Bengt Nilsson, Westermalms IF – 209
- Stav: Ragnar Lundberg, IFK Södertälje – 4,20
- Längd: Sven Melin, KFUM Tranås – 7,27
- Tresteg: Roger Norman, Västerås IK – 14,96
- Kula: Roland Nilsson, Westermalms IF – 16,25
- Diskus: Roland Nilsson, Westermalms IF – 51,34
- Slägga: Birger Asplund, IF Castor – 53,84
- Spjut: Knut Fredriksson, IK Favör – 66,87
- Tiokamp Per Eriksson, Arbrå IK – 6383
- Mästerskapsstandaret: IFK Halmstad

### 1955
Plats: Stockholms Stadion Tiokamp i Hallstavik, Maraton i Sätrabrunn 31 juli, Stafetter i Örebro
- 100 m: Inge Lorentzon, IFK Västerås – 10,7
- 200 m: Jan Carlsson, IFK Göteborg – 21,6
- 400 m: Alf Petersson, IFK Hälsingborg – 48,1
- 800 m: Rolf Gottfridsson IFK Göteborg – 1.51,7
- 1500 m: Ingvar Ericsson, Brandkårens IK – 3.50,0
- 5000 m: Bert Sjölander, Timrå AIF – 14.25,8
- 10000 m: Evert Nyberg, Örgryte IS – 30.34,6
- Maraton: Evert Nyberg, Örgryte IS – 2.40.51
- 110 m häck: Kenneth Johansson, Sävedalens AIK – 14,5
- 400 m häck: Karl-Gösta Johnsson, IF Göta – 52,5
- 3 000 m hinder: Curt Söderberg, Turebergs IF – 8.58,6
- Stafett 4 x 100 m: Malmö AI (Bertil Nordbeck, Björn Malmroos, Bengt Palm, Kaj Månsson) – 43,0
- Stafett 4 x 400 m: Malmö AI (Bengt Palm, Bertil Andersson, Björn Malmroos, Kaj Månsson) – 3.20,5
- Stafett 4 x 1500 m: Gefle IF (Sune Karlsson, Karl-Ivar Hedberg, Dan Waern, Olle Åberg) –
- Höjd: Bengt Nilsson, Westermalms IF – 205
- Stav: Ragnar Lundberg, IFK Södertälje – 4,25
- Längd: Torgny Wåhlander, Turebergs IF – 7,23
- Tresteg: Roger Norman, Västerås IK – 15,23
- Kula: Erik Uddebom, Bromma IF – 15,74
- Diskus: Lars Arvidsson, Hällefors AIF – 48,73
- Slägga: Birger Asplund, IF Castor – 54,31
- Spjut: Per-Arne Berglund, IF Start – 71,57
- Tiokamp Per Eriksson, Arbrå IK – 6333

### 1956
Plats: Stockholms Stadion Tiokamp i Uppsala, Maraton i Linköping 16 september
- 100 m: Björn Malmros, Malmö AI – 10,8
- 200 m: Björn Malmros, Malmö AI – 21,8
- 400 m: Gösta Brännström, Skellefteå AIK – 48,3
- 800 m: Hans Ring, Bellevue IK – 1.51,3
- 1500 m: Dan Waern, Örgryte IS – 3.46,8
- 5000 m: Evert Nyberg, Örgryte IS – 14.37,4
- 10000 m: Rune Åhlund, IFK Eskilstuna – 30.26,8
- Maraton: Thomas Nilsson, IFK Halmstad – 2.28.44
- 110 m häck: Per-Erik Johansson, KFUM Linköping – 14,8
- 400 m häck: Sven-Olov Eriksson, IK Heros – 53,2
- 3 000 m hinder: Gunnar Karlsson-Tjörnebo, IFK Hälsingborg – 8.50,2
- Stafett 4 x 100 m: Malmö AI (Bertil Nordbeck, Björn Malmroos, Bengt Palm, Kaj Månsson) – 42,2
- Stafett 4 x 400 m: SoIK Hellas
- Stafett 4 x 1500 m:
- Höjd: Stig Pettersson, Kronobergs IK – 201
- Stav: Ragnar Lundberg, IFK Södertälje – 4,35
- Längd: Torgny Wåhlander, Turebergs IF – 7,25
- Tresteg: Roger Norman, Västerås IK – 15,13
- Kula: Erik Uddebom, Bromma IF – 15,94
- Diskus: Erik Uddebom, Bromma IF – 51,00
- Slägga: Birger Asplund, IF Castor – 55,14
- Spjut: Per-Arne Berglund, IF Start – 74,85
- Tiokamp Per Eriksson, Arbrå IK – 6436

### 1957
Plats: Stockholms Stadion Tiokamp i Karlstad, Maraton i Arboga 13 juli
- 100 m: Björn Malmros, Malmö AI – 10,9
- 200 m: Björn Malmros, Malmö AI – 21,7
- 400 m: Alf Petersson, IFK Hälsingborg – 48,0
- 800 m: Stig-Björn Andersson, IF Vingarna – 1.51,4
- 1500 m: Dan Waern, Örgryte IS – 3.47,5
- 5000 m: Karl Lundh, IFK Mora – 14.21,4
- 10000 m: Stig Jönsson, Malmö AI – 30.26,8
- Maraton: Evert Nyberg, Örgryte IS – 2.25.08
- 110 m häck: Carl-Erik Jöhnemark, IFK Hedemora – 15,0
- 400 m häck: Per-Owe Trollsås, Bromma IF – 52,5
- 3 000 m hinder: Gunnar Karlsson-Tjörnebo, IFK Hälsingborg – 8.51,4
- Stafett 4 x 100 m: Malmö AI (Bertil Nordbeck, Björn Malmroos, Bengt Palm, Kaj Månsson) – 42,1
- Stafett 4 x 400 m: Malmö AI (Olle Sjöström, Bertil Andersson, Björn Malmroos, Kaj Månsson) – 3.18,3
- Stafett 4 x 1500 m: Örgryte IS (Bengt Andersson, Bengt-Åke Olsson, Sven Lundgren, Dan Waern) – 15.52,5
- Höjd: Stig Pettersson, Kronobergs IK – 204
- Stav: Ragnar Lundberg, IFK Södertälje – 4,30
- Längd: Enar Bergman, IFK Lund – 6,83
- Tresteg: Roger Norman, Västerås IK – 14,79
- Kula: Erik Uddebom, Bromma IF – 16,45
- Diskus: Lars Arvidsson, Hällefors AIF – 50,43
- Slägga: Birger Asplund, IF Castor – 56,73
- Spjut: Per-Arne Berglund, IF Start – 69,99
- Tiokamp Göran Grängsjö, Uppsala Studenters IF – 6377

### 1958
Plats: Stockholms Stadion Tiokamp i Stockholm, Maraton i Stockholm 13 juli
- 100 m: Björn Malmros, Malmö AI – 10,9
- 200 m: Björn Malmros, Malmö AI – 21,9
- 400 m: Alf Petersson, IFK Hälsingborg – 48,3
- 800 m: Dan Waern, Örgryte IS – 1.51,3
- 1500 m: Dan Waern, Örgryte IS – 3.47,1
- 5000 m: Sven Lundgren, Örgryte IS – 14.30,4
- 10000 m: Boris Jönsson, Eksjö GIK – 30.09,4
- Maraton: Arnold Vaide, IFK Halmstad – 2.30.20
- 110 m häck: Lars Bergland, IK Vikingen – 14,7
- 400 m häck: Per-Owe Trollsås, Bromma IF – 52,9
- 3 000 m hinder: Lars Helander, Eksjö GIK – 9.06,0
- Stafett 4 x 100 m: Malmö AI (Bertil Nordbeck, Björn Malmroos, Bengt Palm, Kaj Månsson) – 42,2
- Stafett 4 x 400 m: Bromma IF
- Stafett 4 x 1500 m: Örgryte IS (Bengt-Åke Olsson, Lars-Ove Martinsson, Sven Lundgren, Dan Waern) – 15.54,8
- Höjd: Stig Pettersson, Kronobergs IK – 204
- Stav: Ragnar Lundberg, IFK Södertälje – 4,30
- Längd: Torgny Wåhlander, Turebergs IF – 7,45
- Tresteg: Roger Norman, Västerås IK – 15,34
- Kula: Joel Eklund, Västerås IK – 15,89
- Diskus: Östen Edlund, Kronobergs IK – 53,60
- Slägga: Birger Asplund, IF Castor – 59,31
- Spjut: Knut Fredriksson, IK Favör – 75,55
- Tiokamp Rune Persson, IFK Lund – 6437
- Mästerskapsstandaret: Bromma IF

### 1959
Plats: Stockholms Stadion Tiokamp i Malmö, Maraton i Köla 19 juli
- 100 m: Björn Malmros, Malmö AI – 10,8
- 200 m: Sven-Olof Westlund, UoIF Matteuspojkarna – 21,5
- 400 m: Lennart Jonsson, Bromma IF – 48,2
- 800 m: Dan Waern, Örgryte IS – 1.49,7
- 1500 m: Dan Waern, Örgryte IS – 3.47,8
- 5000 m: Bertil Källevågh, Mjölby AIF – 14.16,8
- 10000 m: Boris Jönsson, Eksjö GIK – 30.55,0
- Maraton: Erik Östbye, Örgryte IS – 2.32,28
- 110 m häck: Ove Andersson, Västerås IK – 15,2
- 400 m häck: Per-Owe Trollsås, Stockholms Studenters IF – 52,8
- 3 000 m hinder: Hans Norberg, Sundbybergs IK – 8.53,6
- Stafett 4 x 100 m: Malmö AI (Jan Strandberg, Björn Malmroos, Bengt Palm, Bertil Nordbeck) – 41,5
- Stafett 4 x 400 m: Bromma IF
- Stafett 4 x 1500 m: Örgryte IS (Bengt-Åke Olsson, Lars-Ove Martinsson, Sven Lundgren, Dan Waern) – 15.59,6
- Höjd: Stig Pettersson, Kronobergs IK – 201
- Stav: Svante Rinaldo, Upsala IF – 4,25
- Längd: Torgny Wåhlander, Turebergs IF – 7,45
- Tresteg: Sten Erickson, IF Elfsborg – 15,68
- Kula: Erik Uddebom, Bromma IF – 16,63
- Diskus: Lars Arvidsson, Hällefors AIF – 52,75
- Slägga: Birger Asplund, IF Castor – 59,79
- Spjut: Knut Fredriksson, IF Göta – 76,06
- Tiokamp Rune Persson, IFK Lund – 6439

### 1960
Plats: Stockholms Stadion Tiokamp i Borås, Maraton i Olofström 30 juli
- 100 m: Björn Malmros, Malmö AI – 10,8
- 200 m: Owe Jonsson, IFK Växjö – 21,6
- 400 m: Alf Petersson, IFK Hälsingborg – 47,9
- 800 m: Dan Waern, Örgryte IS – 1.49,2
- 1500 m: Dan Waern, Örgryte IS – 3.48,0
- 5000 m: Ulf Lundstedt, IF Castor – 14.37,0
- 10000 m: Ove Karlsson, IFK Sundsvall – 30.08,8
- Maraton: Arnold Vaide, IFK Halmstad – 2.25.30
- 110 m häck: Bo Forssander, Skackans IF – 14,6
- 400 m häck: Per-Owe Trollsås, Stockholms Studenters IF – 53,1
- 3 000 m hinder: Gunnar Karlsson-Tjörnebo, IFK Hälsingborg – 8.51,4
- Stafett 4 x 100 m: Malmö AI, (Sven Hörtewall, Björn Malmroos, Bengt Ericsson, Bertil Nordbeck) – 42,0
- Stafett 4 x 400 m: UoIF Matteuspojkarna
- Stafett 4 x 1500 m: Örgryte IS (Bo Svensson, Lars-Ove Martinsson, Sven Lundgren, Dan Waern) – 16.07,4
- Höjd: Stig Pettersson, Kronobergs IK – 204
- Stav: Lennart Lind, Bromma IF – 4,20
- Längd: Torgny Wåhlander, Turebergs IF – 7,66
- Tresteg: Sten Erickson, IF Elfsborg – 15,27
- Kula: Erik Uddebom, Bromma IF – 17,07
- Diskus: Östen Edlund, Kronobergs IK – 53,88
- Slägga: Birger Asplund, IF Castor – 62,95
- Spjut: Knut Fredriksson, IF Göta – 71,08
- Tiokamp Rune Persson, IFK Lund – 6030

### 1961
Plats: Ullevi, Göteborg - stafetter och Tiokamp i Västerås 8–9 september, Maraton i Hälsingborg 26 augusti
- 100 m: Owe Jonsson, IFK Växjö – 10,6
- 200 m: Owe Jonsson, IFK Växjö – 21,3
- 400 m: Hans-Olof Johansson, Nyköpings SK – 47,7
- 800 m: Per Knuts, Stockholms Studenters IF – 1.53,1
- 1500 m: Dan Waern, Örgryte IS – 3.46,6
- 5000 m: Ove Karlsson, IFK Sundsvall – 14.32,6
- 10000 m: Gunnar Karlsson-Tjörnebo, IFK Hälsingborg – 30.11,2
- Maraton: Erik Östbye, Örgryte IS – 2.18.32
- 110 m häck: Bo Forssander, Skackans IF – 14,4
- 400 m häck: Leif Librand, IK Vikingen – 52,0
- 3 000 m hinder: Gunnar Karlsson-Tjörnebo, IFK Hälsingborg – 8.50,0
- Stafett 4 x 100 m: Malmö AI (Jan Strandberg, Björn Malmroos, Sven Hörtewall, Bertil Nordbeck) – 41,4
- Stafett 4 x 400 m: IFK Växjö (Ingvar Claesson, Owe Jonsson, Tore Hedner, Karl- Gustav Johansson)– 3.16,8
- Stafett 4 x 1500 m: IFK Lidingö (Kjell Ekström, Claes Ahl, Tommy Holmestrand, Sten Jonsson) –
- Höjd: Stig Pettersson, Kronobergs IK – 210
- Stav: Tore Carbe, Örgryte IS – 4,20
- Längd: Sten Månsson, IFK Lund – 7,25
- Tresteg: Leif Johnsson, IF Udd – 15,02
- Kula: Erik Uddebom, Bromma IF – 16,12
- Diskus: Erik Uddebom, Bromma IF – 51,37
- Slägga: Birger Asplund, IF Castor – 61,12
- Spjut: Verner Lagesson, IFK Lund– 76,54
- Tiokamp Rune Persson, IFK Lund – 5922

### 1962
Plats: Ullevi, Göteborg - Stafetter, Maraton och Tiokamp i Gävle 11–12 augusti
- 100 m: Owe Jonsson, IFK Växjö – 10,5
- 200 m: Owe Jonsson, IFK Växjö – 21,1
- 400 m: Bengt-Göran Fernström, SoIK Hellas – 47,4
- 800 m: Stig Lindbäck, IFK Luleå – 1.53,7
- 1500 m: Tommy Holmestrand IFK Lidingö – 3.51,4
- 5000 m: Ove Karlsson, IFK Sundsvall – 14.29,2
- 10000 m: Ove Karlsson, IFK Sundsvall – 29.43,4
- Maraton: Evert Nyberg, Örgryte IS – 2.33.38
- 110 m häck: Ove Andersson, Västerås IK – 14,8
- 400 m häck: Ove Andersson, Västerås IK – 53,3
- 3 000 m hinder: Lars-Erik Gustafsson, Mälarhöjdens IK – 8.55,4
- Stafett 4 x 100 m: Malmö AI (Jan Strandberg, Björn Malmroos, Sven Hörtewall, Bertil Nordbeck) – 41,9
- Stafett 4 x 400 m: IFK Växjö (Owe Jonsson, Karl- Gustav Johansson, Ingvar Claesson, Tore Hedner) – 3.16,5
- Stafett 4 x 1500 m: IFK Lidingö (Kjell Ekström, Berndt Ekström, Sten Jonsson, Tommy Holmestrand)
- Höjd: Stig Pettersson, Kronobergs IK – 210
- Stav: Tapio Mertanen, UoIF Matteuspojkarna – 4,35
- Längd: Torgny Wåhlander, Turebergs IF – 7,08
- Tresteg: Torgny Wåhlander, Turebergs IF – 15,20
- Kula: Bo Axelsson, KFUM Kristianstad – 16,55
- Diskus: Lars Haglund, Westermalms IF – 52,83
- Slägga: Birger Asplund, IF Castor – 61,29
- Spjut: Jan Smiding, IF Linnéa – 72,94
- Tiokamp Leif Andersson, IF Ymer – 6039

### 1963
Plats: Stockholms Stadion Tiokamp i Västerås, Maraton i Göteborg 15 september
- 100 m: Sven-Åke Löfgren, Heleneholms IF – 10,8
- 200 m: Bengt-Göran Fernström, SoIK Hellas – 21,5
- 400 m: Bengt-Göran Fernström, SoIK Hellas – 48,0
- 800 m: Steve Rindetoft, Västerås IK – 1.50,8
- 1500 m: Karl-Uno Olofsson, IFK Umeå – 3.51,5
- 5000 m: Göran Axelsson, Upsala IF – 14.19,2
- 10000 m: Ove Karlsson, IFK Sundsvall – 29.48,6
- Maraton: Evert Nyberg, Örgryte IS – 2.33.18
- 110 m häck: Bo Forssander, Skackans IF – 14,3
- 400 m häck: Leif Librand, IK Vikingen – 52,9
- 3 000 m hinder: Bengt Persson, IFK Umeå – 8.43,4
- Stafett 4 x 100 m: Malmö AI (Jan Strandberg, Leif Nilsson, Sven Hörtewall, Bertil Nordbeck) – 41,9
- Stafett 4 x 400 m: SoIK Hellas (Bertil Wistam, Hans Pettersson, Ulle Hed, Bengt-Göran Fernström) – 3.17,1
- Stafett 4 x 1500 m:
- Höjd: Kjell-Åke Nilsson, Sörmarks IF – 210
- Stav: Tapio Mertanen, UoIF Matteuspojkarna – 4,55
- Längd: Lars-Olof Höök, SoIK Hellas – 7,33
- Tresteg: Leif Johnsson, IF Udd – 15,32
- Kula: Erik Uddebom, Bromma IF – 17,65
- Diskus: Lars Haglund, SoIK Hellas – 53,25
- Slägga: Birger Asplund, IF Castor – 62,64
- Spjut: Lennart Hedmark, Skellefteå AIK – 72,42
- Tiokamp Bo Axelsson, KFUM Kristianstad – 5983

### 1964
Plats: Malmö 15–16 augusti, 10 000 m i Örnsköldsvik 21 juni, Stafetter och Tiokamp i Karlstad, Maraton i Södertälje 13 september
- 100 m: Sven Hörtewall, Malmö AI – 10,6
- 200 m: Bo Althoff, Melleruds IF – 21,5
- 400 m: Bo Althoff, Melleruds IF – 48,3
- 800 m: Steve Rindetoft, Västerås IK – 1.53,5
- 1500 m: Karl-Uno Olofsson, IFK Umeå – 3.48,5
- 5000 m: Göran Axelsson, Upsala IF – 14.40,4
- 10000 m: Kurt Hansson, St Olofs IF – 29.53,4
- Maraton: Erik Östbye, Örgryte IS – 2.25.56
- 110 m häck: Bo Forssander, Skackans IF – 14,2
- 400 m häck: Leif Librand, IK Vikingen – 52,2
- 3 000 m hinder: Bengt Persson, IFK Umeå – 8.47,4
- Stafett 4 x 100 m: Malmö AI (Jan Strandberg, Leif Nilsson, Sven Hörtewall, Bertil Nordbeck) – 42,1
- Stafett 4 x 400 m: SoIK Hellas (Bertil Wistam, Hans Pettersson, Ulle Hed, Bengt-Göran Fernström) – 3.17,4
- Stafett 4 x 1500 m:
- Höjd: Stig Pettersson, Kronobergs IK – 214
- Stav: Tapio Mertanen, Södertälje IF – 4,60
- Längd: Lars-Olof Höök, SoIK Hellas – 7,40
- Tresteg: Birger Nyberg, Täby IS – 15,39
- Kula: Erik Uddebom, Bromma IF – 16,64
- Diskus: Lars Haglund, SoIK Hellas – 55,51
- Slägga: Birger Asplund, IF Castor – 63,55
- Spjut: Lennart Hedmark, Skellefteå AIK – 76,35
- Tiokamp Tore Carbe, Örgryte IS – 6964

### 1965
Plats: Västerås, 10 000 m i Floda 26 Jun, Tiokamp Uppsala 10–11 Jul, Stafetter på Slottskogsvallen i Göteborg. Maraton i Tibro 10 oktober
- 100 m: Örjan Johansson, Rönnskärs IF – 10,9
- 200 m: Bo Althoff, Örgryte IS – 22,0
- 400 m: Bo Althoff, Örgryte IS – 47,9
- 800 m: Karl-Uno Olofsson, IFK Umeå – 1.54,0
- 1500 m: Karl-Uno Olofsson, IFK Umeå – 3.57,1
- 5000 m: Bengt Persson, IFK Umeå – 14.42,0
- 10000 m: Bengt Persson, IFK Umeå – 30.20,2
- Maraton: Erik Östbye, Örgryte IS – 2.23.55
- 110 m häck: Ove Andersson, Västerås IK – 14,5
- 400 m häck: Leif Librand, IK Vikingen – 53,7
- 3 000 m hinder: Bengt Persson, IFK Umeå – 9.06,0
- Stafett 4 x 100 m: Malmö AI (Tommy Andersson, Leif Nilsson, Sven Hörtewall, Jan Sjöbergh) – 41,9
- Stafett 4 x 400 m: SoIK Hellas (Bertil Wistam, Hans Pettersson, Ulle Hed, Bengt-Göran Fernström) – 3.16,1
- Stafett 4 x 800 m: Malmö AI (Lars Johnsson, Sven Ljungberg, Kenth Andersson, Jan-Ingvar Ohlsson) – 7.34,8
- Stafett 4 x 1500 m: IFK Umeå (Stig Hjertstedt, Harry Westman, Bengt Persson, Karl-Uno Olofsson) – 15.35,6
- Höjd: Bo Jonsson, IK Vista – 207
- Stav: Hans Lagerqvist, Duvbo IK – 4,60
- Längd: Lars-Olof Höök, SoIK Hellas – 7,34
- Tresteg: Birger Nyberg, Täby IS – 15,34
- Kula: Bengt Christiansson, Hässleholms AIS – 17,22
- Diskus: Lars Haglund, SoIK Hellas – 59,14
- Slägga: Birger Asplund, IFK Västerås – 64,34
- Spjut: Lennart Hedmark, Skellefteå AIK – 75,88
- Tiokamp Erling Bengtsson, Solna IF – 6754
- Mästerskapsstandaret: Örgryte IS 62p

### 1966
Plats: Stockholms Stadion Tiokamp i Olofström, Maraton i Olofström 25 september, Stafetter i Umeå 25–26 juni
- 100 m: Hans Krumlinde, IFK Linköping – 10,6
- 200 m: Bo Althoff, Örgryte IS – 21,5
- 400 m: Bo Althoff, Örgryte IS – 48,1
- 800 m: Kenth Andersson, Malmö AI – 1.49,7
- 1500 m: Kenth Andersson, Malmö AI – 3.51,8
- 5000 m: Sven-Olof Larsson, IFK Sundsvall – 14.22,0
- 10000 m: Lage Tedenby, Kils AIK – 29.56,6
- Maraton: Erik Bergqvist, Stockholms Studenters IF – 2.26.04
- 110 m häck: Nils-Gunnar Lindqvist, IFK Västerås – 14,7
- 400 m häck: Leif Librand, IK Vikingen – 52,0
- 3 000 m hinder: Bengt Persson, IFK Umeå – 8.48,8
- Stafett 4 x 100 m: SoIK Hellas (Björn Jögi, Lars-Olof Höök, Bengt-Göran Fernström, Kurt Andersson) – 42,2
- Stafett 4 x 400 m: SoIK Hellas (Bertil Wistam, Björn Jögi, Ulle Hed, Bengt-Göran Fernström) – 3.15,7
- Stafett 4 x 800 m: Malmö AI (Lars Johnsson, Sven Ljungberg, Kenth Andersson, Jan-Ingvar Ohlsson) – 7.36,1
- Stafett 4 x 1500 m: IFK Umeå (Fredrik Westman, Harry Westman, Karl-Uno Olofsson, Bengt Persson) – 15.48,5
- Höjd: Olle Johansson, Örgryte IS – 210
- Stav: Tapio Mertanen, Södertälje IF – 4,50
- Längd: Lars-Olof Höök, SoIK Hellas – 7,52
- Tresteg: Börje Johansson, IK Ymer – 15,19
- Kula: Bengt Bendéus, IFK Växjö – 17,66
- Diskus: Lars Haglund, SoIK Hellas – 56,50
- Slägga: Birger Asplund, Hofors AIF – 61,09
- Spjut: Jan Smiding, Gefle IF – 70,78
- Tiokamp Jan-Olof Lindquist, Bromma IF – 6948

### 1967
Plats: Skövde - Tiokamp i Borås, Maraton i Skövde 13 augusti
- 100 m: Bo Forssander, Malmö AI – 10,7
- 200 m: Björn Lindström, IF Linnéa – 21,6
- 400 m: Bo Althoff, Örgryte IS – 48,0
- 800 m: Kenth Andersson, Malmö AI – 1.50,7
- 1500 m: Ulf Högberg, IK Vikingen – 3.48,6
- 5000 m: Jarl Burman, Skellefteå AIK IF – 14.22,0
- 10000 m: Jarl Burman, Skellefteå AIK IF – 29.57,6
- Maraton: Bo Johansson, Örgryte IS – 2.25.41
- 110 m häck: Bo Forssander, Malmö AI – 14,1
- 400 m häck: Leif Librand, IK Vikingen – 52,4
- 3 000 m hinder: Bengt Persson, IFK Umeå – 8.41,6
- Stafett 4 x 100 m: Örgryte IS (Lars-Arne Feldtblad, Tomas Eriksson, Staffan Gabrielsson, Bo Althoff) – 42,0
- Stafett 4 x 400 m: Örgryte IS (KB Andersson, Tomas Eriksson, Staffan Gabrielsson, Bo Althoff) – 3.15,8
- Stafett 4 x 800 m: Malmö AI (Lars Johnsson, Sven Ljungberg, Kenth Andersson, Jan-Ingvar Ohlsson) – 7.37,8
- Stafett 4 x 1500 m: IFK Umeå (Fredrik Westman, Harry Westman, Bengt Persson, Karl-Uno Olofsson) – 15.48,0
- Höjd: Bo Jonsson, IFK Norrköping – 210
- Stav: John-Erik Blomqvist, Malmö AI – 5,01
- Längd: Lars-Olof Höök, SoIK Hellas – 7,31
- Tresteg: Börje Johansson, IK Ymer – 15,26
- Kula: Bengt Bendéus, Malmö AI – 18,30
- Diskus: Richard Bruch, Malmö AI – 56,66
- Slägga: Birger Asplund, Hofors AIF – 62,48
- Spjut: Jan Bohman, Malmö AI – 76,35
- Tiokamp: Lennart Hedmark, Skellefteå AIK – 7207
- Mästerskapsstandaret: Malmö AI

### 1968
Plats: okänd - Tiokamp i Heleneholm, Malmö, Maraton i Malmö 21 augusti
- 100 m: Curt Johansson, Wärnamo SK – 10,7
- 200 m: Curt Johansson, Wärnamo SK – 21,8
- 400 m: Ulf Nilsson, KA 2 IF – 48,0
- 800 m: Ove Berg, Hofors AIF – 1.53.6
- 1500 m: Anders Gärderud, KA 2 IF – 3.51,8
- 5000 m: Rolf Hesselwall, Mälarhöjdens IK – 14.24,5
- 10000 m: Rolf Hesselwall, Mälarhöjdens IK – 29.38,6
- Maraton: Chris Wade, Fredrikshofs IF – 2.24.37
- 110 m häck: Bo Forssander, Malmö AI – 14,2
- 400 m häck: Håkan Öberg, Västerås IK – 51,6
- 3 000 m hinder: Bengt Persson, IFK Umeå – 8.54,0
- Stafett 4 x 100 m: Heleneholms IF
- Stafett 4 x 400 m: KA 2 IF (Nils-Erik Emilsson, Torsten Torstensson, Anders Gärderud, Ulf Nilsson) – 3.14,1
- Stafett 4 x 800 m: KA 2 IF (Sven-Olof Ottosson, Tom Persson, Nils-Erik Emilsson, Anders Gärderud)– 7.31,9
- Stafett 4 x 1500 m:
- Höjd: Kenneth Lundmark, Skellefteå AIK – 204
- Stav: Kjell Isaksson, Sundbybergs IK – 5,20
- Längd: Lars-Olof Höök, SoIK Hellas – 7,48
- Tresteg: Birger Nyberg, Täby IS – 15,27
- Kula: Bengt Bendéus, Malmö AI – 17,59
- Diskus: Kenneth Åkesson, IFK Kristinehamn – 58,02
- Slägga: Birger Asplund, Hofors AIF – 63,78
- Spjut: Åke Nilsson, Gefle IF – 73,28
- Tiokamp: Lennart Hedmark, Skellefteå AIK – 7086
- Mästerskapsstandaret: KA 2 IF

### 1969
Plats: Sollentunavallen. - Tiokamp i Sollentuna, Maraton i Sollentuna 17 augusti, Stafetter i Gävle
- 100 m: Anders Faager, Wärnamo SK – 10,7
- 200 m: Anders Faager, Wärnamo SK – 21,4
- 400 m: Ulf Nilsson, KA 2 IF – 47,5
- 800 m: Ove Berg, Hofors AIF – 1.50,4
- 1500 m: Anders Gärderud, IFK Lidingö – 3.48,1
- 5000 m: Rolf Hesselwall, Mälarhöjdens IK – 14.12,0
- 10000 m: Rolf Hesselwall, Mälarhöjdens IK – 29.41,6
- Maraton: Chris Wade, Fredrikshofs IF – 2.21.44
- 110 m häck: Bo Forssander, Malmö AI – 14,0
- 400 m häck: Torsten Torstensson, KA 2 IF – 51,7
- 3 000 m hinder: Bengt Persson, IFK Umeå – 8.50,2
- Stafett 4 x 100 m: KA 2 IF – (Karl-Gustav Nilsson, Tore Nilsson, Leif Petraeus, Ulf Nilsson) – 42,0
- Stafett 4 x 400 m: KA 2 IF – (Nils-Erik Emilsson, Tore Nilsson, Torsten Torstensson, Ulf Nilsson) – 3.13,4
- Stafett 4x800 m: IFK Lidingö (Heinz Gehrig, Martin Ellenberger, Ulf Högberg, Anders Gärderud)
- Stafett 4x1500 m: IFK Lidingö (Heinz Gehrig, Martin Ellenberger, Ulf Högberg, Anders Gärderud)
- Höjd: Christer Celion, IF Örnen – 211
- Stav: Kjell Isaksson, Sundbybergs IK – 5,10
- Längd: Lars-Olof Höök, SoIK Hellas – 7,71
- Tresteg: Birger Nyberg, Täby IS – 15,48
- Kula: Bengt Bendéus, Malmö AI – 18,69
- Diskus: Richard Bruch, Malmö AI – 61,44
- Slägga: Sune Blomqvist, Västerås IK – 64,00
- Spjut: Åke Nilsson, Gefle IF – 79,72
- Tiokamp: Åke Mattison, KA 2 IF – 6891
- Mästerskapsstandaret: Malmö AI

### 1970
Plats: Växjö - Tiokamp i Växjö 3–4 augusti, Maraton i Skänninge 19 Sep
- 100 m: Anders Faager, Wärnamo SK – 10,4
- 200 m: Anders Faager, Wärnamo SK – 21,0
- 400 m: Michael Fredriksson, Örgryte IS – 47,0
- 800 m: Jan-Ingvar Ohlsson, Malmö AI – 1.49,0
- 1500 m: Jan-Ingvar Ohlsson, Malmö AI – 3.52,3
- 5000 m: Bengt Nåjde, Eskilstuna IK – 14.06,6
- 10000 m: Nedo Farcic, Västerås IK – 28.46,6
- Maraton: Nedo Farcic, Västerås IK – 2.23.48
- 110 m häck: Bo Forssander, Malmö AI – 14,2
- 400 m häck: Torsten Torstensson, KA 2 IF – 50,8
- 3 000 m hinder: Sten Bergquist, IF Linnéa – 8.55,2
- Stafett 4 x 100 m: Wärnamo SK
- Stafett 4 x 400 m: KA 2 IF (Kenth Öhman, Nils-Erik Emilsson, Torsten Torstensson, Ulf Nilsson) – 3.13,3
- Stafett 4 x 800 m: Malmö AI (Sven Ljungberg, Göran Johannesson, Kenth Andersson, Jan-Ingvar Ohlsson) – 7.29,6
- Stafett 4 x 1500 m: Mälarhöjdens IK
- Höjd: Kenneth Lundmark, Skellefteå AIK – 214
- Stav: Kjell Isaksson, Sundbybergs IK – 5,10
- Längd: Stig Fässberg, Mölndals AIK – 7,83
- Tresteg: Bo Blomqvist, Duvbo IK – 15,67
- Kula: Richard Bruch, Malmö AI – 18,68
- Diskus: Richard Bruch, Malmö AI – 58,68
- Slägga: Sune Blomqvist, Västerås IK – 64,92
- Spjut: Raimo Pihl, Stockholms Spårvägars GIF – 81,02
- Tiokamp: Lennart Hedmark, Hässelby SK – 7249
- Mästerskapsstandaret: Malmö AI

### 1971
Plats: Sollentunavallen. Tiokamp i Helsingborg 4–5 september, Maraton i Sollentuna 25 juli, Femkamp i Karlskrona 25 maj
- 100 m: Thorsten Johansson, KA 2 IF – 10,5
- 200 m: Bo Söderberg, IFK Lidingö – 21,2
- 400 m: Erik Carlgren, Västerås IK – 47,1
- 800 m: Nils-Erik Emilsson, KA 2 IF– 1.50,1
- 1500 m: Gunnar Ekman, Mälarhöjdens IK – 3.48,5
- 5000 m: Jan-Ingvar Ohlsson, Malmö AI – 14.04,4
- 10000 m: Bengt Nåjde, Eskilstuna IK – 30.17,4
- Maraton: Ulf Håkansson (idrottare), IFK Norrköping – 2.24.42
- 110 m häck: Bo Forssander, Gävle GIK – 13,9
- 400 m häck: Håkan Öberg, Västerås IK – 51,1
- 3 000 m hinder: Anders Gärderud, Mälarhöjdens IK – 8.47,2
- Stafett 4 x 100 m: Wärnamo SK
- Stafett 4 x 400 m: SoIK Hellas (Bertil Wistam, Åke Svedmyr, Jan Ljungkvist, Per-Ola Bergqvist) – 3.13,0
- Stafett 4 x 800 m: IFK Lidingö (Claes Göran Westring, Martin Ellenberger, Gösta Lagercrantz, Ulf Högberg)
- Stafett 4 x 1500 m: Mälarhöjdens IK
- Höjd: Jan Dahlgren, Turebergs IF – 214
- Stav: Kjell Isaksson, Sundbybergs IK – 5,30
- Längd: Gösta Bruce, IFK Hälsingborg – 7,36
- Tresteg: Birger Nyberg, Västerås IK – 15,33
- Kula: Anders Arrhenius, Stockholms Spårvägars GIF – 18,50
- Diskus: Kenneth Åkesson, Västerås IK – 56,02
- Slägga: Sune Blomqvist, Västerås IK – 63,58
- Spjut: Per-Eric Smiding, KA 2 IF – 78,70
- Femkamp: Lennart Hedmark, Hässelby SK – 3799 (sv.rek)
- Tiokamp: Lennart Hedmark, Hässelby SK – 7359
- Mästerskapsstandaret: KA 2 IF

### 1972
Plats: Gammliavallen, Umeå - Tiokamp i Karlskrona 12–13 augusti, Maraton i Klintehamn 15 juli, Stafetter i Sollentuna, Femkamp i Stockholm 15 juli
- 100 m: Anders Faager, Wärnamo SK – 10,6
- 200 m: Anders Faager, Wärnamo SK – 21,1
- 400 m: Michael Fredriksson, Örgryte IS – 47,0
- 800 m: Ulf Högberg, IFK Lidingö – 1.50,6
- 1500 m: Pererik Hagberg, Kils AIK – 3.51,4
- 5000 m: Bengt Nåjde, Mälarhöjdens IK – 14.15,0
- 10000 m: Bengt Nåjde, Mälarhöjdens IK – 29.13,4
- Maraton: Ulf Håkansson (idrottare), Enhörna IF – 2.20.02
- 110 m häck: Bo Forssander, Gävle GIK – 14,3
- 400 m häck: Torsten Torstensson, Västerås IK – 51,5
- 3 000 m hinder: Anders Petersson, Turebergs IF – 8.59,0
- Stafett 4 x 100 m: KA 2 IF (Rolf Trulsson, Lars Sjöberg, Christer Garpenborg, Thorsten Johansson) – 41,0
- Stafett 4 x 400 m: KA 2 IF (Lars Stubbendorff, Tomas Ericsson, Christer Garpenborg, Ulf Rönner) – 3.12,6
- Stafett 4 x 800 m: IFK Lidingö (Ingemar Holmlöf, Richard Larsson, Martin Ellenberger, Ulf Högberg)
- Stafett 4 x 1500 m: Mälarhöjdens IK
- Höjd: Jan Dahlgren, Österhaninge IF – 216
- Stav: Hans Lagerqvist, Duvbo IK – 5,00
- Längd: Stig Fässberg, Mölndals AIK – 7,53
- Tresteg: Birger Nyberg, Västerås IK – 15,73
- Kula: Richard Bruch, IFK Helsingborg – 19,35
- Diskus: Richard Bruch, IFK Helsingborg – 64,40
- Slägga: Sune Blomqvist, Västerås IK – 64,28
- Spjut: Per-Eric Smiding, KA 2 IF – 80,72
- Femkamp Lennart Hedmark, IF Göta –
- Tiokamp: Inge Hermansson, KA 2 IF – 7140
- Mästerskapsstandaret: KA 2 IF

### 1973
Plats: Västerås 17–19 augusti, Tiokamp i Stockholm 21–22 juli, Maraton i Göteborg 13 maj, Stafetter i Helsingborg 7–8 juli, Femkamp i Karlskrona 10–11 juni
- 100 m: Thorsten Johansson, KA 2 IF – 10,3
- 200 m: Thorsten Johansson, KA 2 IF – 21,1
- 400 m: Erik Carlgren, Västerås IK – 46,1
- 800 m: Sverker Svensson, Stockholms Spårvägars GIF – 1.48,9
- 1500 m: Gunnar Ekman, Mälarhöjdens IK – 3.45,8
- 5000 m: Göran Högberg, Enhörna IF – 14.01,4
- 10000 m: Anders Gärderud, Enhörna IF – 28.59,2
- Maraton: Max Holmnäs, Enhörna IF – 2.19.43,4
- 110 m häck: Krister Clerselius, Malmö AI – 14,0
- 400 m häck: Torsten Torstensson, Västerås IK – 51,4
- 3 000 m hinder: Dan Glans, IFK Helsingborg – 8.49,4
- Stafett 4 x 100 m: KA 2 IF (Rolf Trulsson, Bo Söderberg, Christer Garpenborg, Thorsten Johansson) – 41,2
- Stafett 4 x 400 m: Västerås IK – 3.11,0
- Stafett 4 x 800 m: Stockholms Spårvägars GIF – 7.34,2
- Stafett 4 x 1500 m: Mälarhöjdens IK – 15.35,6
- Höjd: Rune Almén, Trollhättans SK – 215
- Stav: Kjell Isaksson, Österhaninge IF – 5,15
- Längd: Ulf Jarfelt, IK Vikingen – 7,52
- Tresteg: Per-Owe Smiding, KA 2 IF – 15,92
- Kula: Hans Almström, Nyköpings BIS – 20,06
- Diskus: Richard Bruch, Malmö AI – 62,28
- Slägga: Sune Blomqvist, Västerås IK – 65,06
- Spjut: Per-Eric Smiding, KA 2 IF – 82,22
- Femkamp Lennart Hedmark, IF Göta – 3765
- Tiokamp: Lennart Hedmark, IF Göta – 7678
- Mästerskapsstandaret: KA 2 IF

### 1974
Plats: Helsingborg - Tiokamp i Stockholm 2–3 augusti, Maraton i Häverödal 29 juni, Femkamp i Göteborg 13 juli
- 100 m: Christer Garpenborg, KA 2 IF – 10,7
- 200 m: Thorsten Johansson, KA 2 IF – 21,3
- 400 m: Per-Olof Sjöberg, Malmö AI – 46,6
- 800 m: Åke Svenson, IFK Kristinehamn – 1.47,8
- 1500 m: Anders Westberg, IK Ymer – 3.49,3
- 5000 m: Dan Glans, IFK Helsingborg – 13.55,2
- 10000 m: Gunnar Holm, Bromma IF – 29.37,4
- Maraton: Ove Malmqvist, Enhörna IF – 2.19.54
- 110 m häck: Krister Clerselius, Malmö AI – 14,3
- 400 m häck: Hans Andersson, IF Göta – 51,4
- 3 000 m hinder: Dan Glans, IFK Helsingborg – 8.47,4
- Stafett 4 x 100 m: KA 2 IF (Thorsten Johansson, Lars Sjöberg, Rolf Trulsson, Christer Garpenborg) – 40,4
- Stafett 4 x 400 m: Malmö AI (Krister Clerselius, Jan-Arne Nilsson, Per-Olof Sjöberg, Bo-Åke Persson) – 3.11,65
- Stafett 4 x 800 m: Stockholms Spårvägars GIF (Hans Bergendorff, Karl-Erik Råström, Magnus Mared, Sverker Svensson) – 7.26,74
- Stafett 4 x 1500 m:
- Höjd: Rune Almén, IF Göta – 217
- Stav: Kjell Isaksson, Österhaninge IF – 5,10
- Längd: Ulf Jarfelt, IK Vikingen – 7,63
- Tresteg: Per-Owe Smiding, IFK Lund – 16,06
- Kula: Hans Höglund, Mölndals AIK – 19,95
- Diskus: Richard Bruch, Malmö AI – 63,84
- Slägga: Björn Holmström, Bellevue IK – 67,96
- Spjut: Raimo Pihl, Stockholms Spårvägars GIF – 84,76
- Femkamp: Raimo Pihl, Stockholms Spårvägars GIF – 3976 (sv.rek)
- Tiokamp: Lennart Hedmark, IF Göta – 7706
- Mästerskapsstandaret: KA 2 IF

### 1975
Plats: Tingvalla IP, Karlstad 8–10 augusti, Tiokamp i Stockholm 16–17 augusti, Stafetter på Västra Marks IP, Karlskrona 7–8 juni, Maraton i Sollentuna 1 juni, Femkamp i Karlskrona 14 juli
- 100 m: Christer Garpenborg, KA 2 IF – 10,55
- 200 m: Thorsten Johansson, KA 2 IF – 21,22
- 400 m: Per-Olof Sjöberg, Malmö AI – 46,43
- 800 m: Jan-Arne Nilsson, Malmö AI – 1.49,21
- 1500 m: Åke Svenson, IFK Kristinehamn – 3.45,09
- 5000 m: Dan Glans, IFK Helsingborg – 14.10,82
- 10000 m: Göran Bengtsson, IK Ymer – 29.25,97
- Maraton: Carl-Magnus Bergh, Solvikingarna – 2.17.45
- 110 m häck: Krister Clerselius, Malmö AI – 14,38
- 400 m häck: Hans Andersson, IF Göta – 51,38
- 3 000 m hinder: Anders Gärderud, Mälarhöjdens IK – 8.32,18
- Stafett 4 x 100 m: KA 2 IF (Rolf Trulsson, Thorsten Johansson, Ingemar Skärvstrand, Christer Garpenborg) – 40,7
- Stafett 4 x 400 m: Malmö AI (Jan-Arne Nilsson, Anders Faager, Gert Möller, Per-Olof Sjöberg) – 3.09,6
- Stafett 4 x 800 m: Mälarhöjdens IK
- Stafett 4 x 1500 m:
- Höjd: Rune Almén, IF Göta – 220
- Stav: Kjell Isaksson, Österhaninge IF – 5,25
- Längd: Ulf Jarfelt, IK Vikingen – 7,86
- Tresteg: Per-Owe Smiding, IFK Lund – 15,75
- Kula: Hans Höglund, Mölndals AIK – 20,08
- Diskus: Richard Bruch, Österhaninge IF – 61,94
- Slägga: Sune Blomqvist, Västerås IK – 67,84
- Spjut: Per-Eric Smiding, IFK Lund – 79,76
- Femkamp: Lennart Hedmark, IF Göta –
- Tiokamp: Lennart Hedmark, IF Göta – 7686
- Mästerskapsstandaret: KA 2 IF

### 1976
Plats: Slottsskogsvallen, Göteborg, Tiokamp i Skellefteå 21–22 augusti, Maraton i Skänninge 2 maj, Femkamp i Karlskrona 24 april
- 100 m: Christer Garpenborg, KA 2 IF – 10,34
- 200 m: Thorsten Johansson, KA 2 IF – 21,18
- 400 m: Michael Fredriksson, Örgryte IS – 46,46
- 800 m: Björn Nilsson, Turebergs IF – 1.49,3
- 1500 m: Åke Svenson, IFK Kristinehamn – 3.44,7
- 5000 m: Dan Glans, IFK Helsingborg – 14.09,2
- 10000 m: Dan Glans, IFK Helsingborg – 29.05,4
- Maraton: Leif Andersén, Kils AIK – 2.21.27
- 110 m häck: Kenth Olsson, IFK Helsingborg – 14,40
- 400 m häck: Gert Möller, Malmö AI – 51,31
- 3 000 m hinder: Dan Glans, IFK Helsingborg – 8.30,8
- Stafett 4 x 100 m: KA 2 IF (Lars-Arne Ericsson, Rolf Trulsson, Ingemar Skärvstrand, Thorsten Johansson) – 40,9
- Stafett 4 x 400 m: Malmö AI (Jan-Arne Nilsson, Anders Faager, Gert Möller, Per-Olof Sjöberg) – 3.12,2
- Stafett 4 x 800 m: Mälarhöjdens IK
- Stafett 4 x 1500 m:
- Höjd: Rune Almén, IF Göta – 221
- Stav: Ingemar Jernberg, IF Göta – 5,00
- Längd: Ulf Jarfelt, IK Vikingen – 7,89
- Tresteg: Anders Mossberg, Hässelby SK – 15,95
- Kula: Hans Höglund, Mölndals AIK – 20,36
- Diskus: Richard Bruch, IFK Helsingborg – 58,98
- Slägga: Sune Blomqvist, Västerås IK – 66,28
- Spjut: Raimo Pihl, Stockholms Spårvägars GIF – 85,42
- Femkamp: Kenneth Riggberger, KA 2 IF – 3773
- Tiokamp: Raimo Pihl, Stockholms Spårvägars GIF – 7773
- Mästerskapsstandaret: KA 2 IF

### 1977
Plats: Anderstorp, Skellefteå - Maraton i Karlstad 5 juni, Tiokamp i Karlskrona 13–14 augusti, Femkamp i Karlskrona 2 juli
- 100 m: Christer Garpenborg, IK Vikingen – 10,66
- 200 m: Thorsten Johansson, KA 2 IF – 21,30
- 400 m: Per-Olof Sjöberg, IFK Växjö – 46,81
- 800 m: Åke Svenson, IFK Kristinehamn – 1.49,6
- 1500 m: Björn Nilsson, Turebergs IF – 3.43,6
- 5000 m: Pär Wallin, Stockholms Spårvägars GIF – 14.10,7
- 10000 m: Pär Wallin, Stockholms Spårvägars GIF – 28.55,1
- Maraton: Lars Enqvist, Kils AIK – 2.19.06
- 110 m häck: Rajne Söderberg, SoIK Hellas – 14,64
- 400 m häck: Håkan Öberg, Västerås IK – 52,21
- 3 000 m hinder: Dan Glans, IFK Helsingborg – 8.22,3
- Stafett 4 x 100 m: KA 2 IF (Ingemar Skärvstrand, Lars-Arne Ericsson, Rolf Trulsson, Thorsten Johansson) – 40,55
- Stafett 4 x 400 m: KA 2 IF (Kenneth Riggberger, Rolf Trulsson, Lars-Arne Ericsson, Thorsten Johansson) – 3.11,7
- Stafett 4 x 800 m: Malmö AI (Peter Billing, Jörgen Larsson, Gert Möller, Jan-Arne Nilsson) – 7.32,7
- Stafett 4 x 1500 m:
- Höjd: Rune Almén, IF Göta – 217
- Stav: Kjell Isaksson, Österhaninge IF – 5,20
- Längd: Åke Fransson, KFUM Tranås – 7,66
- Tresteg: Birger Nyberg, Väsby IK – 15,83
- Kula: Anders Arrhenius, Stockholms Spårvägars GIF – 19,54
- Diskus: Richard Bruch, KA 2 IF– 59,26
- Slägga: Björn Holmström, Bellevue IK – 60,86
- Spjut: Kenth Eldebrink, Södertälje IF – 80,90
- Femkamp: Lennart Hedmark, KA 2 IF – 3596
- Tiokamp: Lennart Hedmark, KA 2 IF – 7791
- Mästerskapsstandaret: KA 2 IF

### 1978
Plats: Stockholms Stadion - Maraton i Umeå 4 juni, Stafetter på Tingvalla IP, Karlstad, Tiokamp i Stockholm 30–31 juli, Femkamp i Karlskrona 3 juli
- 100 m: Christer Garpenborg, IK Vikingen – 10,69
- 200 m: Thorsten Johansson, IFK Växjö – 21,39
- 400 m: Per-Olof Sjöberg, IFK Växjö – 47,27
- 800 m: Björn Nilsson, Turebergs IF – 1.50,4
- 1500 m: Björn Nilsson, Turebergs IF – 3.43,6
- 5000 m: Pär Wallin, Stockholms Spårvägars GIF – 13.52,2
- 10000 m: Pär Wallin, Stockholms Spårvägars GIF – 29.09,5
- Maraton: Hans Jonsson, Enhörna IF – 2.18.33
- 110 m häck: Christer Gullstrand, IFK Helsingborg – 14,63
- 400 m häck: Lars-Åke Welander, Västerås IK – 50,89
- 3 000 m hinder: Jan Hagelbrand, Melleruds IF – 8.34,82
- Stafett 4 x 100 m: Malmö AI (Thomas Holm, Arne Ericsson, Stefan Nilsson, Hans Hansson) – 41,61
- Stafett 4 x 400 m: IFK Växjö (Thorsten Johansson, Peter Löfstedt, Paul Lundberg, Per-Olof Sjöberg) –
- Stafett 4 x 800 m Turebergs IF (Sören Lundin, Tommy Lundqvist, Peter Lagnemark, Björn Nilsson) –
- Stafett 4 x 1500 m: Turebergs IF (Sören Lundin, Jonas Ericsson, Tommy Lundqvist, Björn Nilsson) –
- Höjd: Rune Almén, IF Göta – 210
- Stav: Kjell Isaksson, Österhaninge IF – 5,20
- Längd: Åke Fransson, IK Vikingen – 7,59
- Tresteg: Anders Mossberg, Hässelby SK – 15,79
- Kula: Anders Arrhenius, Stockholms Spårvägars GIF – 19,80
- Diskus: Richard Bruch, KA 2 IF – 58,52
- Slägga: Thommie Sjöholm, KA 2 IF – 63,18
- Spjut: Raimo Pihl, Stockholms Spårvägars GIF – 85,04
- Femkamp: Kenneth Riggberger, KA 2 IF – 3927
- Tiokamp: Kenneth Riggberger, KA 2 IF – 7651
- Mästerskapsstandaret: KA 2 IF

### 1979
Plats: Malmö 10–12 augusti - Maraton i Östhammar 9 september, Tiokamp i Sollentuna 16–17 juni, Femkamp i Stockholm 5 augusti, Stafetter i Hässleholm
- 100 m: Christer Garpenborg, IK Vikingen – 10,45
- 200 m: Lars-Arne Ericsson, KA 2 IF – 21,24
- 400 m: Christer Gullstrand, IFK Helsingborg – 46,84
- 800 m: Håkan Kaneberg, Västerås IK – 1.48,9
- 1500 m: Johnny Kroon, Heleneholms IF – 3.49,5
- 5000 m: Pär Wallin, Stockholms Spårvägars GIF – 13.49,8
- 10000 m: Matts Jansson, Enhörna IF – 29.53,1
- Maraton: Kjell-Erik Ståhl, Hässleholms AIS – 2.16.48
- 110 m häck: Sven Nylander, Varbergs GIF – 14,55
- 400 m häck: Christer Gullstrand, IFK Helsingborg – 49,73
- 3 000 m hinder: Dan Glans, Malmö AI – 8.36,4
- Stafett 4 x 100 m: KA 2 IF (Hans Hansson, Lars-Arne Ericsson, Stefan Nilsson, Anders Ahl) – 40,70
- Stafett 4 x 400 m:
- Stafett 4 x 800 m Turebergs IF (Sören Lundin, Jonas Ericsson, Tommy Lundqvist, Björn Nilsson) –
- Stafett 4 x 1500 m: Turebergs IF (Sören Lundin, Tommy Lundqvist, Jonas Ericsson, Björn Nilsson) –
- Höjd: Jan-Erik Grundberg, Sundbybergs IK – 214
- Stav: Kjell Isaksson, Österhaninge IF – 5,10
- Längd: Åke Fransson, IK Vikingen – 7,52
- Tresteg: Johan Brink, Örgryte IS – 15,92
- Kula: Anders Arrhenius, Stockholms Spårvägars GIF – 18,97
- Diskus: Lars Holmblad, Stockholms Spårvägars GIF – 59,16
- Slägga: Rolf Gustavsson, Kils AIK – 63,00
- Spjut: Kenth Eldebrink, Södertälje IF – 86,92
- Femkamp: Christer Lythell, Hässelby SK – 3777
- Tiokamp: Christer Lythell, Hässelby SK – 7577

### 1980
Plats: Stockholms Stadion 15–17 augusti - Maraton i Kristianopel 8 augusti, Tiokamp i Skövde 23–24 augusti, Femkamp i Uppsala 12 juli
- 100 m: Dan Orbe, IF Göta – 10,54
- 200 m: Dan Orbe, IF Göta – 21,16
- 400 m: Eric Josjö, Turebergs IF – 47,64
- 800 m: Lars-Åke Joelsson, Melleruds IF – 1.50,0
- 1500 m: Björn Nilsson, Turebergs IF – 3.54,4
- 5000 m: Örjan Wallin, Hammarby IF – 14.06,8
- 10000 m: Tommy Persson, Heleneholms IF – 29.21,3
- Maraton: Bo Engwall, Fredrikshofs IF – 2.21.04
- 110 m häck: Rajne Söderberg, SoIK Hellas – 14,47
- 400 m häck: Kenneth Pettersson, IFK Märsta – 51,65
- 3 000 m hinder: Christer Ström, Västerås IK – 8.34,37
- Stafett 4 x 100 m: KA 2 IF (Ingemar Skärvstrand, Lars-Arne Ericsson, Stefan Nilsson, Hans Hansson) – 40,85
- Stafett 4 x 400 m:
- Stafett 4 x 800 m: Malmö AI (Ronny Olsson, Jörgen Larsson, Jan-Arne Nilsson, Gert Möller) – 7.24,22
- Stafett 4 x 1500 m:
- Höjd: Jan From, IFK Göteborg – 212
- Stav: Miro Zalar, KA 2 IF – 5,35
- Längd: Åke Fransson, IK Vikingen – 7,49
- Tresteg: Johan Brink, Örgryte IS – 15,79
- Kula: Hans Almström, Nyköpings BIS – 18,71
- Diskus: Kenth Gardenkrans, Mölndals AIK – 59,68
- Slägga: Thommie Sjöholm, IK Vikingen – 66,38
- Spjut: Lars Henriksson, Söderhamns IF – 79,82
- Femkamp: Christer Lythell, Hässelby SK – 3701
- Tiokamp: Christer Lythell, Hässelby SK – 7510

### 1981
Plats: Skövde 7-9 augusti - 25 km landsväg i Malmö 11 april, 10 000 m på Stockholms stadion 28 maj, Stafett på Slottsskogsvallen 30-31 maj, Maraton i Stockholm 27 juni, Tiokamp i Eskilstuna 22-23 augusti, Femkamp i Värnamo 6 september, Lag-SM i Karlstad 5 september, Terränglöpning i Umeå 27 september. 
- 100 m: Christer Garpenborg,  Stockholms Spårvägars GoIF – 10,60
- 200 m: Eric Josjö, Turebergs IF – 21,09
- 400 m: Per-Ola Olsson, IF VIK-friidrott – 47,53
- 800 m: Gert Möller, Malmö AI – 1.49,40
- 1500 m: Johnny Kroon, Heleneholms IF – 3.46,79
- 5000 m: Mats Erixon, Mölndals AIK – 13.48,89
- 10000 m: Tommy Persson, Heleneholms IF – 29.23,97
- 25 km landsväg: Tommy Persson, Heleneholms IF – 1.16.26
- Maraton: Kjell-Erik Ståhl, Hässleholms AIS – 2.17.04
- 4 km terräng: Lars Ericsson, Mälarhöjdens IK - 11.01,5
- 4 km terräng lag: Hammarby IF (Lars Abrahmsén, Örjan Wallin, Gunnar Wärngård) - 34.22,3
- 12 km terräng: Hans Segerfeldt, Heleneholms IF – 35.46,3
- 12 km terräng lag: Enhörna IF (Hans Nilsson, Matts Jansson, Owe Malmqvist) - 1.49.42,8
- 110 m häck: Rajne Söderberg, SoIK Hellas – 14,79
- 400 m häck: Kenneth Pettersson, IFK Märsta – 51,94
- 3 000 m hinder: Jan Hagelbrand, Melleruds IF – 8.40,04
- Stafett 4 x 100 m: Stockholms Spårvägars GoIF (Christer Garpenborg, Per-Anders Persson, Peter Olin, Kenth Rönn) – 40,84
- Stafett 4 x 400 m: Turebergs IF (Ousman Ndure, Claes Berlin, Leif Åkesson, Eric Josjö) - 3.14,47
- Stafett 4 x 800 m: Malmö AI (Håkan Persson, Eero Kinaret, Ronny Olsson, Gert Möller) – 7.29,67
- Stafett 4 x 1500 m: Turebergs IF (Jonas Ericsson, Tommy Lundqvist, Sören Lundin, Björn Nilsson) - 15.20,60
- Höjd: Patrik Sjöberg, Örgryte IS – 218
- Stav: Miro Zalar, KA 2 IF – 5,30
- Längd: Anders Hoffström, Stockholms Spårvägars GoIF – 7,63
- Tresteg: Tor Broström, IK Tjelvar – 15,46
- Kula: Per Nilsson, Piteå IF – 19,16
- Diskus: Kenth Gardenkrans, Mölndals AIK – 59,76
- Slägga: Kjell Bystedt, IFK Västerås – 65,54
- Spjut: Olavi Kolehmainen, Gefle IF – 81,74
- Femkamp: Christer Lythell, Hässelby SK – 3508
- Tiokamp: Christer Lythell, Hässelby SK – 7560
- Lag-SM: Stockholms Spårvägars GoIF

### 1982
Plats: Piteå 13-15 augusti - Terränglöpning i Norrköping 25 april, Maraton i Stockholm 5 juni, Stafett på Malmö stadion 12-13 juni, 10 000 m och Femkamp i Mora 10 juli, Tiokamp på Stockholms stadion 7-8 augusti, Lag-SM på Malmö stadion 18 september, 25 km landsväg i Landskrona 16 oktober.
- 100 m: Stefan Nilsson, KA 2 IF - 10,63
- 200 m: Eric Josjö, Turebergs IF – 21,29
- 400 m: Eric Josjö, Turebergs IF – 46,91
- 800 m: Klas Göran Nissén, Sundbybergs IK – 1.52,69
- 1500 m: Johnny Kroon, Heleneholms IF – 3.43,37
- 5000 m: Mats Erixon, Mölndals AIK – 13.42,34
- 10000 m: Hans Segerfeldt, Heleneholms IF – 28.57,25
- 25 km landsväg: Mats Erixon, Mölndals AIK – 1.16.35
- Maraton: Kjell-Erik Ståhl, Hässleholms AIS – 2.19.20
- 4 km terräng: Mats Erixon, Mölndals AIK - 12.56,4
- 4 km terräng lag: Hammarby IF (Lars Abrahmsén, Bengt Lundgren, Gunnar Wärngård) - 39.39,7
- 12 km terräng: Hans Segerfeldt, Heleneholms IF – 38.39,9
- 12 km terräng lag: Heleneholms IF (Hans Segerfeldt, Anders Carlsson, Tommy Persson) - 1.59.46,1
- 110 m häck: Conny (Persson) Silfver, Hässelby SK – 14,80
- 400 m häck: Sven Nylander, IF Göta – 49,88
- 3 000 m hinder: Jan Hagelbrand, Melleruds IF – 8.32,37
- Stafett 4 x 100 m: IFK Lund (Thomas Andersson (Kander), Anders Håkansson, Staffan Blomstrand, Lars Sjölin) – 41,19
- Stafett 4 x 400 m: Malmö AI (Mikael Kjell, Ronny Olsson, Jan Wiberg, Gert Möller) - 3.12,63
- Stafett 4 x 800 m: Malmö AI (Eero Kinaret, Håkan Persson, Gert Möller, Ronny Olsson) – 7.27,99
- Stafett 4 x 1500 m: Turebergs IF (Tommy Lundqvist, Stefan Tönners, Sören Lundin, Björn Nilsson) - 15.16,52
- Höjd: Patrik Sjöberg, Örgryte IS – 224
- Stav: Miro Zalar, KA 2 IF – 5,40
- Längd: Anders Hoffström, Stockholms Spårvägars GoIF – 7,61w
- Tresteg: Johan Brink, Örgryte IS – 15,97
- Kula: Anders Jönsson (Skärvstrand), Stockholms Spårvägars GoIF – 19,00
- Diskus: Göran Svensson, Söderhamns IF – 59,02
- Slägga: Kjell Bystedt, IFK Västerås – 66,86
- Spjut: Kenth Eldebrink, Södertälje IF – 85,82
- Femkamp: Conny (Persson) Silfver, Hässelby SK – 3515
- Tiokamp: Conny (Persson) Silfver, Hässelby SK – 7736
- Lag-SM: Stockholms Spårvägars GoIF

### 1983
Plats: Örebro 22-24 juli - Halvmaraton i Enhörna 10 april, Maraton i Stockholm 4 juni, Terränglöpning i Kil 24 april, Stafett i Värnamo 11-12 juni, Lag-SM i Karlstad 2 juli, 10 000 m och Femkamp på Malmö stadion 9 juli, Tiokamp i Södertälje 27-28 augusti. 
- 100 m: Stefan Nilsson, KA 2 IF - 10,60
- 200 m: Dan Orbe, IF Göta – 21,26
- 400 m: Eric Josjö, Turebergs IF – 46,7
- 800 m: Ronny Olsson, Malmö AI – 1.49,76
- 1500 m: Jan Persson, Mälarhöjdens IK – 3.47,49
- 5000 m: Staffan Lundström, Riviera FI – 14.20,46
- 10000 m: Tommy Persson, Heleneholms IF – 29.34,36
- Halvmaraton: Tommy Persson, Heleneholms IF – 1.04.29
- Maraton: Kjell-Erik Ståhl, KA 2 IF – 2.12.49
- 4 km terräng: Lars Ericsson, Mälarhöjdens IK - 11.55,4
- 4 km terräng lag: Malmö AI (Eero Kinaret, Ronny Olsson, Lars-Åke Joelsson) - 37.13,3
- 12 km terräng: Bo Orrsveden, IFK Lidingö – 37.14,9
- 12 km terräng lag: Enhörna IF (Göran Högberg, Matts Jansson, Hans Nilsson) - 1.55.00,8
- 110 m häck: Sven Nylander, IF Göta – 14,20
- 400 m häck: Christer Gullstrand, IFK Helsingborg – 50,77
- 3 000 m hinder: Lars Abrahmsén, Hammarby IF – 8.55,17
- Stafett 4 x 100 m: IF Göta (Torbjörn Watz, Sven Nylander, Dan Orbe, Tommy Johansson (Björnquist)) – 40,62
- Stafett 4 x 400 m: IF Göta (Peter Holm, Dan Orbe, Tommy Johansson (Björnquist), Sven Nylander) – 3.10,9
- Stafett 4 x 800 m: Mälarhöjdens IK (Lars Ederwall, Jan Persson, Juha Moilanen, Dan Karlsson) – 7.22,44
- Stafett 4 x 1500 m: Mälarhöjdens IK (Jan Persson, Lars Ericsson, Antero Rinne, Juha Moilanen) – 15.09,3
- Höjd: Patrik Sjöberg, Örgryte IS – 221
- Stav: Miro Zalar, KA 2 IF – 5,41
- Längd: Björn Johansson, IFK Helsingborg – 7,73
- Tresteg: Claes Rahm, Gefle IF – 16,59w
- Kula: Per Nilsson, Piteå IF – 18,57
- Diskus: Ricky Bruch, IK Diskus – 62,18
- Slägga: Kjell Bystedt, IFK Västerås – 69,98
- Spjut: Olavi Kolehmainen, Gefle IF – 79,42
- Femkamp: Staffan Blomstrand, IFK Lund – 3725
- Tiokamp: Conny (Persson) Silfver, Hässelby SK – 7398
- Lag-SM: IF Göta

### 1984
Plats: Växjö 24-26 augusti - Terränglöpning i Stockholm 29 april, Femkamp i Karlskrona 5 maj, Tiokamp på Stockholms stadion 7-8 juli, Maraton i Stockholm 2 juni, Halvmaraton i Mellerud 13 oktober, Stafett i Huddinge kommun 9-10 juni, Lag-SM i Karlstad 21 juli, 10 000 m på Stockholms stadion 29 september.
- 100 m: Tommy Johansson (Björnquist), IF Göta - 10,52
- 200 m: Tommy Johansson (Björnquist), IF Göta - 21,26
- 400 m: Tommy Johansson (Björnquist), IF Göta – 46,19
- 800 m: Ronny Olsson, Malmö AI – 1.47,84
- 1500 m: Johnny Kroon, Heleneholms IF – 3.45,64
- 5000 m: Mats Erixon, Mölndals AIK – 13.53,33
- 10000 m: Mats Erixon, Mölndals AIK – 28.40,37
- Halvmaraton: Mats Erixon, Mölndals AIK – 1.03.58
- Maraton: Tommy Persson, Heleneholms IF – 2.15.00
- 4 km terräng: Dan Glans, Malmö AI - 11.58,2
- 4 km terräng lag: Malmö AI (Dan Glans, Ronny Olsson, Lars-Åke Joelsson) - 37.08,8
- 12 km terräng: Lars-Erik Nilsson, Kils AIK – 38.02,8
- 12 km terräng lag: Enhörna IF (Hans Segerfeldt, Göran Högberg, Hans Nilsson) - 1.55.57,8
- 110 m häck: Christer Gullstrand, IFK Helsingborg – 14,45
- 400 m häck: Thomas Nyberg, KA 2 IF – 50,47
- 3 000 m hinder: Jan Hagelbrand, Kils AIK – 8.45,85
- Stafett 4 x 100 m: Linköpings GIF (Lars Lindblom, Mikael Ahlin, Michael Norlind, Åke Davidsson) – 41,28
- Stafett 4 x 400 m: Malmö AI (Mikael Kjell, Gert Möller, Jan Wiberg, Ronny Olsson) - 3.12,36
- Stafett 4 x 800 m: Mälarhöjdens IK (Lars Ericsson, Lars Ederwall, Östen Buskas, Juha Moilanen) – 7.30,31
- Stafett 4 x 1500 m: Mälarhöjdens IK (Lars Ederwall, Lars Ericsson, Östen Buskas, Juha Moilanen) – 15.28,86
- Höjd: Patrik Sjöberg, Örgryte IS – 225
- Stav: Miro Zalar, KA 2 IF – 5,30
- Längd: Åke Fransson, IK Vikingen – 7,53
- Tresteg: Thomas Eriksson, Arbrå IK – 16,51w
- Kula: Anders Jönsson (Skärvstrand), Stockholms Spårvägars GoIF – 18,89
- Diskus: Stefan Fernholm, Bellevue IK – 62,76
- Slägga: Kjell Bystedt, IFK Västerås – 65,60
- Spjut: Kenth Eldebrink, Södertälje IF – 83,28
- Femkamp: Roger Thorstensson, Utby IK – 3468
- Tiokamp: Staffan Blomstrand, IFK Lund – 7628
- Lag-SM: IF Göta

### 1985
Plats: Västerås 15-18 augusti - Terränglöpning i Malmö 28 april, Femkamp i Nässjö 27 maj, Tiokamp i Värnamo 13-14 juli, Maraton i Stockholm 1 juni, Halvmaraton i Varberg 19 oktober, Stafett i Ljusdal 6-7 juli, Lag-SM i Karlstad 20 juli.
- 100 m: Per-Ola Olsson, IF VIK-friidrott - 10,56
- 200 m: Eric Josjö, Turebergs IF – 21,29
- 400 m: Eric Josjö, Turebergs IF – 46,83
- 800 m: Johnny Kroon, Heleneholms IF – 1.49,73
- 1500 m: Johnny Kroon, Heleneholms IF – 3.48,38
- 5000 m: Mats Erixon, Mölndals AIK – 14.07,60
- 10000 m: Mats Erixon, Mölndals AIK – 28.55,25
- Halvmaraton: Lars-Erik Nilsson, Kils AIK – 1.04.59
- Maraton: Tommy Persson, Heleneholms IF – 2.17.18
- 4 km terräng: Johnny Kroon, Heleneholms IF - 11.27,7
- 4 km terräng lag: Mölndals AIK (Mats Erixon, Heidar Hilmarsson, Jonas Lundström) - 35.31,9
- 12 km terräng: Lars-Erik Nilsson, Kils AIK – 37.40,5
- 12 km terräng lag: Kils AIK (Lars-Erik Nilsson, Tore Axelsson, Oiva Jussi) - 1.55.26,4
- 110 m häck: Peter Eriksson, IFK Helsingborg – 14,03
- 400 m häck: Peter Eriksson, IFK Helsingborg – 50,07
- 3 000 m hinder: Jan Hagelbrand, Kils AIK – 8.36,63
- Stafett 4 x 100 m: IF Göta (Torbjörn Watz, Sven Nylander, Dan Orbe, Tommy Johansson (Björnquist)) – 40,96
- Stafett 4 x 400 m: Malmö AI (Hans Dahlin, Tomas Avebäck, Jan Wiberg, Lars Sjölin) - 3.11,61
- Stafett 4 x 800 m: Mälarhöjdens IK (Östen Buskas, Juha Moilanen, Lennart Skoog, Dan Karlsson) – 7.24,26
- Stafett 4 x 1500 m: Mölndals AIK (Jonas Lundström, Thomas Melander, Mats Erixon, Heidar Hilmarsson) – 15.18,93
- Höjd: Patrik Sjöberg, Örgryte IS – 226
- Stav: Miro Zalar, KA 2 IF – 5,35
- Längd: Thomas Eriksson, Arbrå IK – 7,52
- Tresteg: Arne Holm, Utby IK – 16,57w
- Kula: Sören Tallhem, UIF Matteus-Pojkarna – 19,65
- Diskus: Göran Bergqvist, Motala AIF – 55,26*
- Slägga: Tore Gustafsson, Mölndals AIK – 72,28
- Spjut: Dag Wennlund, Mariestads AIF – 86,44
- Femkamp: Teddy Jonasson, Rånäs 4H – 3749
- Tiokamp: Sten Ekberg, Nyköpings BIS – 7565
- Lag-SM: IK VIK-friidrott**

*) Lars Sundin vann tävlingen men diskvalificerades i efterhand p g a ett positivt dopingprov den 18/8 1985.

**) IF Göta ursprungligen 1:a, men efter att Göran Svensson (ursprungligen individuell segrare i diskus) diskvalificerats retroaktivt efter ett positivt dopingprov 15/6 1985, tappade laget poängen från diskustävlingen och slutade istället 2:a i lag-tävlingen.

### 1986
Plats: Karlskrona 31 juli - 3 augusti - Terränglöpning i Mölndal 27 april, Maraton i Stockholm 7 juni, Halvmaraton i Karlskoga 18 oktober, Stafett i Nyköping 7-8 juni, Lag-SM på Slottskogsvallen 28 juni, Tiokamp i Huddinge kommun 26-27 juli, Femkamp i Norrtälje 21 september.
- 100 m: Peter Eriksson, IFK Helsingborg – 10,63
- 200 m: Tommy Johansson (Björnquist), IF Göta - 21,22
- 400 m: Tommy Johansson (Björnquist), IF Göta – 46,98
- 800 m: Ronny Olsson, Malmö AI – 1.47,24
- 1500 m: Johnny Kroon, Heleneholms IF – 3.45,73
- 5000 m: Mats Erixon, Mölndals AIK – 13.55,33
- 10000 m: Pär Wallin, Sthlm Spårvägars GoIF – 29.27,74
- Halvmaraton: Lars-Erik Nilsson, Kils AIK – 1.04.38
- Maraton: Kjell-Erik Ståhl, Enhörna IF – 2.12.33
- 4 km terräng: Jan Hagelbrand, Kils AIK – 12.03,9
- 4 km terräng lag: Turebergs IF (Thomas Andersson, Peder Poulsen, Bengt Görtz) - 37.08,5
- 12 km terräng: Lars-Erik Nilsson, Kils AIK – 37.50,8
- 12 km terräng lag: Kils AIK (Lars-Erik Nilsson, Jan Hagelbrand, Tore Axelsson) - 1.56.10,6
- 110 m häck: Peter Eriksson, IFK Helsingborg – 14,00
- 400 m häck: Ulf Sedlacek, Umedalens IF – 50,71
- 3 000 m hinder: Håkan Mattisson, Malmö AI – 8.46,61
- Stafett 4 x 100 m: Malmö AI (Tommy Kvist, Jan Wiberg, Peter Ståhl, Lars Sjölin) – 41,30
- Stafett 4 x 400 m: KA 2 IF (Alexander Vujovic, Magnus Sjövik, Thomas Nyberg, Peter Johansson) - 3.13,78
- Stafett 4 x 800 m: Mälarhöjdens IK (Lars Ederwall, Juha Moilanen, Lennart Skoog, Östen Buskas) – 7.20,23
- Stafett 4 x 1500 m: Mälarhöjdens IK (Lars Ederwall, Juha Moilanen, Lennart Skoog, Östen Buskas) – 15.38,75
- Höjd: Patrik Sjöberg, Örgryte IS – 230
- Stav: Miro Zalar, KA 2 IF – 5,51
- Längd: Anders Hoffström, Stockholms Spårvägars GoIF – 7,74
- Tresteg: Claes Rahm, Gefle IF – 16,50
- Kula: Anders Skärvstrand, Stockholms Spårvägars GoIF – 18,44
- Diskus: Göran Bergqvist, Motala AIF – 58,28
- Slägga: Tore Gustafsson, Mölndals AIK – 74,06
- Spjut: Dag Wennlund, Mariestads AIF – 81,86
- Femkamp: Fredrik Ahlström, IFK Växjö – 3682
- Tiokamp: Mikael Olander, Upsala IF – 7669
- Lag-SM: Stockholms Spårvägars GoIF

### 1987
Plats: Gävle 30 juli - 2 augusti - Terränglöpning i Södertälje 26 april, Maraton i Stockholm 30 maj, Halvmaraton i Västervik 11 juli, Stafett i Linköping 13-14 juni, Lag-SM på Malmö stadion 7 juli, Tiokamp i Växjö 25-26 juli, Femkamp i Värnamo 9 augusti.
- 100 m: Robert Nilsson, SoIK Hellas – 10,70
- 200 m: Robert Nilsson, SoIK Hellas – 21,41
- 400 m: Moses Kyeswa, IFK Växjö - 45,79
- 800 m: Martin Enholm, IFK Lidingö – 1.51,46
- 1500 m: Johnny Kroon, Malmö AI – 3.45,95
- 5000 m: Jonny Danielsson, Kvarnsvedens GoIF – 13.34,05
- 10000 m: Mats Erixon, Mölndals AIK – 28.53,65
- Halvmaraton: Håkan Börjesson, IF Hagen – 1.05.06
- Maraton: Göran Högberg, Enhörna IF – 2.13.59
- 4 km terräng: Jonny Danielsson, Kvarnsvedens GoIF – 12.00
- 4 km terräng lag: Hammarby IF (Lars-Erik Persson, Lars Abrahmsén, Per Olof Jacobson) - 37.09
- 12 km terräng: Lars-Erik Nilsson, Kils AIK – 38.08
- 12 km terräng lag: Enhörna IF (Göran Högberg, Leif Claesson, Mikael Hill) - 1.57.58
- 110 m häck: Ulf Söderman, IK Hakarpspojkarna – 13,97
- 400 m häck: Sven Nylander, IF Göta – 49,26
- 3 000 m hinder: Jonas Lundström, Mölndals AIK – 8.42,13
- Stafett 4 x 100 m: KA 2 IF (Stefan H. Nilsson, Johan Melin, Ingemar Skärvstrand, Martin Körling) – 41,07
- Stafett 4 x 400 m: Turebergs IF (Anders Tapper, Paul Aicardi, Per Olhans, Eric Josjö) - 3.13,43
- Stafett 4 x 800 m: Malmö AI (Håkan Persson, Gert Möller, Anders Nyberg, Johnny Kroon) – 7.22,87
- Stafett 4 x 1500 m: Malmö AI (Gert Möller, Anders Nyberg, Håkan Persson, Johnny Kroon) – 15.30,23
- Höjd: Patrik Sjöberg, Örgryte IS – 218
- Stav: Gunnar Ageskär, IFK Växjö – 5,15
- Längd: Anders Hoffström, Stockholms Spårvägars GoIF – 7,69w
- Tresteg: Tord Henriksson, Malmö AI – 16,11
- Kula: Lars Sundin, IFK Mora – 19,05
- Diskus: Lars Sundin, IFK Mora – 62,22
- Slägga: Kjell Bystedt, IK VIK-friidrott – 74,26
- Spjut: Peter Borglund, Gefle IF – 80,30
- Femkamp: Mikael Olander, Upsala IF – 3887
- Tiokamp: Sten Ekberg, Nyköpings BIS – 7805
- Lag-SM: Stockholms Spårvägars GoIF

### 1988
Plats: Eskilstuna 11-14 augusti - Terränglöpning i Värnamo 24 april, Maraton i Stockholm 4 juni, Halvmaraton i Östnor 16 juli, Stafett i Sollentuna kommun 11-12 juni, Lag-SM i Sollentuna kommun 9 juli, Tiokamp i Linköping 27-28 augusti.
- 100 m: Thomas Leandersson, Malmö AI - 10,73
- 200 m: Eric Josjö, Turebergs IF – 21,05
- 400 m: Moses Kyeswa, Malmö AI - 46,26
- 800 m: Martin Enholm, IFK Lidingö – 1.49,98
- 1500 m: Östen Buskas, Mälarhöjdens IK – 3.46,11
- 5000 m: Mats Erixon, Mölndals AIK – 13.47,68
- 10000 m: Lars-Erik Nilsson, Enhörna IF – 28.58,70
- Halvmaraton: Håkan Börjesson, IF Hagen – 1.03.38
- Maraton: Sören Hellmark, IF Kville – 2.16.41
- 4 km terräng: Patric Nilsson, KA 2 IF – 11.48
- 4 km terräng lag: Stockholms Spårvägars GoIF (Örjan Hemström, Ronny Andersson, Mikael Eriksson) - 37.01
- 12 km terräng: Lars-Erik Nilsson, Enhörna IF – 37.05
- 12 km terräng lag: Enhörna IF (Lars-Erik Nilsson, Jan Hagelbrand, Joakim Ronsten) - 1.53.29
- 110 m häck: Ulf Söderman, Malmö AI – 13,88
- 400 m häck: Thomas Nyberg, KA 2 IF – 50,08
- 3 000 m hinder: Patric Nilsson, KA 2 IF – 8.37,00
- Stafett 4 x 100 m: Malmö AI (Thomas Leandersson, Tomas Avebäck, Lars Hedner, Moses Kyeswa) – 40,50
- Stafett 4 x 400 m: Malmö AI (Jeffrey Yale, Tomas Avebäck, Niklas Eriksson, Moses Kyeswa) – 3.09,09
- Stafett 4 x 800 m: Malmö AI (Anders Nyberg, Joakim Strandberg, Johnny Kroon, Ronny Olsson) – 7.21,01
- Stafett 4 x 1500 m: Malmö AI (Anders Nyberg, Ronny Olsson, Håkan Mattisson, Johnny Kroon) – 15.09,38
- Höjd: Mats Kollbrink, Hässelby SK – 217
- Stav: Miro Zalar, KA 2 IF – 5,40
- Längd: Peter Widén, IFK Växjö – 7,39
- Tresteg: Håkan Malmberg, Utby IK – 15,50
- Kula: Lars Sundin, IFK Mora – 18,66
- Diskus: Lars Sundin, IFK Mora – 62,58
- Slägga: Tore Gustafsson, Mölndals AIK – 75,52
- Spjut: Peter Borglund, Gefle IF – 78,78
- Tiokamp: Bengt Järlsjö, Hässelby SK – 7422
- Lag-SM: Turebergs IF

### 1989
Plats: Borås 28-30 juli - Terränglöpning i Helsingborg 23 april, Maraton i Stockholm 3 juni, Halvmaraton i Eskilstuna 8 juli, Stafett på Malmö stadion 10-11 juni, Lag-SM på Slottskogsvallen 6 juli, Tiokamp i Halmstad 26-27 augusti.
- 100 m: Marty Krulee, Malmö AI - 10,31w
- 200 m: Marty Krulee, Malmö AI - 21,11
- 400 m: Moses Kyeswa, Malmö AI - 46,49
- 800 m: Martin Enholm, IFK Lidingö – 1.49,65
- 1500 m: Östen Buskas, Mälarhöjdens IK – 3.45,25
- 5000 m: Jonny Danielsson, Kvarnsvedens GoIF – 13.35,23
- 10000 m: Mats Erixon, Mölndals AIK – 29.11,70
- Halvmaraton: Håkan Börjesson, IF Hagen – 1.06.24
- Maraton: Kjell-Erik Ståhl, Enhörna IF – 2.15.07
- 4 km terräng: Jonny Danielsson, Kvarnsvedens GoIF – 12.04
- 4 km terräng lag: Kvarnsvedens GoIF (Jonny Danielsson, Håkan Eriksson, Pekka Anderman) - 37.01
- 12 km terräng: Lars-Erik Nilsson, Enhörna IF – 38.42
- 12 km terräng lag: Enhörna IF (Lars-Erik Nilsson, Joakim Ronsten, Lennart Klingberg) - 1.59.44
- 110 m häck: Peter Eriksson, KA 2 IF – 13,96
- 400 m häck: Niklas Wallenlind, Mölndals AIK – 50,49
- 3 000 m hinder: Patric Nilsson, KA 2 IF – 8.40,84
- Stafett 4 x 100 m: Malmö AI (Thomas Leandersson, Niklas Eriksson, Torbjörn Mårtensson, Marty Krulee) – 40,67
- Stafett 4 x 400 m: KA 2 IF (Marko Granat, Peter Eriksson, Thomas Nyberg, Patrik Johansson) - 3.10,26
- Stafett 4 x 800 m: Mälarhöjdens IK (Lennart Skoog, Juha Moilanen, Östen Buskas, Kenneth Stockling) – 7.23,17
- Stafett 4 x 1500 m: Malmö AI (Håkan Mattisson, Peter Fallenius, Anders Nyberg, Ronny Olsson) – 15.33,12
- Höjd: Patrik Sjöberg, Örgryte IS – 223
- Stav: Peter Widén, IFK Växjö – 5,40
- Längd: Thomas Eriksson, Turebergs IF – 7,65
- Tresteg: Tord Henriksson, Malmö AI – 16,67
- Kula: Sören Tallhem, Södertörns FF – 18,53
- Diskus: Stefan Fernholm, IK Tiwaz – 59,88
- Slägga: Tore Gustafsson, Mölndals AIK – 78,70
- Spjut: Peter Borglund, Gefle IF – 81,14
- Tiokamp: Henrik Dagård, Hässelby SK – 7884
- Lag-SM: KA 2 IF

### 1990
Plats: Karlstad 3-5 augusti - Terränglöpning på Lidingö 22 april, Maraton i Stockholm 2 juni, Halvmaraton i Skellefteå 14 juli, Stafett i Gävle 9-10 juni, Lag-SM i Sollentuna kommun 11 juli, Tiokamp i Värnamo 28-29 juli.
- 100 m: Marty Krulee, Malmö AI - 10,48w
- 200 m: Torbjörn Eriksson, Falu IK - 20,95w
- 400 m: Niklas Wallenlind, Mölndals AIK - 46,75
- 800 m: Martin Enholm, IFK Lidingö – 1.48,89
- 1500 m: Peter Koskenkorva, IF Göta – 3.45,68
- 5000 m: Jonny Danielsson, Kvarnsvedens GoIF – 13.53,48
- 10000 m: Mats Erixon, Mölndals AIK – 29.42,31
- Halvmaraton: Håkan Börjesson, IF Hagen – 1.04.16
- Maraton: Åke Eriksson, Hässelby SK – 2.15.38
- 4 km terräng: Jonny Danielsson, Kvarnsvedens GoIF – 11.19
- 4 km terräng lag: IF Göta (Peter Koskenkorva, Peter Olsson, Lennart Beckman) - 35.00
- 12 km terräng: Örjan Hemström, Sthlm Spårvägars GoIF – 37.07
- 12 km terräng lag: Stockholms Spårvägars GoIF (Örjan Hemström, Pär Wallin, Benny Nilsson) – 1.54.41
- 110 m häck: Claes Albihn, Sthlms Spårvägars GoIF – 14,10
- 400 m häck: Sven Nylander, IF Göta – 49,95
- 3 000 m hinder: Jonas Lundström, Mölndals AIK – 8.37,84
- Stafett 4 x 100 m: Malmö AI (Torbjörn Mårtensson, Lars Hedner, Marty Krulee, Niklas Eriksson) – 40,34
- Stafett 4 x 400 m: Malmö AI (Mikael Wennolf, Roger Kroon, Niklas Eriksson, Moses Kyeswa) – 3.14,96
- Stafett 4 x 800 m: Mälarhöjdens IK (Juha Moilanen, Lennart Skoog, Kenneth Stockling, Östen Buskas) – 7.21,0
- Stafett 4 x 1500 m: Mälarhöjdens IK (Jan Persson, Juha Moilanen, Lars Ericsson, Östen Buskas) – 15.21,56
- Höjd: Thomas Eriksson, Turebergs IF – 225
- Stav: Patrik Johansson (Stenlund), Västerås FI – 5,30
- Längd: Thomas Eriksson, Turebergs IF – 7,67
- Tresteg: Tord Henriksson, Malmö AI – 17,05w
- Kula: Henrik Wennberg, KA 2 IF – 18,04
- Diskus: Stefan Fernholm, Västerås FI – 62,68
- Slägga: Tore Gustafsson, Mölndals AIK – 76,92
- Spjut: Peter Borglund, Gefle IF – 82,90
- Tiokamp: Sten Ekberg, Heleneholms IF – 8015
- Lag-SM: Stockholms Spårvägars GoIF

### 1991
Plats: Helsingborg 26-28 juli - Terränglöpning i Skövde 28 april, Maraton i Stockholm 1 juni, Halvmaraton i Vara kommun 29 juni, Stafett i Norrtälje 8-9 juni, Lag-SM i Sollentuna kommun 10 juli, Tiokamp i Lidingö 20-21 juli.
- 100 m: Marty Krulee, Malmö AI - 10,46w
- 200 m: Marty Krulee, Malmö AI - 21,07w
- 400 m: Niklas Wallenlind, Mölndals AIK - 47,07
- 800 m: Kenneth Tholén, Ununge IF – 1.48,29
- 1500 m: Mikael Svensson, Riviera FI – 3.47,34
- 5000 m: Jonny Danielsson, Kvarnsvedens GoIF – 13.41,57
- 10000 m: Mats Erixon, Mölndals AIK – 29.35,15
- Halvmaraton: Åke Eriksson, Hässelby SK – 1.05.09
- Maraton: Åke Eriksson, Hässelby SK – 2.12.38
- 4 km terräng: Peter Koskenkorva, IF Göta – 12.13
- 4 km terräng lag: IF Göta (Peter Koskenkorva, Mikael Eriksson, Peter Olsson) - 37.34
- 12 km terräng: Mats Erixon, Mölndals AIK – 38.25
- 12 km terräng lag: Hässelby SK (Åke Eriksson, Walter af Donner, Johan Engholm) – 1.56.21
- 110 m häck: Niklas Eriksson, Malmö AI – 13,94
- 400 m häck: Peter Eriksson, KA 2 IF – 50,59
- 3 000 m hinder: Andreas Ahl, Malmö AI – 8.41,41
- Stafett 4 x 100 m: Malmö AI (Torbjörn Mårtensson, Marty Krulee, Lars Hedner, Thomas Leandersson) – 39,94
- Stafett 4 x 400 m: Malmö AI (Marty Krulee, Lars Hedner, Sven Nylander, Moses Kyeswa) – 3.12,02
- Stafett 4 x 800 m: Malmö AI (Jörgen Zaki, Anders Nyberg, Bengt Pettersson, Torbjörn Johansson) – 7.25,36
- Stafett 4 x 1500 m: Malmö AI (Anders Nyberg, Lars Hagdahl, Andreas Ahl, Torbjörn Johansson) – 15.22,58
- Höjd: Thomas Eriksson, Turebergs IF – 218
- Stav: Peter Widén, IFK Växjö – 5,55
- Längd: Mattias Sunneborn, Malmö AI – 8,16w
- Tresteg: Tord Henriksson, Malmö AI – 17,05w
- Kula: Sören Tallhem, Sthlms Spårvägars GoIF – 19,86
- Diskus: Stefan Fernholm, Västerås FI – 60,46
- Slägga: Kjell Bystedt, Västerås FI – 75,86
- Spjut: Dag Wennlund, Mariestads AIF – 85,52
- Tiokamp: Sten Ekberg, Heleneholms IF – 7610
- Lag-SM: Hässelby SK

### 1992
Plats: Umeå 14-16 augusti - Terränglöpning i Karlskrona 26 april, Maraton i Stockholm 30 maj, Halvmaraton i Västervik 27 juni, Stafett i Karlshamn 13-14 juni, Tiokamp i Värnamo 4-5 juli, Lag-SM på Malmö stadion 9 juli.
- 100 m: Thomas Leandersson, Malmö AI - 10,48
- 200 m: Torbjörn Eriksson, Falu IK - 20,70w
- 400 m: Niklas Wallenlind, Mölndals AIK - 46,37
- 800 m: Martin Enholm, IFK Lidingö – 1.51,17
- 1500 m: Patrik Johansson, IFK Växjö – 3.41,15
- 5000 m: Jonny Danielsson, Kvarnsvedens GoIF – 13.58,77
- 10000 m: Kari Niemelä, Västerås FI – 29.29,80
- Halvmaraton: Walter af Donner, Hässelby SK – 1.06.24
- Maraton: Carl-Johan Olofsgård, Södra Vi IF – 2.22.39
- 4 km terräng: Jonny Danielsson, Kvarnsvedens GoIF – 12.05
- 4 km terräng lag: Mölndals AIK (Claes Nyberg, Jonas Lundström, Erik Lindblom) - 37.02
- 12 km terräng: Magnus Bergman, Upsala IF – 38.02
- 12 km terräng lag: Stockholms Spårvägars GoIF (Örjan Hemström, Erik Forsgren, Mehmet Abbeholm) – 1.56.21
- 110 m häck: Niklas Eriksson, Malmö AI – 14,11
- 400 m häck: Sven Nylander, Malmö AI – 50,64
- 3 000 m hinder: Thomas Sparr, IFK Mora – 8.43,64
- Stafett 4 x 100 m: Malmö AI (Torbjörn Mårtensson, Niklas Eriksson, Lars Hedner, Thomas Leandersson) – 39,86
- Stafett 4 x 400 m: Malmö AI (Jakob Andersson, Bengt Pettersson, Sven Nylander, Niklas Eriksson) – 3.11,68
- Stafett 4 x 800 m: Gefle IF (Lars Norberg, Lars Norling, Tomas Lindström, Niclas Norling) – 7.24,98
- Stafett 4 x 1500 m: Mälarhöjdens IK (Juha Moilanen, Jan Jonsson, Peter Koskenkorva, Östen Buskas) – 15.20,91
- Höjd: Patrick Thavelin, Umedalens IF – 214
- Stav: Carl-Johan Alm, Sthlms Spårvägars FI – 5,18
- Längd: Mattias Sunneborn, Malmö AI – 7,72
- Tresteg: Arne Holm, Ullevi FK – 16,38
- Kula: Sören Tallhem, Sthlms Spårvägars GoIF – 19,63
- Diskus: Lars Sundin, IFK Mora – 59,32
- Slägga: Tore Gustafsson, Mölndals AIK – 73,44
- Spjut: Patrik Bodén, IF Göta – 80,24
- Tiokamp: Sten Ekberg, Heleneholms IF – 8246
- Lag-SM: Stockholms Spårvägars FI

### 1993
Plats: Borlänge 23-25 juli - Terränglöpning i Karlstad 25 april, Halvmaraton i Södertälje 8 maj, Maraton i Stockholm 5 juni, Stafett i Uppsala 19-20 juni, Lag-SM i Växjö 14 juli, Tiokamp på Stockholms stadion 4-5 september.
- 100 m: Peter Karlsson, Alingsås IF – 10,48
- 200 m: Torbjörn Eriksson, Sundsvalls FI - 20,66
- 400 m: Marko Granat, Turebergs IF - 46,74
- 800 m: Martin Enholm, IFK Lidingö – 1.47,92
- 1500 m: Joakim Hennings, Upsala IF – 3.45,08
- 5000 m: Jonny Danielsson, Kvarnsvedens GoIF – 13.48,99
- 10000 m: Jonny Danielsson, Kvarnsvedens GoIF – 28.42,00
- Halvmaraton: Jonny Danielsson, Kvarnsvedens GoIF – 1.05.22
- Maraton: Jörgen Mårtensson, Enhörna IF – 2.19.01
- 4 km terräng: Peter Koskenkorva, Mälarhöjdens IK – 12.25
- 4 km terräng lag: Mälarhöjdens IK (Peter Koskenkorva, Östen Buskas, Jan Jonsson) - 37.37
- 12 km terräng: Jonny Danielsson, Kvarnsvedens GoIF – 39.24
- 12 km terräng lag: Hässelby SK (Walter af Donner, Åke Eriksson, Simon Gutierrez) – 2.00.47
- 110 m häck: Niklas Eriksson, Malmö AI – 14,25
- 400 m häck: Niklas Wallenlind, Mölndals AIK – 49,79
- 3 000 m hinder: Andreas Ahl, Malmö AI – 8.45,91
- Stafett 4 x 100 m: Malmö AI (Mattias Sunneborn, Niklas Eriksson, Lars Hedner, Thomas Leandersson) – 39,73
- Stafett 4 x 400 m: Turebergs IF (Håkan Hirengen, Marko Granat, Anders Holmer, Mikael Ekman) - 3.12,04
- Stafett 4 x 800 m: Malmö AI (Rickard Andersson, Johan Boakes, Bengt Pettersson, Torbjörn Johansson) – 7.26,49
- Stafett 4 x 1500 m: Mälarhöjdens IK (Mikael Svensson, Östen Buskas, Jan Jonsson, Peter Koskenkorva) – 15.17,85
- Höjd: Patrick Thavelin, Umedalens IF – 220
- Stav: Patrik Stenlund, KA 2 IF – 5,40
- Längd: Mattias Sunneborn, Malmö AI – 7,89
- Tresteg: Tord Henriksson, Malmö AI – 16,52
- Kula: Kent Larsson, Spårvägens FK – 20,03
- Diskus: Dag Solhaug, IF Göta – 59,78
- Slägga: Tore Gustafsson, Mölndals AIK – 70,50
- Spjut: Patrik Bodén, IF Göta – 81,84
- Tiokamp: Glenn Håkansson, Heleneholms IF – 7415
- Lag-SM: Turebergs IF

### 1994
Plats: Göteborg 29-31 juli - Terränglöpning i Kristianstad 24 april, Halvmaraton i Vännäs 14 maj, Maraton i Stockholm 4 juni, Stafett i Uddevalla 18-19 juni, Lag-SM i Karlstad 7 juli, Tiokamp i Värnamo 23-24 juli.
- 100 m: Peter Karlsson, Alingsås IF – 10,32
- 200 m: Lars Hedner, Malmö AI – 20,82
- 400 m: Marko Granat, Turebergs IF - 47,03
- 800 m: Torbjörn Johansson, Malmö AI – 1.48,08
- 1500 m: Peter Koskenkorva, Mälarhöjdens IK – 3.46,54
- 5000 m: Claes Nyberg, Mölndals AIK – 14.14,55
- 10000 m: Kari Niemelä, Västerås FK – 29.36,99
- Halvmaraton: Magnus Bergman, Ork LK – 1.04.56
- Maraton: Anders Szalkai, Spårvägens FK – 2.16.02
- 4 km terräng: Andreas Ahl, Mälarhöjdens IK – 11.40
- 4 km terräng lag: IF Göta (Stefan Wagnsson, Mikael Eriksson, Torbjörn Wahlström) - 36.04
- 12 km terräng: Walter af Donner, Hässelby SK – 37.02
- 12 km terräng lag: Spårvägens FK (Idris Ibrahim, Mustapha Nadour, Toby Tanser) – 1.53.14
- 110 m häck: Niklas Eriksson, Malmö AI – 13,81
- 400 m häck: Marko Granat, Turebergs IF – 50,22
- 3 000 m hinder: Magnus Bengtsson, Ork LK – 8.46.22
- Stafett 4 x 100 m: Malmö AI (Mikael Wennolf, Matias Ghansah, Lars Hedner, Thomas Leandersson) – 39,35
- Stafett 4 x 400 m: Malmö AI (Torbjörn Johansson, Bengt Pettersson, Sven Nylander, Niklas Eriksson) – 3.10,49
- Stafett 4 x 800 m: Malmö AI (Fredrik Lundh, Tobias Andersson, Bengt Pettersson, Torbjörn Johansson) – 7.27,82
- Stafett 4 x 1500 m: Mälarhöjdens IK (Joakim Nilsson, Andreas Ahl, Peter Koskenkorva, Jan Jonsson) – 15.30,78
- Höjd: Patrick Thavelin, Spårvägens FK – 217
- Stav: Peter Widén, IFK Växjö – 5,52
- Längd: Mattias Sunneborn, Malmö AI – 7,94w
- Tresteg: Arne Holm, Ullevi FK – 16,90
- Kula: Sören Tallhem, Spårvägens FK – 18,88
- Diskus: Kristian Pettersson, IFK Växjö – 59,60
- Slägga: Tore Gustafsson, Mölndals AIK – 73,52
- Spjut: Patrik Bodén, IF Göta – 86,24
- Tiokamp: Einar Cronstedt, Heleneholms IF – 7267
- Lag-SM: Spårvägens FK

### 1995
Plats: Sollentuna kommun 21-23 juli - Terränglöpning i Eksjö 23 april, Halvmaraton i Göteborg 13 maj, Maraton i Stockholm 10 juni, Stafett i Gävle 17-18 juni, Tiokamp i Lidingö 29-30 juli, Lag-SM på Stockholms stadion 15 augusti.
- 100 m: Matias Ghansah, Malmö AI – 10,32
- 200 m: Lars Hedner, Malmö AI – 21,03
- 400 m: Johan Lannefors, Västerås FK - 47,17
- 800 m: Martin Enholm, IFK Lidingö – 1.49,26
- 1500 m: Patrik Johansson, Spårvägens FK – 3.45,86
- 5000 m: Bjarne Thysell, Ärla IF – 14.10,28
- 10000 m: Claes Nyberg, Mölndals AIK – 29.46,50
- Halvmaraton: Åke Eriksson, Hässelby SK – 1.04.19
- Maraton: Åke Eriksson, Hässelby SK – 2.14.29
- 4 km terräng: Bjarne Thysell, Ärla IF – 12.06
- 4 km terräng lag: Hässelby SK (Peter Koskenkorva, Andreas Ahl, Thomas Nyberger) - 37.58
- 12 km terräng: Claes Nyberg, Mölndals AIK – 38.44
- 12 km terräng lag: Spårvägens FK (Mustapha Nadour, Idris Ibrahim, Toby Tanser) – 1.59.28
- 110 m häck: Claes Albihn, Spårvägens FK – 13,61
- 400 m häck: Niklas Wallenlind, Mölndals AIK – 49,68
- 3 000 m hinder: Jonny Petrén, Spårvägens FK – 8.48,67
- Stafett 4 x 100 m: Hässelby SK (Peter Lundqvist, Henrik Dagård, Patric Storm, Mikael Lindén) – 40,94
- Stafett 4 x 400 m: Turebergs FK (Anders Wiberg, Mikael Ekman, Jörgen Hellman, Marko Granat) - 3.14,85
- Stafett 4 x 800 m: IFK Lidingö (Jonas Brodén, John Norling, Niclas Norling, Martin Enholm) – 7.29,02
- Stafett 4 x 1500 m: Spårvägens FK (Peter Carlsson, Per Synnerman, Jonny Petrén, Johnny Jönsson) – 15.36,96
- Höjd: Staffan Strand, Väsby IK – 222
- Stav: Carl-Johan Alm, Spårvägens FK – 5,36
- Längd: Mattias Sunneborn, Malmö AI – 7,98
- Tresteg: Tord Henriksson, Mälarhöjdens IK – 16,43
- Kula: Kent Larsson, Spårvägens FK – 18,82
- Diskus: Kristian Pettersson, Ullevi FK – 61,82
- Slägga: Tore Gustafsson, Rånäs 4H – 77,82
- Spjut: Patrik Bodén, IF Göta – 77,58
- Tiokamp: Robert Wärff, Heleneholms IF – 7817
- Lag-SM: Spårvägens FK

### 1996
Plats: Karlskrona 9-11 augusti - Terränglöpning i Handen 28 april, Halvmaraton i Stockholm 7 september, Maraton i Stockholm 1 juni, Stafett i Huddinge kommun 8-9 juni, Lag-SM i Karlstad 14 augusti, Tiokamp i Värnamo 17-18 augusti.
- 100 m: Peter Karlsson, Alingsås IF – 10,38
- 200 m: Lars Hedner, Malmö AI – 20,90
- 400 m: Rikard Rasmusson, Heleneholms IF - 46,91
- 800 m: Martin Enholm, IFK Lidingö – 1.50,29
- 1500 m: Patrik Johansson, Spårvägens FK – 3.57,42
- 5000 m: Claes Nyberg, Mölndals AIK – 14.14,77
- 10000 m: Bjarne Thysell, Ärla IF – 29.22,86
- Halvmaraton: Kent Claesson, Skillingaryds FK – 1.05.11
- Maraton: Anders Szalkai, Spårvägens FK – 2.15.53
- 4 km terräng: Claes Nyberg, Mölndals AIK – 11.39
- 4 km terräng lag: Mölndals AIK (Claes Nyberg, Johan Swärdh, Nicolaus Fager) - 35.37
- 12 km terräng: Idris Ibrahim, Spårvägens FK – 37.55
- 12 km terräng lag: Hässelby SK (Walter af Donner, Ulf Olsson, Åke Eriksson) – 1.55.52
- 110 m häck: Claes Albihn, Spårvägens FK – 13,83
- 400 m häck: Niklas Eriksson, Malmö AI – 50,50
- 3 000 m hinder: Johan Swärdh, Mölndals AIK – 8.46,02
- Stafett 4 x 100 m: KA 2 IF (Björn Wickell, Patrik Strenius, Johan Melin, Fredrik Elofsson) – 40,43
- Stafett 4 x 400 m: Malmö AI (Jimisola Laursen, Tobias Andersson, Sven Nylander, Niklas Eriksson) – 3.09,33
- Stafett 4 x 800 m: Malmö AI (Tobias Andersson, Joel Johansson, Torbjörn Johansson, Jörgen Zaki) – 7.19,44
- Stafett 4 x 1500 m: Spårvägens FK (Johnny Jönsson, Patrik Johansson, Jonny Petrén, Per Synnerman) – 15.28,00
- Höjd: Staffan Strand, Väsby IK – 226
- Stav: Peter Widén, IFK Växjö – 5,47
- Längd: Mattias Sunneborn, IFK Lidingö – 8,03w
- Tresteg: Claes Rahm, Gefle IF – 16,44w
- Kula: Andreas Gustafsson, IF Hagen – 19,25
- Diskus: Kristian Pettersson, Ullevi FK – 58,42
- Slägga: Per Karlsson, IFK Växjö – 70,10
- Spjut: Peter Borglund, Gefle IF – 74,30
- Tiokamp: Robert Wärff, Heleneholms IF – 7696
- Lag-SM: Turebergs FK

### 1997
Plats: Sundsvall 18-20 juli - Terränglöpning i Göteborg 27 april, Halvmaraton i Mölndal-Kungsbacka 8 maj, Maraton i Stockholm 7 juni, Stafett i Kalmar 14-15 juni, Lag-SM i Sollentuna kommun 2 juli, Tiokamp i Växjö 26-27 juli.
- 100 m: Torbjörn Mårtensson, Malmö AI - 10,39
- 200 m: Torbjörn Eriksson, Sundsvalls FI - 20,92
- 400 m: Johan Lannefors, Västerås FK - 46,56
- 800 m: Rizak Dirshe, Hälle IF – 1.49,98
- 1500 m: Patrik Johansson, Spårvägens FK – 3.45,19
- 5000 m: Kent Claesson, Skillingaryds FK – 14.13,72
- 10000 m: Alfred Shemweta, Flemingsbergs SK – 29.08,03
- Halvmaraton: Åke Eriksson, Hässelby SK – 1.04.40
- Maraton: Anders Szalkai, Spårvägens FK – 2.19.17
- 4 km terräng: Claes Nyberg, Mölndals AIK – 11.27
- 4 km terräng lag: Mölndals AIK (Claes Nyberg, Johan Swärdh, Jonas Hagelin) - 35.28
- 12 km terräng: Peter Koskenkorva, Hässelby SK – 36.46
- 12 km terräng lag: Hässelby SK (Peter Koskenkorva, Åke Eriksson, Ulf Olsson) – 1.52.46
- 110 m häck: Robert Kronberg, IF Kville – 13,67
- 400 m häck: Niklas Wallenlind, Mölndals AIK – 50,09
- 3 000 m hinder: Ahmed Mohamed, Hälle IF – 8.52,44
- Stafett 4 x 100 m: Malmö AI (Mikael Wennolf, Niklas Eriksson, Lars Hedner, Torbjörn Mårtensson) – 40,06
- Stafett 4 x 400 m: Malmö AI (Magnus Hansson, Tobias Andersson, Jimisola Laursen, Niklas Eriksson) – 3.09,34
- Stafett 4 x 800 m: Malmö AI (Tobias Andersson, Torbjörn Johansson, Joel Johansson, Jörgen Zaki) – 7.27,09
- Stafett 4 x 1500 m: Spårvägens FK (Frewengel Habtom, Per Synnerman, Johnny Jönsson, Patrik Johansson) – 15.35,01
- Höjd: Staffan Strand, Hässelby SK – 226
- Stav: Martin Eriksson, Hässelby SK – 5,50
- Längd: Mattias Sunneborn, IFK Lidingö – 8,18w
- Tresteg: Conny Malm, Ullevi FK – 16,31w
- Kula: Sören Tallhem, Spårvägens FK – 19,00
- Diskus: Mattias Borrman, Västerås FK – 59,66
- Slägga: Per Karlsson, IFK Växjö – 71,84
- Spjut: Patrik Bodén, IF Göta – 84,66
- Tiokamp: Michael Hoffer, IFK Lidingö – 7789
- Lag-SM: Spårvägens FK

### 1998
Se Svenska mästerskapen i friidrott 1998.

### 1999
Se Svenska mästerskapen i friidrott 1999.

### 2000
Se Svenska mästerskapen i friidrott 2000.

### 2001
Se Svenska mästerskapen i friidrott 2001.

### 2002
Se Svenska mästerskapen i friidrott 2002.

### 2003
Se Svenska mästerskapen i friidrott 2003.

### 2004
Se Svenska mästerskapen i friidrott 2004.

### 2005
Se Svenska mästerskapen i friidrott 2005.

### 2006
Se Svenska mästerskapen i friidrott 2006.

### 2007
Se Svenska mästerskapen i friidrott 2007.

### 2008
Se Svenska mästerskapen i friidrott 2008.

### 2009
Se Svenska mästerskapen i friidrott 2009.

### 2010
Se Svenska mästerskapen i friidrott 2010.

### 2011
Se Svenska mästerskapen i friidrott 2011.

### 2012
Se Svenska mästerskapen i friidrott 2012.

### 2013
Se Svenska mästerskapen i friidrott 2013.

### 2014
Se Svenska mästerskapen i friidrott 2014.

### 2015
Se Svenska mästerskapen i friidrott 2015.

### 2016
Se Svenska mästerskapen i friidrott 2016.

### 2017
Se Svenska mästerskapen i friidrott 2017.

### 2018
Se Svenska mästerskapen i friidrott 2018.

### 2019
Se Svenska mästerskapen i friidrott 2019.

### 2020
Se Svenska mästerskapen i friidrott 2020.

### 2021
Se Svenska mästerskapen i friidrott 2021.

### 2022
Se Svenska mästerskapen i friidrott 2022.

### 2023
Se Svenska mästerskapen i friidrott 2023.

## Svenska mästare Damer

### 1927–1997
Mästerskapen 1927–1997 saknas i sammanställningen.

### 1998
Se Svenska mästerskapen i friidrott 1998.

### 1999
Se Svenska mästerskapen i friidrott 1999.

### 2000
Se Svenska mästerskapen i friidrott 2000.

### 2001
Se Svenska mästerskapen i friidrott 2001.

### 2002
Se Svenska mästerskapen i friidrott 2002.

### 2003
Se Svenska mästerskapen i friidrott 2003.

### 2004
Se Svenska mästerskapen i friidrott 2004.

### 2005
Se Svenska mästerskapen i friidrott 2005.

### 2006
Se Svenska mästerskapen i friidrott 2006.

### 2007
Se Svenska mästerskapen i friidrott 2007.

### 2008
Se Svenska mästerskapen i friidrott 2008.

### 2009
Se Svenska mästerskapen i friidrott 2009.

### 2010
Se Svenska mästerskapen i friidrott 2010.

### 2011
Se Svenska mästerskapen i friidrott 2011.

### 2012
Se Svenska mästerskapen i friidrott 2012.

### 2013
Se Svenska mästerskapen i friidrott 2013.

### 2014
Se Svenska mästerskapen i friidrott 2014.

### 2015
Se Svenska mästerskapen i friidrott 2015.

### 2016
Se Svenska mästerskapen i friidrott 2016.

### 2017
Se Svenska mästerskapen i friidrott 2017.

### 2018
Se Svenska mästerskapen i friidrott 2018.

### 2019
Se Svenska mästerskapen i friidrott 2019.

### 2020
Se Svenska mästerskapen i friidrott 2020.

### 2021
Se Svenska mästerskapen i friidrott 2021.

### 2022
Se Svenska mästerskapen i friidrott 2022.

### 2023
Se Svenska mästerskapen i friidrott 2023.